# Francia
Francia (en francés: Franceⓘ), oficialmente la República Francesa (République françaiseⓘ), es un país soberano transcontinental que se extiende por Europa Occidental y por regiones y territorios de ultramar en América y los océanos Atlántico, Pacífico e Índico. Es uno de los veintisiete Estados soberanos que integran la Unión Europea. Se constituye en república semipresidencialista unitaria con capital en París, la mayor ciudad del país y principal centro cultural y comercial; otras zonas urbanas importantes son Marsella, Lyon, Toulouse, Lille, Burdeos, Montpellier y Niza. La Francia metropolitana se extiende desde el río Rin hasta el océano Atlántico y desde el mar Mediterráneo hasta el canal de la Mancha y el mar del Norte. Los territorios de ultramar incluyen la Guayana Francesa en América del Sur, San Pedro y Miquelón en el Atlántico Norte, las Antillas francesas y muchas islas en Oceanía y el océano Índico. Debido a sus diversos territorios costeros, Francia posee la mayor zona económica exclusiva del mundo. Sus dieciocho regiones integrales (cinco de las cuales son de ultramar) abarcan una superficie combinada de 643 801 km2 y más de 68 millones de personas. Culturalmente pertenece a la Europa latina.  
Francia limita con nueve países en Europa (Bélgica, Luxemburgo, Alemania, Suiza, Italia, Mónaco, España, Andorra y Reino Unido ) y con tres países en América (Brasil, Surinam, y los Países Bajos).
Habitado desde el Paleolítico, el territorio de la Francia metropolitana fue colonizado por tribus celtas conocidas como galos durante la Edad de Hierro. Roma se anexionó la zona en el año 51 a. C., lo que dio lugar a una cultura galorromana diferenciada que sentó las bases de la lengua francesa. Los francos germánicos formaron el Reino de Francia, que se convirtió en el corazón del Imperio carolingio. El Tratado de Verdún de 843 dividió el imperio, y Francia Occidental se convirtió en el Reino de Francia en 987. En la Alta Edad Media, Francia era un reino feudal poderoso pero muy descentralizado. Felipe II reforzó con éxito el poder real y derrotó a sus rivales para duplicar el tamaño de las tierras de la corona; al final de su reinado, Francia se había convertido en el Estado más poderoso de Europa. Desde mediados del siglo XIV hasta mediados del siglo XV, Francia se vio inmersa en una serie de conflictos dinásticos con Inglaterra, conocidos colectivamente como la guerra de los Cien Años, y como resultado surgió una identidad francesa distinta. El Renacimiento francés fue testigo del florecimiento del arte y la cultura, del conflicto con la Casa de Habsburgo y del establecimiento de un imperio colonial global, que en el siglo XX se convertiría en el segundo más grande del mundo. La segunda mitad del siglo XVI estuvo dominada por guerras civiles religiosas entre católicos y hugonotes que debilitaron gravemente al país. Francia volvió a ser la potencia dominante de Europa en el siglo XVII, bajo el mando de Luis XIV, tras la guerra de los Treinta Años. Las políticas económicas inadecuadas, los impuestos no equitativos y las frecuentes guerras (especialmente la derrota en la guerra de los Siete Años y la costosa participación en la guerra de la Independencia de Estados Unidos), dejaron al reino en una situación económica precaria a finales del siglo XVIII. Esto precipitó la Revolución francesa de 1789, que derrocó el Antiguo Régimen y produjo la Declaración de los Derechos del Hombre y del Ciudadano, que expresa los ideales de la nación hasta el día de hoy.
Francia alcanzó su apogeo político y militar a principios del siglo XIX con Napoleón Bonaparte, subyugando gran parte de la Europa continental y estableciendo el Primer Imperio francés. La Revolución francesa y las guerras napoleónicas marcaron el curso de la historia europea y mundial. El colapso del imperio inició un periodo de relativa decadencia, en el que Francia soportó una tumultuosa sucesión de gobiernos hasta la fundación de la Tercera República francesa durante la guerra franco-prusiana de 1870. En las décadas siguientes se produjo un periodo de optimismo, florecimiento cultural y científico, así como de prosperidad económica, conocido como la Belle Époque. Francia fue uno de los principales participantes en la Primera Guerra Mundial, de la que salió victoriosa con un gran coste humano y económico. Estuvo entre las potencias aliadas de la Segunda Guerra Mundial, pero pronto fue ocupada por el Eje en 1940. Tras la liberación en 1944, se instauró la efímera Cuarta República, que posteriormente se disolvió en el transcurso de la guerra de Argelia. La actual Quinta República fue creada en 1958 por Charles de Gaulle. Argelia y la mayoría de las colonias francesas se independizaron en la década de 1960, y la mayoría de ellas mantienen estrechos vínculos económicos y militares con Francia.
Francia conserva su condición secular de centro mundial de arte, ciencia y filosofía. Alberga el quinto mayor número de sitios del Patrimonio Mundial de la UNESCO, así como su sede, y es el principal destino turístico del mundo, recibiendo 100 millones de visitantes extranjeros en 2024. Francia es un país desarrollado con la séptima economía del mundo por PIB nominal y la novena por PPA; en términos de riqueza agregada de los hogares, ocupa el cuarto lugar en el mundo. Francia obtiene buenos resultados en las clasificaciones internacionales de educación, sanidad, esperanza de vida y desarrollo humano. Sigue siendo una gran potencia en los asuntos mundiales, ya que es uno de los cinco miembros permanentes del Consejo de Seguridad de las Naciones Unidas y es un Estado oficial poseedor de armas nucleares. Francia es uno de los miembros fundadores y principales de la Unión Europea y la eurozona, así como un miembro clave del G7, la Organización del Tratado del Atlántico Norte (OTAN), la Organización para la Cooperación y el Desarrollo Económico (OCDE) y la Francofonía (OIF).

## Etimología
Aplicado originalmente a todo el Imperio franco, el nombre de Francia proviene de su homónimo en latín Francia o «reino de los francos».
El nombre de los francos está relacionado con la palabra inglesa frank («libre»): esta última procede del francés antiguo franc («libre, noble, sincero»), en última instancia del latín medieval francus («libre, exento de servicio; hombre libre, franco»), una generalización del nombre tribal que surgió como préstamo del latín tardío del endónimo franco reconstruido Frank. Se ha sugerido que el significado de «libre» se adoptó porque, tras la conquista de la Galia, solo los francos estaban libres de impuestos, o más generalmente porque tenían el estatus de hombres libres en contraste con los siervos o los esclavos.
La etimología de Frank es incierta. Tradicionalmente se deriva de la palabra protogermánica *frankōn, que se traduce como «jabalina» o «lanza» (el hacha arrojadiza de los francos se conocía como francisca), aunque estas armas pueden haber recibido su nombre debido a su uso por parte de los francos, y no al revés.

## Historia

### Prehistoria

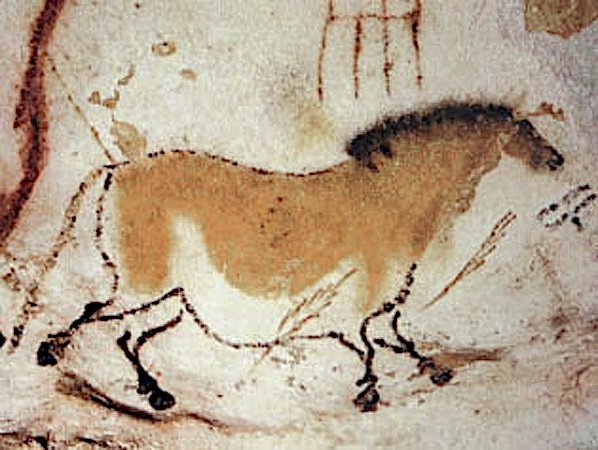
Caballo representado en la cueva de Lascaux, pintado hacia el 18 000 a. C.

Existen importantes restos del Paleolítico inferior en el río Somme y los Pirineos tradicionales (hombre de Neandertal), así como en La Chapelle-aux-Saints, Le Moustier y La Ferrassie. Del Paleolítico superior hay abundantes vestigios de los hombres de Cro-Magnon y Chancelade, datados en unos 25 000 años de antigüedad, los cuales están ubicados en el valle de Dordoña. Entre las más famosas pinturas rupestres del mundo están las de Lascaux y de Font de Gaume, en los Pirineos franceses.
En el Mesolítico algunas actividades agropecuarias fueron reemplazando en importancia a las cuevas, y en el Neolítico (desde el iii milenio a. C.) surgió la cultura megalítica (que empleó menhires, dólmenes y enterramientos). Desde alrededor del 1500 a. C. se inicia la Edad del Bronce, desarrollándose rutas comerciales. Se ha encontrado utillaje de la industria achelense del Homo erectus de hace 900 000 a 1 000 000 años en la gruta Le Vallonnet, en el sur de Francia. La Edad del Hierro y las culturas celtas se ubican dentro del i milenio a. C.

### Antigüedad

Vercingétorix se rinde ante César después de la batalla de Alesia. La derrota de los galos aseguró el dominio romano en el territorio.

Hacia el siglo VI a. C., los griegos jónicos llegaron a Galia y fundaron la colonia de Massalia (la actual ciudad de Marsella), cerca de la desembocadura del Ródano, lo cual la convierte en la ciudad más antigua de Francia. Al mismo tiempo tribus gálicas comenzaron a penetrar el este y el norte de Francia, extendiéndose así gradualmente al resto del país entre los siglos V y III a. C.
El concepto de Galia emergió durante este período, el cual corresponde a los territorios de asentamiento célticos ubicados entre el río Rin, el océano Atlántico, los Pirineos y el Mediterráneo. Las fronteras de la Francia moderna son aproximadamente iguales que las de la Antigua Galia, el cual fue un próspero territorio, territorio del cual, en la parte más al sur estaba sujeto a grandes influencias romanas y griegas.

Alrededor del 390 a. C. el jefe tribal Breno y sus tropas pasaron a Italia a través de los Alpes, derrotando a los romanos en la batalla del Alia, procediendo así a asediar y exigirle el pago de un rescate a la ciudad de Roma. La invasión gala dejó a Roma debilitada, y los galos siguieron hostigando la región hasta el año 345 a. C. cuando entraron en un tratado formal con la ciudad. Pero los romanos y los galos siguieron siendo rivales por los siguientes siglos, siendo así los galos una amenaza para Italia.
Alrededor del año 125 a. C. el sur de Galia fue conquistada por los romanos, quienes llamaron a su nuevo territorio Provincia Nostra (Nuestra Provincia), que con el tiempo evolucionó al nombre del moderno territorio francés de Provenza. Julio César conquistó el resto de Galia y venció la resistencia dirigida por el líder galo Vercingétorix en el 52 a. C. Según Plutarco y Brendan Woods, las guerras gálicas resultó en la conquista de ochocientas ciudades, trescientas tribus subyugadas, un millón de personas convertidas en esclavos y otros tres millones de muertos en batalla.
Galia fue dividida por Augusto en provincias romanas. Muchas ciudades fueron fundadas en ese período, como Lugdunum (Lyon hoy en día), la capital de la Galia romana. Estas ciudades fueron construidas en el estilo romano, con un foro, un teatro, un circo, un anfiteatro y baños termales. Los galos se mezclaron con los colonos romanos y finalmente adoptaron la cultura y el lenguaje romanos (latín, del cual evolucionó el francés). El politeísmo romano se mezcló con el politeísmo celta en un proceso de sincretismo.

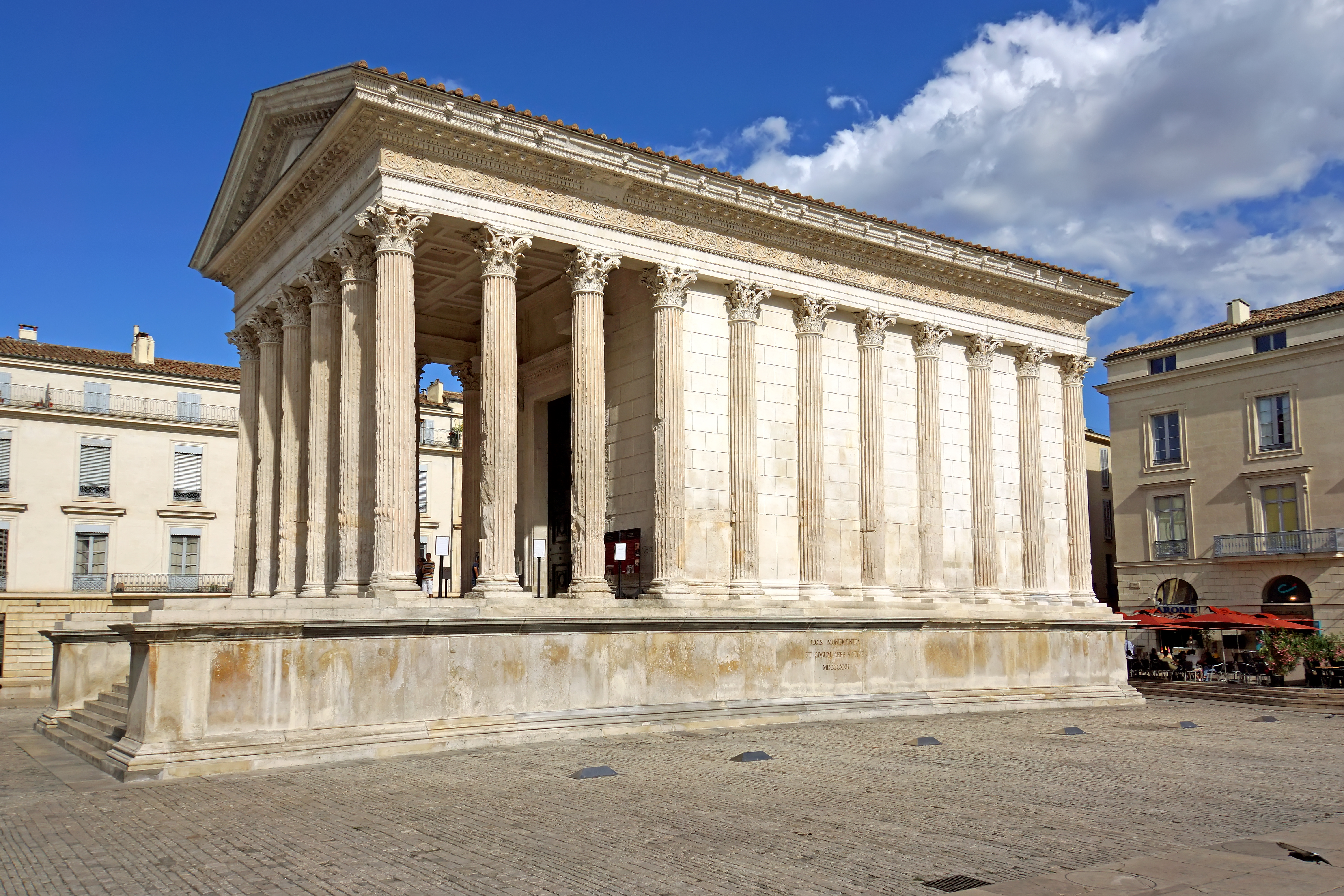
La Maison Carrée fue un templo de la ciudad galorromana de Nemausus (actual Nimes) y es uno de los vestigios mejor conservados del Imperio romano.

Del año 250 al 280 d. C., la Galia romana sufrió de numerosas crisis con los limes siendo atacados en numerosas ocasiones por pueblos bárbaros. Aun así, la situación en la primera mitad del siglo IV fue un período de prosperidad y renacimiento en Galia. En el 312, el emperador Constantino I se convirtió al cristianismo, el cual se enraizó en los siglos II y III, y se estableció firmemente durante los siglos V y VI; en aquella época, San Jerónimo escribió que la Galia era la única región «libre de herejía». Pero al comenzar el siglo V las invasiones bárbaras empezaron nuevamente. Las tribus teutónicas invadieron la región desde lo que hoy es Alemania, los visigodos se asentaron en el suroeste, los borgoñones a lo largo del valle del Río Rin y los francos (de los cuales Francia toma su nombre) en el norte.
En la Francia de ultramar había pueblos cazadores recolectores en la Guayana, en San Pedro y Miquelón se asentaban pueblos paleoesquimales, en las Antillas francesas empezó el período precolombino; Guadalupe por grupos de nativos americanos precerámicos; Nueva Caledonia, Wallis y Futuna recibieron sus primeros habitantes hacia el año 3000 a. C. y su primera cultura lapita, la cual se desarrolló en el i milenio a. C. El resto de los territorios de ultramar al parecer estaban desocupados durante este período.

### Reino de los francos (siglosV-IX)

La ampliación territorial de los francos entre 481 y 814.

En el año 451, Atila, el líder de los hunos, invadió la Galia con ayuda de los pueblos francos y visigodos, logrando establecerse en la parte principal de la Galia. En el siglo IV, la frontera a lo largo del Rin fue cruzada por pueblos germánicos, principalmente los francos, ubicados en los territorios de los actuales Bélgica, Países Bajos y el este de Alemania. Este grupo en particular sería el origen del nombre Francia.
El pueblo franco fue finalmente unificado por Clodoveo I (Clovis, el origen de los nombres Louis o Luis), quien reinó como rey de los francos salios desde el 481 y conquistó gran parte del territorio galo entre el 486 —caída del Reino de Soissons, último remanente romano en la región— y 507 —Batalla de Vouillé y establecimiento de París como capital—. También destacó por ser el primer conquistador germánico en convertirse al cristianismo ortodoxo (por oposición a la herejía arriana), siendo bautizado en Reims hacia el 496, de forma que obtuvo el apoyo de las élites galorromanas y estableció un importante lazo histórico entre la Corona francesa y la Iglesia católica. Clodoveo suele ser considerado como el fundador del primer Estado francés, aunque en un sentido estricto dicho reino no fue establecido hasta el 843, cuando se delimitaron los límites de la Francia Occidentalis.
Los sucesores de Clodoveo —llamados merovingios en referencia a su abuelo, Meroveo— acostumbraron a dividir la tierra entre sus hijos, por lo que raramente existió un solo rey de los francos durante este periodo. Los últimos gobernantes merovingios, apodados como «reyes holgazanes», fueron finalmente opacados por la figura del Mayordomo de palacio. Uno de los más destacables mayordomos fue Carlos Martel, quien derrotó a las fuerzas árabes del Califato Omeya en la batalla de Poitiers (732), deteniendo así el avance musulmán hacia Roma por el oeste de Europa. En el 751, su hijo Pipino el Breve derrocó a los merovingios y fundó la dinastía carolingia, la cual debe su nombre a Carlomagno, el hijo de Pipino. Tras su ascenso en el 768, el reino franco se expandió rápidamente hasta abarcar gran parte de Alemania e Italia. En la Navidad del año 800, Carlomagno fue coronado emperador de los romanos por el papa León III, estableciendo el llamado Imperio carolingio.
Carlomagno intentó revivir el Imperio romano de Occidente y su grandeza cultural. Su hijo, Luis I el Piadoso (Ludovico Pío), mantuvo unido el imperio, pero este no sobrevivió a su muerte. En el 843, el imperio se dividió en tres partes: Francia Occidental —futura Francia, entregada a Carlos II el Calvo—, Francia Media —entregada a Lotario I— y Francia Oriental —futura Alemania, entregada a Luis II de Germania—.

### Reino de Francia (843-1792)

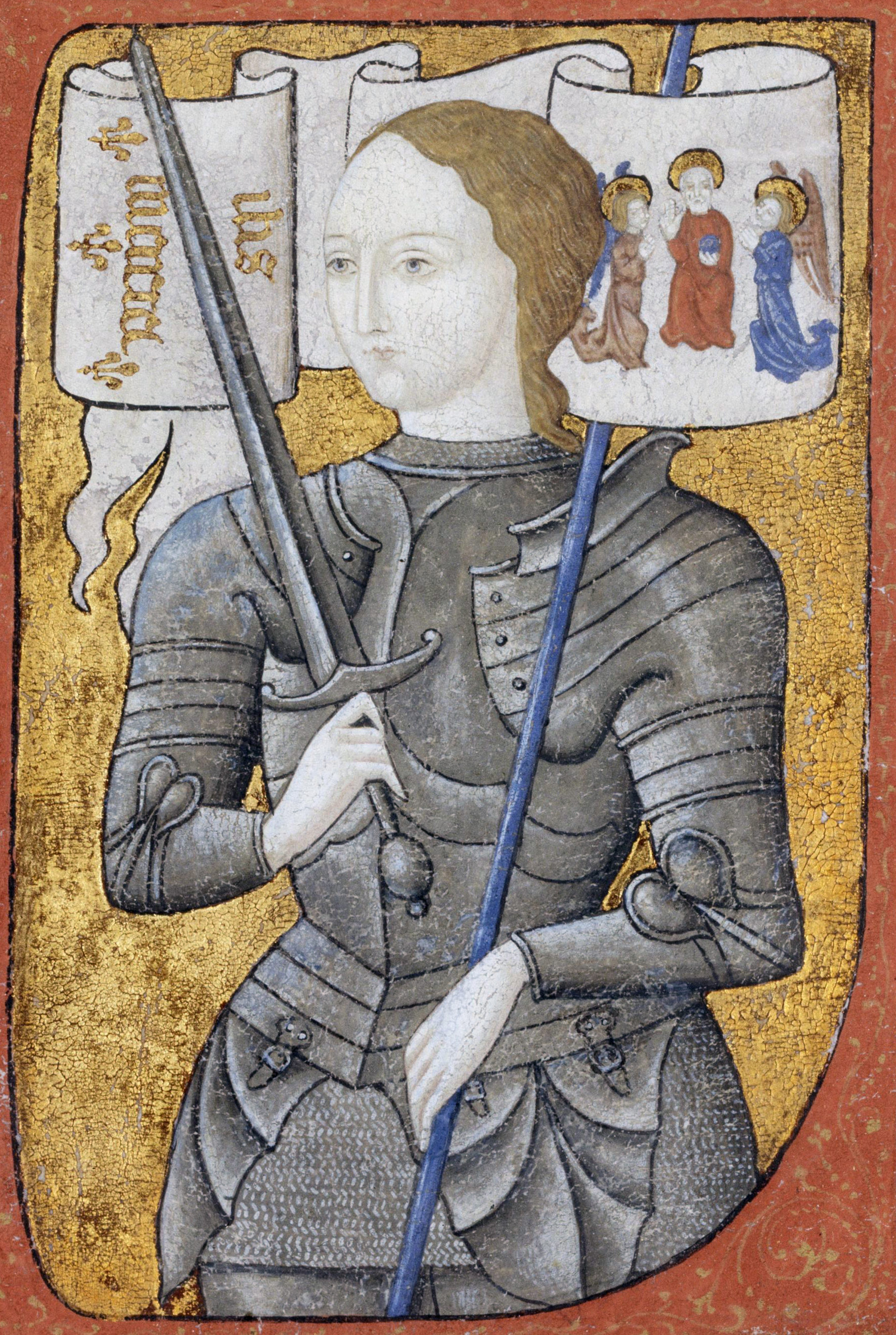
Juana de Arco, una de las protagonistas de la guerra de los Cien Años.

La existencia de Francia como entidad separada comenzó con el ya mencionado Tratado de Verdún. Francia Occidental comprendía aproximadamente el área ocupada por la Francia moderna, de la que fue precursora, y mantuvo la mayoría de territorios originales del reino de Clodoveo.
Los carolingios reinaron hasta la súbita muerte de Luis V en mayo del 987. En su reemplazo fue elegido Hugo Capeto, quien dio inicio a la longeva dinastía de los Capetos. Esta dinastía tenía poco poder real, controlaban como dominio real (las tierras del rey) solo las tierras que rodeaban París, conocidas como «Ile- de France». Estaban, en cuanto a lo que título real refiere por encima de los duques de Normandía, Bretaña, Burgundia y Aquitania, pero en los hechos eran más débiles y solo constituían los denominados «primus inter pares».
Sus reyes continuaron usando el título de «Rey de los francos» hasta el gobierno de Felipe II el Augusto, que usó por primera vez el título de «Rey de Francia» en un documento diplomático datado de 1204. El término «Reino de Francia» aparece al año siguiente. Este monarca concibió que no poseía efectivo poder real y que a no ser que el poder de la familia Plantagenet fuera derrotado, quienes al fin y al cabo no solo eran los reyes de Inglaterra sino que también eran gobernantes de los territorios franceses de Normandía, Maine, Anjou y Aquitania. Por lo cual, entabló una batalla contra ellos y los despojó de sus territorios de Normandía, Maine, Anjou y la Turena, generando así cuatro veces más de ingresos para la monarquía francesa y aumentando su poder e influencia.
Sus descendientes —la Casa de Valois y la Casa de Borbón— se mantuvieron en el poder de forma continua hasta agosto de 1792, cuando se proclamó la Primera República. Sin embargo, el último rey capeto, Luis Felipe de Orleans, no abdicaría hasta febrero de 1848, cuando se proclamó la Segunda República. La Casa de Borbón, descendiente de los Capeto, aún se mantiene en el poder en España y Luxemburgo.
Desde 1066 en adelante, el reino de Francia se encontró en constante conflicto con el reino de Inglaterra. Esta rivalidad inició con la conquista normanda de Inglaterra, ya que el Ducado de Normandía —fundado tras sucesivas invasiones vikingas— era todavía vasallo del rey de Francia. Así, Guillermo el Conquistador era vasallo (como duque de Normandía) e igual (como rey de Inglaterra) al rey de Francia, creando tensiones recurrentes.
Carlos IV el Hermoso murió sin heredero en 1328. Según las reglas de la ley sálica, la corona de Francia no podía pasar a una rama de origen femenino. Felipe VI de Valois fue elegido como nuevo rey en oposición a Eduardo III de Inglaterra, quien reclamó su derecho al trono francés al ser hijo de Isabel de Francia y nieto de Felipe IV. Las tensiones entre ambos reyes finalmente estallaron en la guerra de los Cien Años (1337-1453), la cual duró —si bien con ciertas interrupciones— un total de 116 años. Los límites exactos cambiaron mucho con el tiempo, pero las propiedades de los reyes ingleses dentro de Francia siguieron siendo extensas durante décadas. Con líderes carismáticos como Juana de Arco y Étienne de Vignolles (La Hire), los franceses fueron capaces de recuperar la mayoría de sus territorios. El inicio de la guerra también coincidió con la Peste negra, la cual acabó con la mitad de los diecisiete millones de habitantes de Francia.

Luis XIV, el rey Sol, por Hyacinthe Rigaud (1701).

A partir del siglo XVI, durante los reinados de Francisco I y Enrique II, la monarquía francesa empezó convertirse en una monarquía absoluta. La Ordenanza de Villers-Cotterêts de 1539 decretó, entre otras reformas, la imposición del idioma francés como lengua oficial del reino. En 1598, como resultado de las guerras de religión, el Edicto de Nantes permitió la (parcial) libertad de culto en Francia, dando fin a un periodo de inestabilidad iniciado en 1562. El Reino de Francia vivió su mayor esplendor en el siglo XVII, durante el prolongado reinado de Luis XIV, «el Rey Sol» (1643-1715), uno de los más longevos de la historia (aunque no reinó realmente hasta 1651, cuando cumplió 13 años). Francia empezó a conseguir varias posesiones de ultramar en América, África y Asia y parte de Europa, creando su propio Imperio colonial francés. Este es también un periodo de grandes cambios desde un punto de vista cultural, en el que la cultura francesa predomina en toda Europa y contribuye en diversos aspectos artísticos como la literatura (Molière) o el teatro (Pierre Corneille). Además de esto hubo un gran desarrollo de las ciencias y la filosofía (Pierre de Fermat, Blaise Pascal, René Descartes) que hicieron de Francia el centro cultural e intelectual de Europa por varias décadas.
Gran parte de la Ilustración se produjo en los círculos intelectuales franceses, y los científicos franceses lograron importantes avances e invenciones científicas, como el descubrimiento del oxígeno (1778) y la creación del primer globo aerostático (1783). Exploradores franceses, como Louis Antoine de Bougainville y Jean-François de La Pérouse, participaron en los viajes de exploración científica a través de expediciones marítimas alrededor del mundo. La filosofía de la Ilustración, en la que se defiende la razón como la principal fuente de legitimidad, socavó el poder y el apoyo a la monarquía de los reyes franceses.
Durante el reinado de Luis XV (1715-1774), Francia perdió Nueva Francia y la mayoría de sus posesiones en América tras la desastrosa guerra de los Siete Años (1756-1763), la cual resultó con Inglaterra (ahora Gran Bretaña) convirtiéndose en la potencia dominante de Europa. Su territorio europeo siguió creciendo, sin embargo, con adquisiciones notables como Lorena (1766) y Córcega (1770). A pesar de esto, el gobierno Luis XV se mantuvo sumamente impopular, lo que influiría en la Revolución francesa. Su sucesor Luis XVI intentó revertir la situación apoyando activamente la guerra de Independencia de los Estados Unidos, pero esto solo empeoró la situación económica del país, el cual no estaba preparado para una nueva guerra contra Inglaterra.

### (1789-1871)

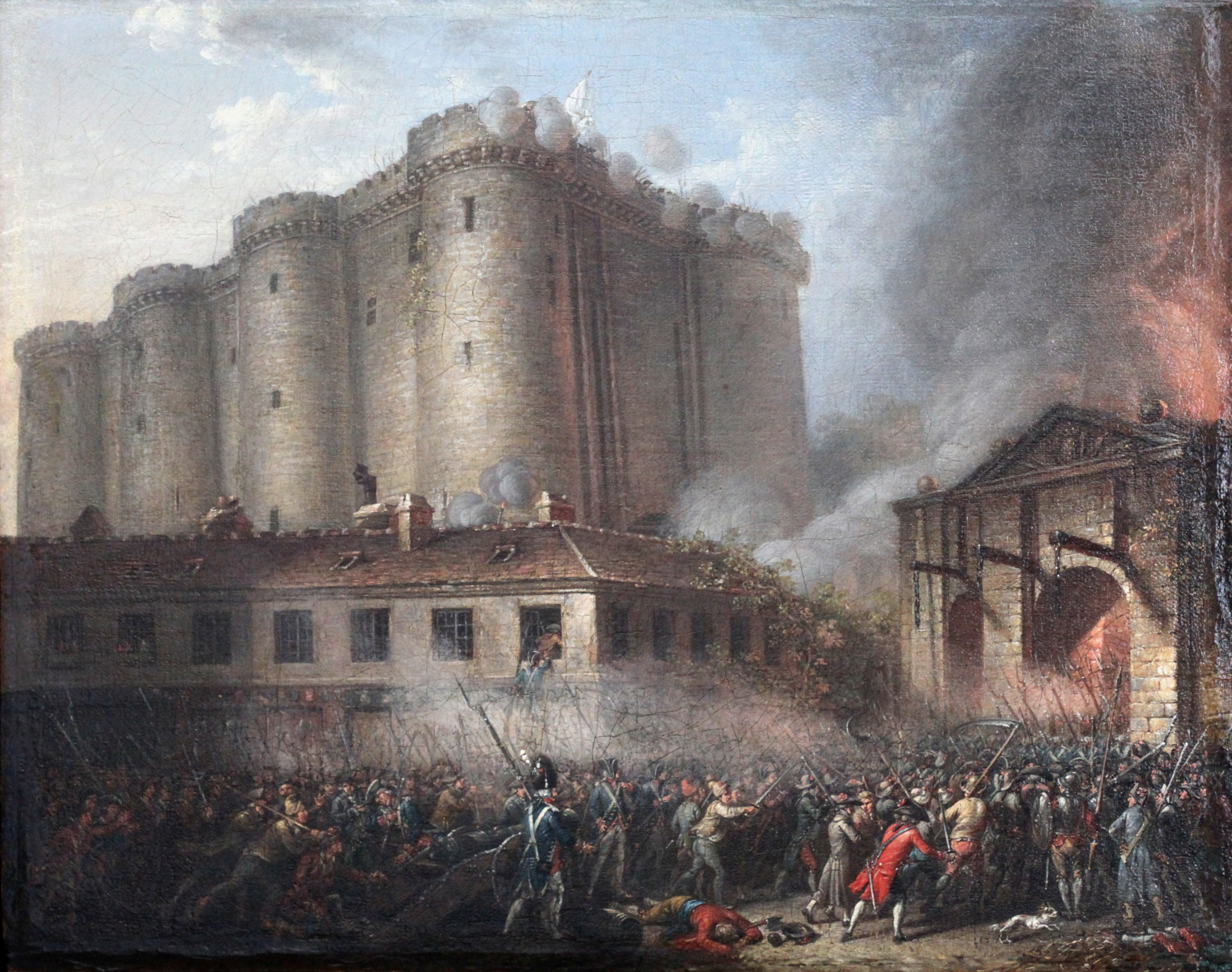
Toma de la Bastilla en 1789

### SigloXIX(1789-1871)

#### Revolución y República

La Libertad guiando al pueblo, pintura de Eugène Delacroix inspirada por la Revolución de 1830.

La secesión del Tercer Estado en los Estados generales de 1789 y la creación de la Asamblea Constituyente marcaron el inicio de la Revolución francesa, cuyo hito simbólico fue la toma de la Bastilla el 14 de julio (el Día Nacional de Francia). Este proceso social, económico y político se desarrolló entre 1789 y 1799 y sus principales consecuencias fueron la abolición de la monarquía y la proclamación de la Primera República Francesa en 1792, habiendo eliminado todas las bases económicas y sociales del Antiguo Régimen en Francia. La República fue proclamada el 21 de septiembre del mismo año, varios meses tras la captura de Luis XVI el 10 de agosto. Al año siguiente, el 21 de enero, Luis XVI fue ejecutado con la guillotina.
Como primeras acciones se decretó la abolición del el feudalismo y se publicó la Declaración de los Derechos del Hombre y del Ciudadano. Sin embargo, las tensiones políticas, sociales y religiosas pronto empezaron a generar conflictos dentro del gobierno republicano. El conflicto entre jacobinos y girondinos resultó en el periodo de «El Terror», en el que el Comité de Seguridad hizo uso de su poder para perseguir y ejecutar a todos los opositores del nuevo gobierno.

#### Napoleón y el Imperio

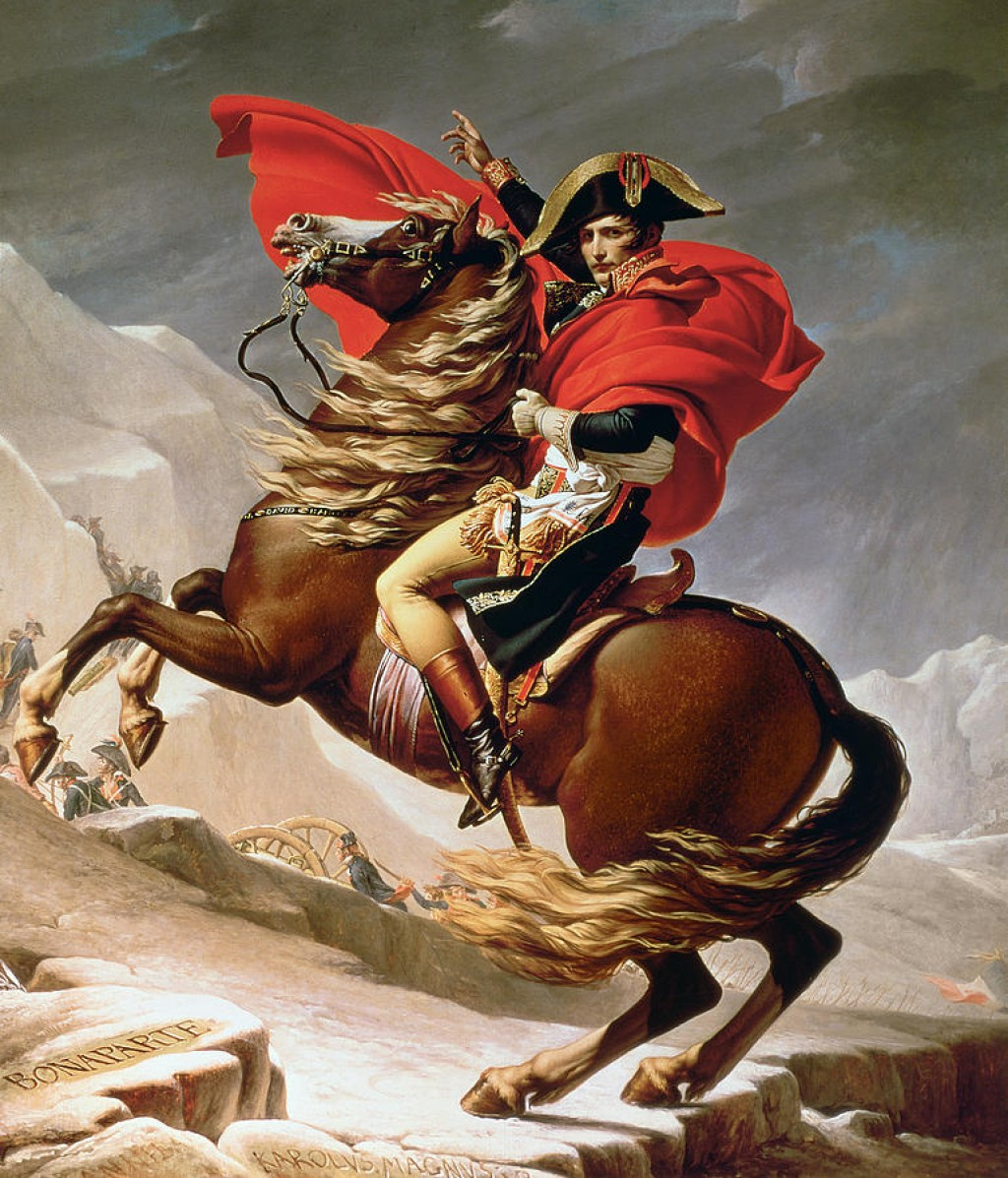
Napoleón Bonaparte, fundador del Primer Imperio francés.

Después de una serie de esquemas gubernamentales de breve duración, Napoleón Bonaparte tomó el control de la república mediante un Golpe de Estado el 9 de noviembre de 1799, haciéndose «primer cónsul» y, a partir del 18 de mayo de 1804, «emperador de los franceses». Aparte de sus proezas militares, a Napoleón también se le conoce por el establecimiento del Código Napoleónico, un código civil que permanecería vigente hasta la segunda mitad del siglo XX y serviría de modelo a otros países, como España. Se le conoce también por su talento para hacerse rodear de brillantes expertos con un elevado sentido del Estado, que supieron crear el marco jurídico y administrativo de la Francia contemporánea. Algunos le consideran como una de las mentes más brillantes de la historia. Otros, sin embargo, lo consideran un dictador sanguinario y uno de los personajes más megalómanos y nefastos de todos los tiempos.
Después de llevar a la victoria los ejércitos de la Revolución en una guerra de defensa del territorio nacional amenazado por los ejércitos de las monarquías europeas, su ejército, la Grande Armée, conquistó la mayor parte de Europa continental. En los territorios invadidos, Napoleón nombró a los miembros de la familia Bonaparte y a algunos de sus generales más cercanos como monarcas de los territorios. Hoy en día, la familia real sueca desciende del general bonapartista Bernadotte.

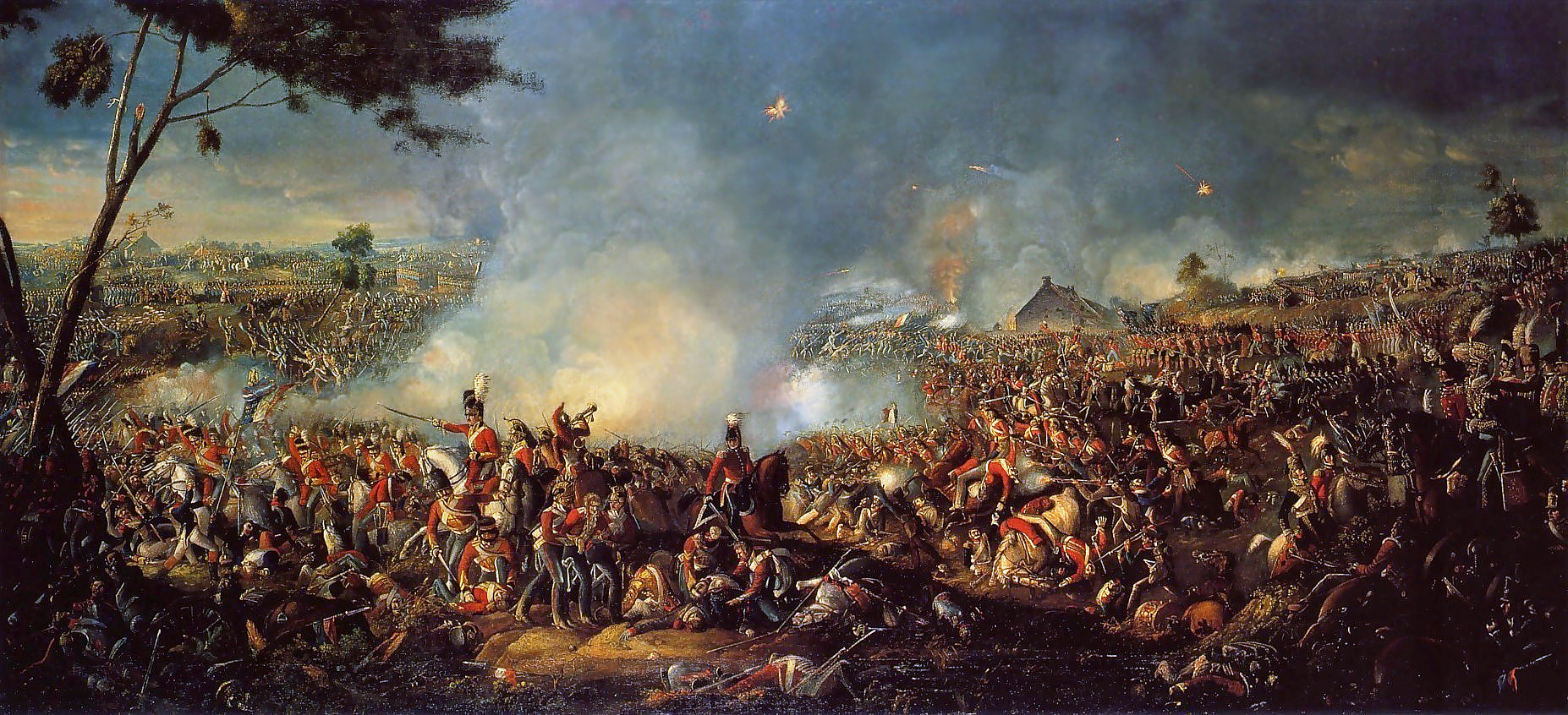
La batalla de Waterloo en un óleo de William Sadler. Esta batalla, en Bélgica, marcó la caída final de Napoleón.

Si bien la organización política de Francia osciló entre república, imperio y monarquía durante ochenta y dos años después de 1789, lo cierto es que la revolución marcó el final definitivo del absolutismo y dio a luz a un nuevo régimen donde la burguesía, y en algunas ocasiones las masas populares, se convirtieron en la fuerza política dominante en el país. Tras la derrota final de Napoleón en 1815 en la batalla de Waterloo, sus vencedores se reunieron en el Congreso de Viena, donde la monarquía francesa de los Borbones fue reinstaurada, pero con nuevas limitaciones definidas por una constitución.

#### Restauración monárquica

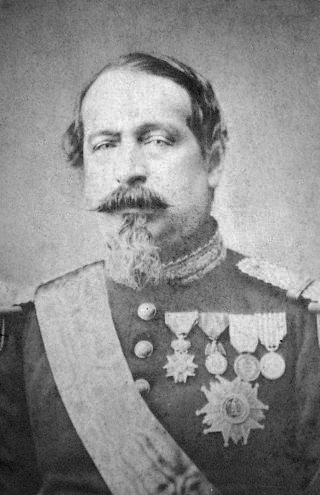
Napoleón III, último monarca de Francia

El gobierno de Luis XVIII intentó emular un gobierno mucho más moderado y constitucional, aunque al inicio tuvo que enfrentarse contra una Cámara de diputados (Chambre introuvable) que reclamaba más poderes para el rey y la nobleza. Su sucesor Carlos X, por el contrario, intentó restaurar los antiguos poderes del rey justificándose nuevamente en el derecho divino. El descontento popular llevó a una segunda revolución en julio de 1830 que derrocó al rey y estableció una nueva monarquía constitucional (apodada Monarquía de Julio). Luis Felipe I inicialmente calmó los reclamos de la burguesía, la cual obtuvo mayores libertades sociales. Durante estos años también inició la Conquista francesa de Argelia, la primera gran campaña en África desde la fallida expedición a Egipto de 1798. Sin embargo, la monarquía no pudo sostenerse por mucho tiempo.

#### Segunda República e Imperio
En 1848, los disturbios generales llevaron a una nueva revolución y al final de la Monarquía de Julio. La abolición de la esclavitud, de la pena de muerte y la introducción del sufragio universal masculino, que se promulgaron brevemente durante la Revolución Francesa, se volvieron a promulgar en 1848. Luis Felipe abdicó el 24 de febrero y la Segunda República francesa fue proclamada tras un intenso debate. Sin embargo, esta fue breve. El 2 de diciembre de 1852, el presidente de la República, Luis Napoleón Bonaparte, sobrino de Napoleón I, dio un Golpe de Estado y se proclamó emperador del Segundo Imperio francés, como Napoleón III.
Su reinado, si bien a veces autoritario, permitió que el país tuviera un considerable desarrollo en medios de transportes. La bonanza económica prosperó y se incrementó la red bancaria, firmándose un tratado librecambista con Inglaterra en 1860 que fomenta el comercio internacional. Sin embargo la política exterior tuvo una serie de fracasos importantes como la segunda intervención francesa en México y sobre todo la estrepitosa derrota en la guerra franco-prusiana de 1870. Napoleón III fue capturado el 1 de septiembre de 1870; su régimen colapsó casi de inmediato. Tres días después, el 4 de septiembre, la Tercera República francesa fue proclamada.

### Francia contemporánea

#### III República Francesa

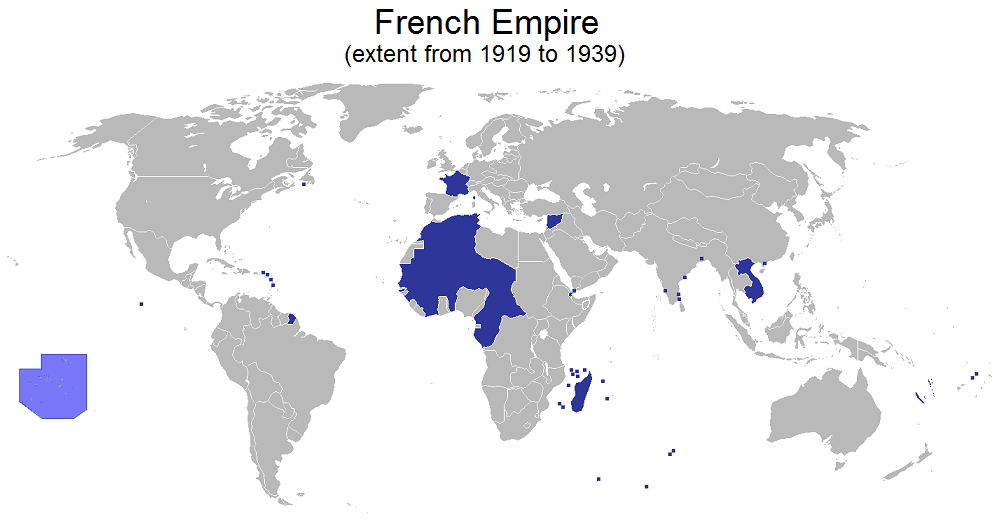
Imperio colonial francés en 1939

La derrota en la guerra franco-prusiana precipitó la proclamación de la Tercera República francesa. Francia tuvo posesiones coloniales en varias partes del mundo, desde principios del siglo XVII hasta los años 1960. En los siglos XIX y XX, su imperio colonial era el segundo más grande del mundo después del Imperio británico. En su pico, entre 1919 y 1939, el segundo Imperio colonial francés se extendió sobre 12 347 000 km2 de tierra. Incluyendo Francia metropolitana, el área total de la tierra bajo la soberanía francesa alcanzó hasta los 11.5 millones de kilómetros cuadrados en los años 1920 y 1930, que equivaldría al 8.53 % del área terrestre del planeta.
En agosto de 1914, tras el asesinato del heredero de la corona austrohúngara, el Frente Occidental de la Primera Guerra Mundial se abrió después de que el ejército alemán invadiera Bélgica y Luxemburgo, consiguiendo hacerse con el control militar de las zonas industriales más importantes de Francia. Aunque en última instancia Francia finalizó como una de las potencias vencedoras de la Primera Guerra Mundial, sufrió enormes pérdidas humanas y materiales que la debilitaron en las décadas siguientes. La década de 1930 estuvo marcada por una variedad de reformas sociales introducidas por el gobierno del Frente Popular.

Mapa de la Francia metropolitana durante su ocupación por las fuerzas del Eje (1940-1944), en la Segunda Guerra Mundial.

Francia y Reino Unido declararon la guerra a la Alemania nazi el 3 de septiembre de 1939 en virtud de un tratado suscrito con Polonia, cuyo territorio había sido invadido por la Wehrmacht, ejército alemán. Al principio de la Segunda Guerra Mundial, Francia llevó a cabo una serie de campañas fracasadas de rescate en Noruega, Bélgica y los Países Bajos entre 1939 y 1940. Después del ataque relámpago de la Alemania Nazi y su aliado, la Italia fascista, entre mayo y junio de 1940, la dirección política de Francia firmó el Armisticio del 22 de junio de 1940. Los alemanes establecieron un régimen autoritario bajo la tutela del mariscal Philippe Pétain conocido como la Francia de Vichy, que adoptó una política de colaboración con la Alemania Nazi. Los opositores del régimen formaron el estado de Francia Libre fuera de Francia, sostuvieron a la resistencia francesa y fueron sumando cada vez más territorios coloniales a su causa. Durante 1945, los Aliados y la resistencia francesa salieron victoriosos frente a las potencias del Eje y se restableció la soberanía francesa con el establecimiento del Gobierno provisional de la República Francesa (GPRF). Este gobierno provisional, establecido por Charles de Gaulle, tenía como objetivo continuar la guerra contra Alemania y depurar a los colaboradores de su cargo. También realizó varias reformas importantes (ampliación del sufragio femenino, creación de un sistema de seguridad social, etc.).

#### IV República Francesa
El GPRF sentó las bases de un nuevo orden constitucional que dio lugar a la Cuarta República, que experimentó un espectacular crecimiento económico (les Trente Glorieuses). Francia fue uno de los miembros fundadores de la OTAN (1949). Francia intentó recuperar el control de la Indochina francesa, pero fue derrotada por el Viet Minh en 1954 en la culminante batalla de Dien Bien Phu. Solo unos meses después, Francia se enfrentó a otro conflicto anticolonialista en Argelia. La tortura y la represión sistemáticas, así como las ejecuciones extrajudiciales que se perpetraron para mantener el control de Argelia, tratada entonces como parte integrante de Francia y hogar de más de un millón de colonos europeos, asolaron el país y estuvieron a punto de provocar un golpe de Estado y una guerra civil.

#### V República Francesa

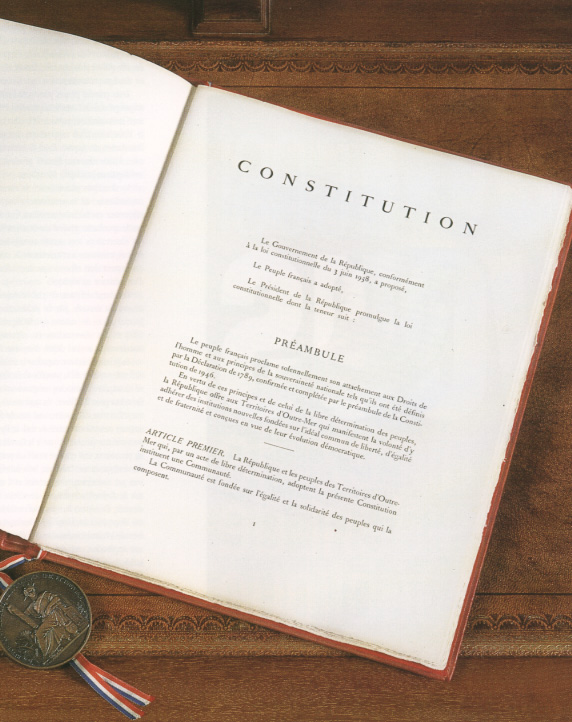
La Constitución de 1958, que dio paso a la Quinta República, supuso un aumento de poderes para el ejecutivo.

El debate por mantener el control de Argelia, entonces tierra de un millón de colonos europeos, debilitó al país y condujo casi a la guerra civil. En 1958, la débil e inestable Cuarta República llevó a la Quinta República francesa, que se apoya en un fuerte poder ejecutivo.

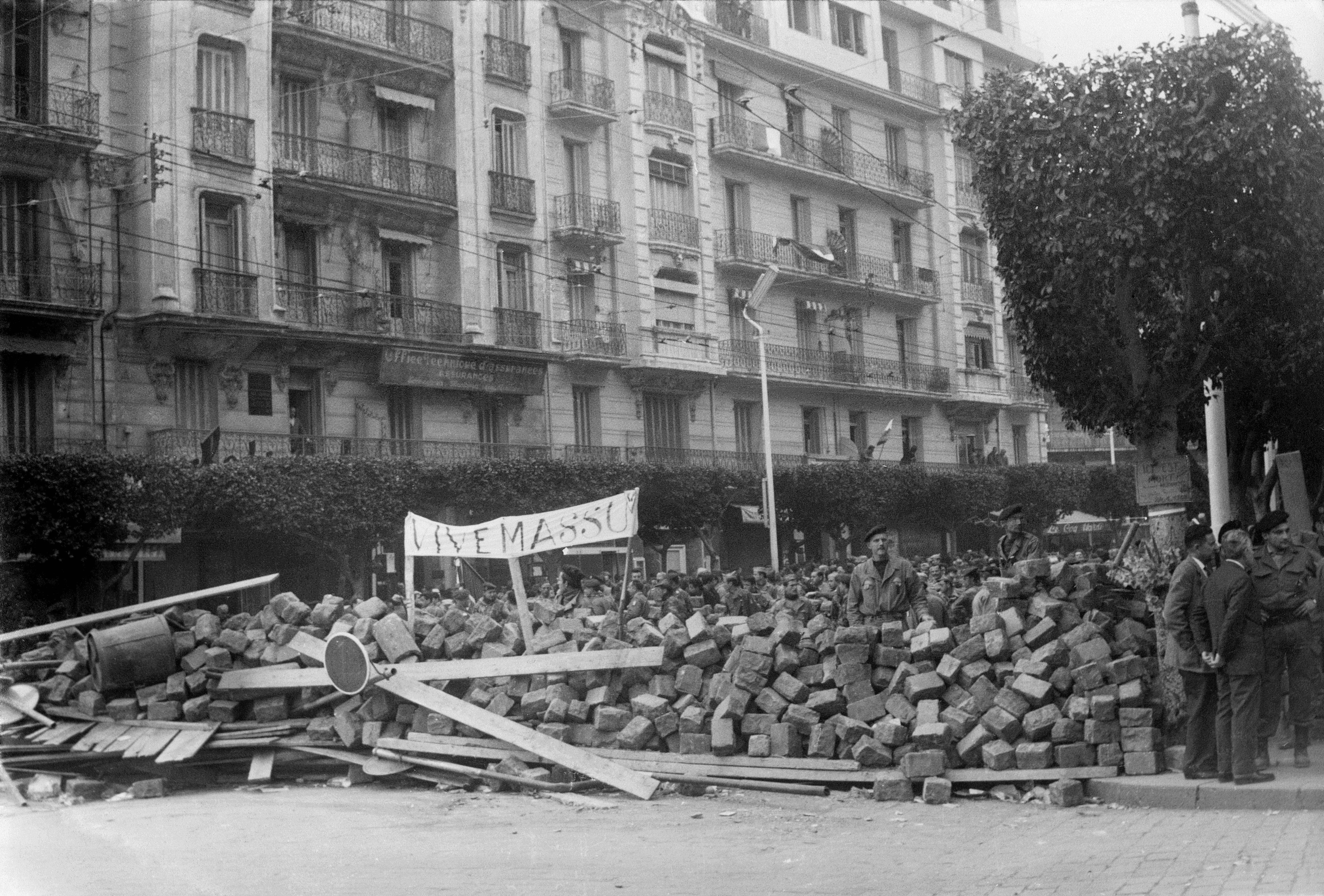
Barricadas en 1960 en las calles de Argel durante la guerra de Argelia

Charles de Gaulle tomó el camino extremo de la guerra. La guerra de independencia de Argelia y la guerra civil que estalló en Argelia entre los partidarios de abandonar la colonia y los colonos que se aferraban a mantener la presencia francesa, se concluyó en 1962, con la declaración de Evian que incluían la celebración de un referéndum de autodeterminación. La independencia de Argelia tuvo un alto precio: el gran número de víctimas de la población argelina. Se produjo entre medio millón y un millón de muertes y más de dos millones de argelinos desplazados internamente. Un vestigio del imperio colonial son los departamentos y territorios franceses de ultramar. El general De Gaulle también tuvo que afrontar otra dura prueba en mayo de 1968, de la que salió triunfante en las elecciones anticipadas convocadas en junio del mismo año.

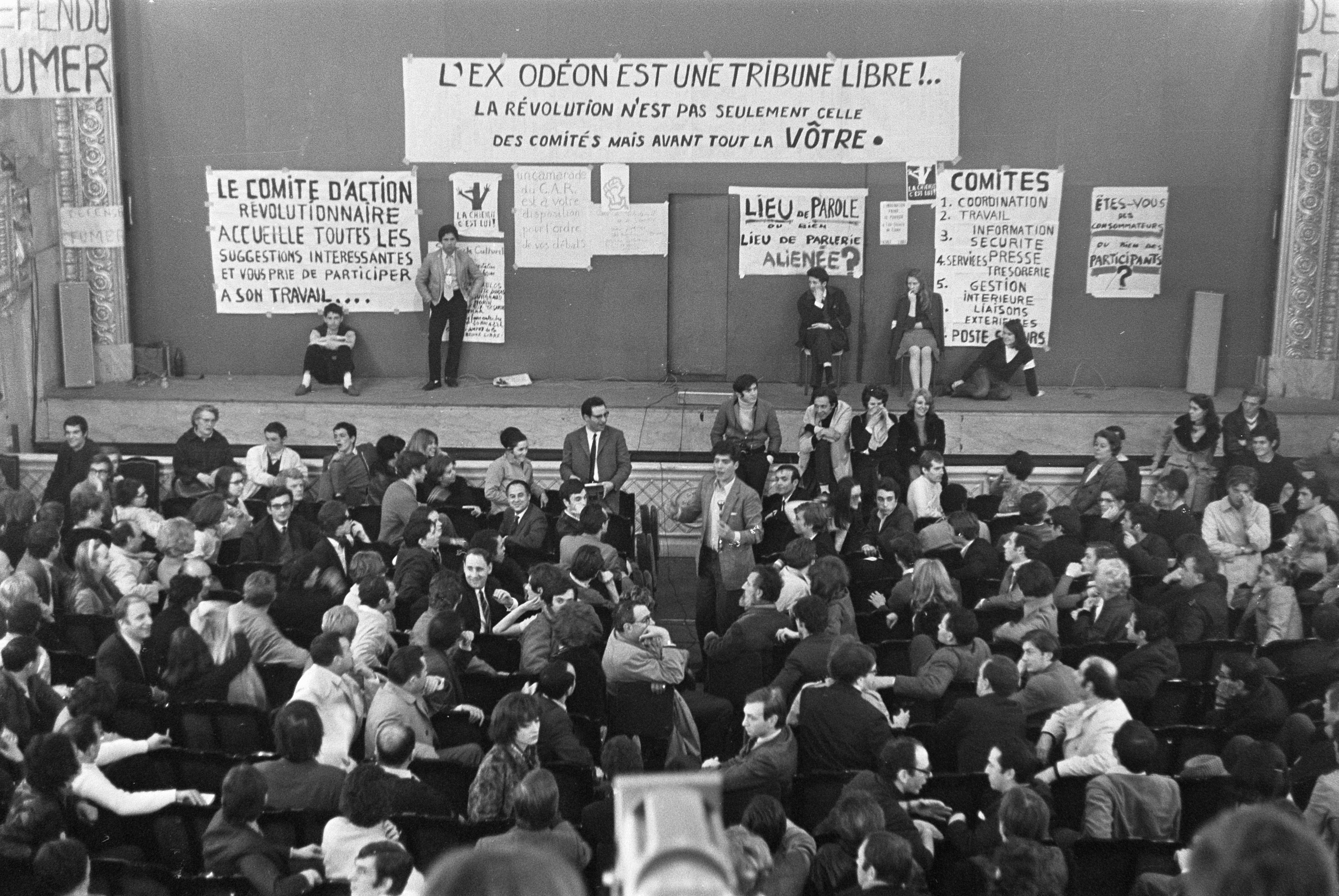
Protestas de mayo de 1968 en París

En 1981, el socialista François Mitterrand fue elegido presidente de Francia y gobernó desde 1981 hasta 1995. Fue sucedido por el conservador Jacques Chirac, quien gobernó desde 1995 a 2007, año en que su ministro de Interior, Nicolas Sarkozy, fue elegido presidente. Francia apoyó a Estados Unidos en la primera guerra del Golfo (1990), así como en el derrocamiento del régimen talibán. La reconciliación y la cooperación de Francia con Alemania probaron la línea central a la integración política y económica de la Unión Europea de desarrollo, incluyendo la introducción del euro en enero de 1999. Francia estuvo en la vanguardia de los Estados miembros europeos de la unión que intentaban explotar el ímpetu de la unión monetaria para crear una Unión Europea política, con una defensa y un aparato unificados y más capaces en la seguridad.
Dominique de Villepin, a la cabeza de la diplomacia francesa, lideró el bloque de países que se opuso a la invasión de Irak de 2003, amenazando con utilizar su derecho al veto en el Consejo de Seguridad, llevando de paso a un enfriamiento de las relaciones con la administración de George W. Bush. El candidato de la derecha conservadora, Nicolas Sarkozy, derrotó a Segolene Royal en los comicios del 6 de mayo de 2007 para ocupar la Presidencia de la República Francesa, sucediendo a Jacques Chirac. El 6 de mayo de 2012 Sarkozy fue derrotado en su aspiración a continuar al frente del gobierno en las elecciones presidenciales por el candidato socialista François Hollande.

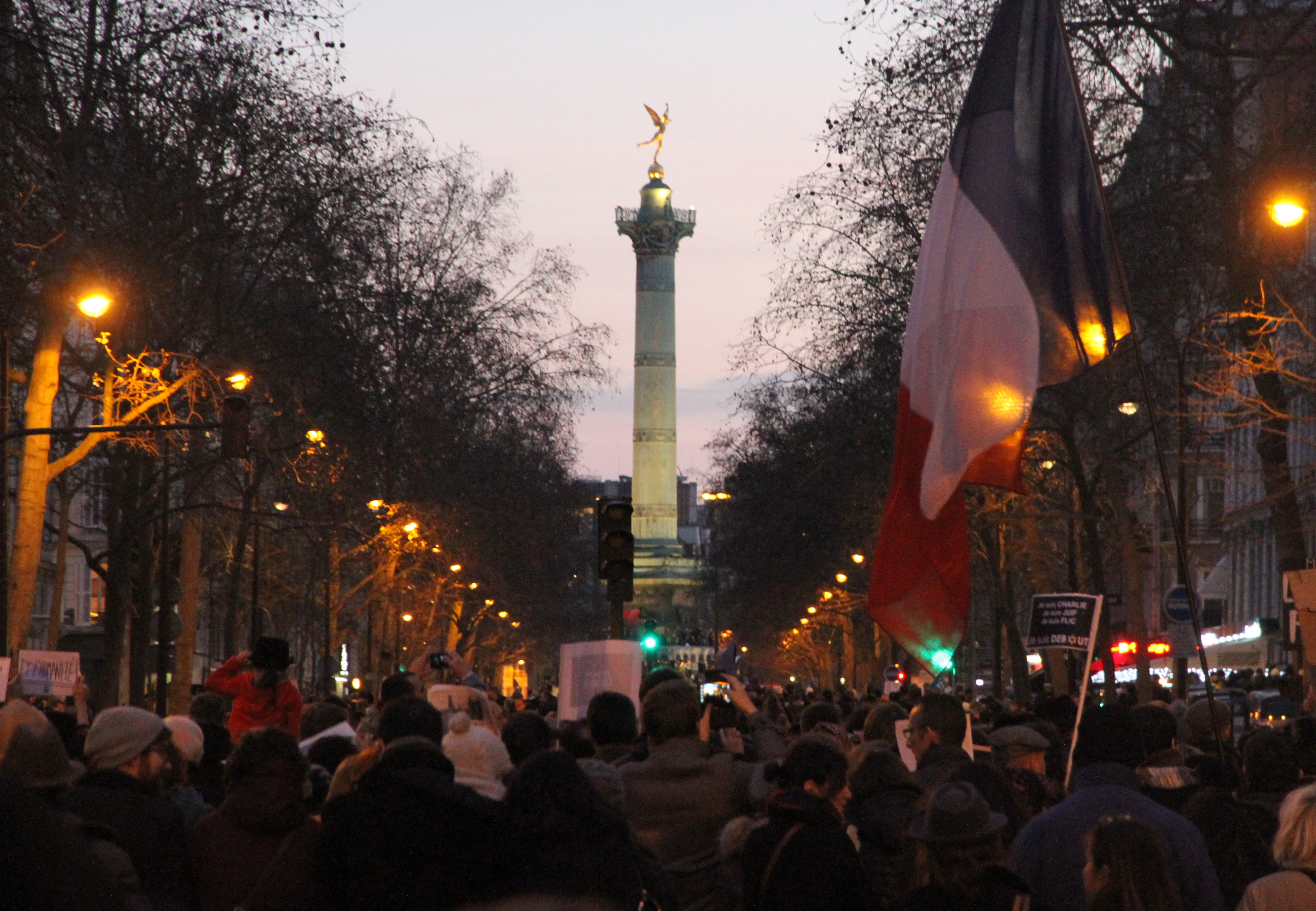
Las Marchas Republicanas se organizaron en toda Francia tras los atentados de enero de 2015 perpetrados por terroristas islamistas; se convirtieron en las mayores concentraciones públicas de la historia de Francia.

Desde los atentados de 1995 en el metro y el RER de París, Francia ha sido objeto de ataques esporádicos por parte de organizaciones islamistas, en particular el atentado contra Charlie Hebdo en enero de 2015, que provocó las mayores concentraciones públicas de la historia de Francia, al reunir a 4.4 millones de personas, los atentados de noviembre de 2015 en París, que causaron 130 muertos, el ataque más mortífero en suelo francés desde la Segunda Guerra Mundial y el más mortífero en la Unión Europea desde los atentados de los trenes de Madrid en 2004, así como el atentado con camión de Niza de 2016, que causó 87 muertos durante las celebraciones del Día de la Bastilla. La Operación Chammal, los esfuerzos militares de Francia para contener al ISIS, mató a más de 1000 efectivos del ISIS entre 2014 y 2015.
A finales de 2018, acontecieron diversas protestas y detenciones en París relacionadas con el movimiento de los chalecos amarillos, en descontento por las políticas sobre el precio del combustible del presidente Macron.

## Gobierno y política
|                            |                                 |
| Emmanuel Macron Presidente | François Bayrou Primer ministro |

La actual Constitución de Francia (Constitución de la Quinta República) fue aprobada por referéndum el 28 de septiembre de 1958. Con su implantación, el cargo de presidente de la República fortaleció notablemente su autoridad sobre el poder ejecutivo, anteriormente encarnado en el primer ministro y el gobierno, constituyéndose en verdadero representante del Ejecutivo en relación con el parlamento. Según la Constitución, el presidente es elegido por sufragio directo por un período de cinco años (originalmente eran siete años). El arbitraje del presidente asegura el funcionamiento regular y el equilibrio de los poderes públicos. El presidente designa al primer ministro, quien preside el Gabinete, comanda a las fuerzas armadas y concluye tratados. El gabinete o consejo de ministros es nombrado por el presidente a propuesta del primer ministro. Esta organización del gobierno se conoce como república semipresidencialista.
La Asamblea Nacional es el principal cuerpo legislativo. Sus 577 diputados son electos directamente por un término de cinco años y todos los escaños son votados en cada elección. La otra cámara es el Senado, cuyos 321 senadores son elegidos por un colegio electoral (es un sufragio indirecto) y permanecen nueve años en sus cargos. Un tercio del senado es renovado cada tres años. Los poderes legislativos del senado son limitados, y la asamblea nacional es quien posee la palabra final en caso de ocurrir una disputa entre ambas cámaras. El gobierno posee una fuerte influencia sobre la agenda parlamentaria. Además existe un Consejo Constitucional (9 miembros), que asegura el control de la constitucionalidad de las leyes y resuelve los contenciosos electorales. Son ciudadanos franceses todos los mayores de 18 años.

### Relaciones exteriores
Francia es miembro fundador de las Naciones Unidas y es uno de los miembros permanentes del Consejo de Seguridad de la ONU con derecho a veto. En 2015, se le calificó como «el Estado mejor conectado del mundo» por ser el que más instituciones internacionales integra; entre ellas, el G7, la Organización Mundial del Comercio (OMC), la Comunidad del Pacífico (SPC) y la Comisión del Océano Índico (COI). Es miembro asociado de la Asociación de Estados del Caribe (AEC) y el principal miembro de la Organización Internacional de la Francofonía (OIF), formada por 84 países francófonos.
Como importante centro de relaciones internacionales, Francia es el tercer país con mayor número de misiones diplomáticas, solo superado por China y Estados Unidos, mucho más poblados. También alberga las sedes de varias organizaciones internacionales, como la OCDE, la Unesco, Interpol, la Oficina Internacional de Pesos y Medidas y la OIF.
Francia es miembro de la Organización del Tratado del Atlántico Norte (OTAN), pero bajo el presidente De Gaulle se excluyó del mando militar conjunto, en protesta por la relación especial entre Estados Unidos y Gran Bretaña, y para preservar la independencia de la política exterior y de seguridad francesa. Bajo el mandato de Nicolas Sarkozy, Francia se reincorporó al mando militar conjunto de la OTAN el 4 de abril de 2009.
Francia invierte en el desarrollo de países de bajos ingresos, especialmente en África. La asistencia oficial representó un 0.36 % del producto nacional bruto de Francia en 2014.
Unión Europea

La política exterior francesa de la posguerra ha estado marcada en gran medida por la pertenencia a la Unión Europea, de la que fue miembro fundador. Desde la década de 1960, Francia ha desarrollado estrechos vínculos con la Alemania reunificada para convertirse en el motor más influyente de la UE. En los años sesenta, Francia trató de excluir a los británicos del proceso de unificación europea, buscando construir su propia posición en la Europa continental. Sin embargo, desde 1904, Francia ha mantenido una Entente Cordiale con el Reino Unido, y se han reforzado los vínculos entre los países, especialmente en el ámbito militar.

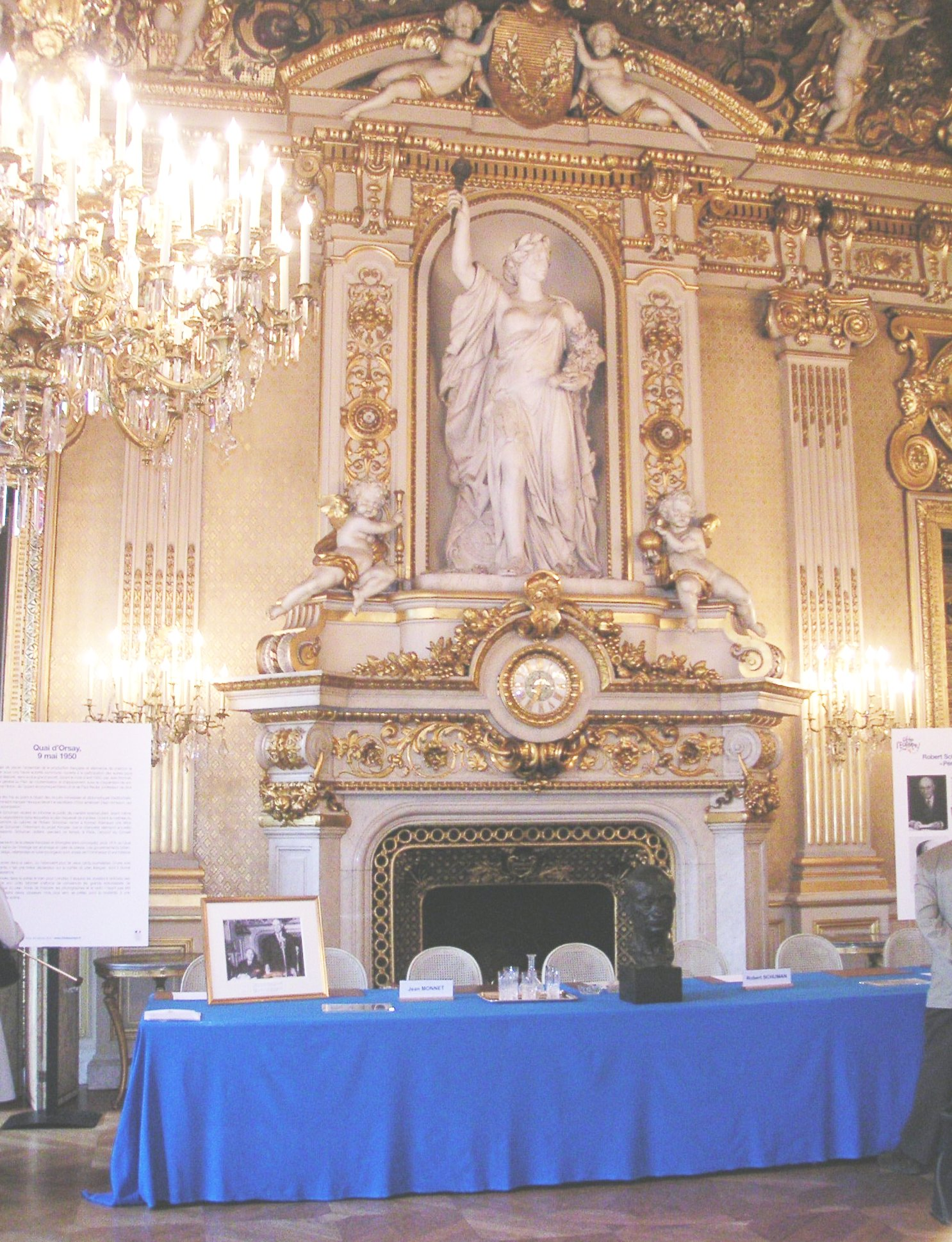
El Salón del Reloj donde se pronunció la Declaración Schuman

La Declaración Schuman es el título con el que informalmente se conoce al discurso pronunciado por el ministro de Asuntos Exteriores francés Robert Schuman el 9 de mayo de 1950 en el que —tal como lo reconoce oficialmente la Unión Europea— se dio el primer paso para la formación de esta organización al proponer que el carbón y el acero de Alemania y Francia (y los demás países que se adhirieran) se sometieran a una administración conjunta.
El Tratado de París, firmado el 18 de abril de 1951 entre Bélgica, Francia, la República Federal Alemana, Italia, Luxemburgo y los Países Bajos, estableció la Comunidad Europea del Carbón y del Acero (CECA) que posteriormente formó parte, primero, de las Comunidades Europeas y, luego, de la Unión Europea. Los franceses cuentan con la segunda representación más numerosa en el Parlamento Europeo, en virtud de su número de habitantes; además, el francés Jean-Claude Trichet fue presidente del Banco Central Europeo y Jacques Barrot fue uno de los vicepresidentes de la Comisión Europea para el período 2004-2009.
Estrasburgo es la sede del Parlamento Europeo; las sesiones plenarias se realizan allí una semana cada mes. Por ello la ciudad es considerada como la segunda capital de la UE después de Bruselas, donde están los diputados el resto del tiempo. La ciudad también es sede del Comando Central del Eurocuerpo y el Centro de información de Europol.
El 14 de julio de 2007 tropas de los veintisiete países de la Unión Europea desfilaron juntas por primera vez en los Campos Elíseos de París con motivo de la fiesta nacional francesa en una ceremonia encabezada por Sarkozy. La presidencia francesa del Consejo de la Unión Europea en el segundo semestre de 2008 estuvo enmarcada dentro del sistema de administración rotativa de dicha institución. Estaba previsto que al término de la administración entrase en vigor el Tratado europeo de Lisboa, permitiendo nombrar al primer presidente permanente de la Unión, pero ello no fue posible ya que el documento no fue ratificado por todos los estados.
En 2017 Emmanuel Macron era uno de los líderes principales del proyecto de refundación de la Unión Europea.

### Fuerzas armadas
Las Fuerzas Armadas francesas (Forces armées françaises) son las fuerzas militares y paramilitares de Francia, bajo el mando del presidente de la República como comandante supremo. Están formadas por el Ejército de Tierra (Armée de Terre), la Marina Nacional (Marine Nationale, antes llamada Armée de Mer), el Ejército del Aire y del Espacio (Armée de l'Air et de l'Espace), y la Policía Militar llamada Gendarmería Nacional (Gendarmerie nationale), que también cumple funciones de policía civil en las zonas rurales de Francia. En conjunto, se encuentran entre las mayores fuerzas armadas del mundo y las mayores de la UE. Según un estudio realizado en 2018 por Credit Suisse, las Fuerzas Armadas francesas están clasificadas como el sexto ejército más poderoso del mundo, y el más poderoso de Europa, solo por detrás de Rusia.
Si bien la Gendarmería es parte integrante de las fuerzas armadas francesas (los gendarmes son soldados de carrera), y por tanto depende del Ministerio de las Fuerzas Armadas, operativamente está adscrita al Ministerio del Interior en lo que respecta a sus funciones de policía civil.
Cuando actúa como policía general, la Gendarmería engloba las unidades antiterroristas del Escuadrón Paracaidista de Intervención de la Gendarmería Nacional (Escadron Parachutiste d'Intervention de la Gendarmerie Nationale), el Grupo de Intervención de la Gendarmería Nacional (Groupe d'Intervention de la Gendarmerie Nationale) las Secciones de Búsqueda de la Gendarmería Nacional (Sections de Recherche de la Gendarmerie Nationale), encargadas de las investigaciones criminales, y las Brigadas Móviles de la Gendarmería Nacional (Brigades mobiles de la Gendarmerie Nationale, o, en pocas palabras, Gendarmerie mobile), que tienen la tarea de mantener el orden público.
También forman parte de la Gendarmería las siguientes unidades especiales: la Guardia Republicana (Garde républicaine), que protege los edificios públicos que albergan las principales instituciones francesas, la Gendarmería Marítima (Gendarmerie maritime), que hace las veces de Guardia Costera, y el Servicio de Previsión (Prévôté), que actúa como rama de la Policía Militar de la Gendarmería.
En cuanto a las unidades de inteligencia francesas, la Dirección General de Seguridad Exterior (Direction générale de la sécurité extérieure) se considera un componente de las Fuerzas Armadas bajo la autoridad del Ministerio de Defensa. La otra, la Dirección Central de Inteligencia Interior (Direction centrale du renseignement intérieur) es una división del Cuerpo Nacional de Policía (Direction générale de la Police Nationale), y por lo tanto depende directamente del Ministerio del Interior. Desde 1997 no hay reclutamiento nacional.
Francia cuenta con un cuerpo militar especial, la Legión Extranjera Francesa, fundada en 1830, que consiste en ciudadanos extranjeros de más de 140 países que están dispuestos a servir en las Fuerzas Armadas francesas y que se convierten en ciudadanos franceses al final de su período de servicio. Los únicos otros países que cuentan con unidades similares son España (la Legión Extranjera española, llamada Tercio, se fundó en 1920) y Luxemburgo (los extranjeros pueden servir en el Ejército Nacional siempre que hablen luxemburgués).
Francia es un estado nuclear reconocido desde 1960. Ha firmado y ratificado el Tratado de Prohibición Completa de los Ensayos Nucleares (CTBT) y se ha adherido al Tratado de No Proliferación Nuclear. El gasto militar anual de Francia en 2018 fue de 63 800 millones de dólares, es decir, el 2.3 % de su PIB, lo que le convierte en el quinto país del mundo que más gasta en armamento, después de Estados Unidos, China, Arabia Saudí y la India.
La disuasión nuclear francesa (antes conocida como «Force de frappe») se basa en una independencia total. La fuerza nuclear francesa actual consta de cuatro submarinos de la clase Triomphant equipados con misiles balísticos lanzados desde submarinos. Además de la flota de submarinos, se estima que Francia dispone de unos 60 misiles aire-tierra de medio alcance con ojivas nucleares, de los cuales unos cincuenta son desplegados por la Fuerza Aérea y Espacial con el avión de ataque nuclear de largo alcance Mirage 2000N, mientras que unos diez son desplegados por los aviones de ataque Super Étendard Modernisé (SEM) de la Marina francesa, que operan desde el portaaviones de propulsión nuclear Charles de Gaulle. Los nuevos Rafale F3 sustituirán progresivamente a todos los Mirage 2000N y SEM en la función de ataque nuclear con el misil mejorado ASMP-A con cabeza nuclear.
Francia cuenta con importantes industrias militares y una de las mayores industrias aeroespaciales del mundo. Sus industrias han producido equipos como el caza Dassault Rafale, el portaaviones Charles de Gaulle, el misil Exocet y el tanque Leclerc, entre otros. A pesar de haberse retirado del proyecto Eurofighter, Francia invierte activamente en proyectos conjuntos europeos como el Eurocopter Tiger, las fragatas polivalentes, el demostrador UCAV nEUROn y el Airbus A400M. Francia es un importante vendedor de armas, con la mayoría de los diseños de su arsenal disponibles para el mercado de exportación, con la notable excepción de los dispositivos de propulsión nuclear.
Francia ha desarrollado constantemente sus capacidades de ciberseguridad, que se clasifican regularmente como unas de las más sólidas de cualquier nación del mundo.
El desfile militar del Día de la Bastilla, que se celebra en París cada 14 de julio con motivo de la fiesta nacional de Francia, llamada Día de la Bastilla en los países anglófonos (denominada en Francia Fête nationale), es el desfile militar regular más antiguo y más grande de Europa.

### Derechos humanos
En materia de derechos humanos, respecto a la pertenencia a los siete organismos de la Carta Internacional de Derechos Humanos, que incluyen al Comité de Derechos Humanos (HRC), Francia ha firmado o ratificado:
| Francia | Tratados internacionales | Tratados internacionales | Tratados internacionales | Tratados internacionales | Tratados internacionales  | Tratados internacionales | Tratados internacionales | Tratados internacionales | Tratados internacionales | Tratados internacionales | Tratados internacionales | Tratados internacionales | Tratados internacionales    | Tratados internacionales    | Tratados internacionales | Tratados internacionales  | Tratados internacionales    | Tratados internacionales    |
| --- | --- | ------------------------ | --- | --- | ------------------------- | --- | ------------------------ | ------------------------ | ------------------------ | ------------------------ | ------------------------ | ------------------------ | --------------------------- | --------------------------- | ------------------------ | ------------------------- | --------------------------- | --------------------------- |
| Francia | CESCR | CESCR                    | CCPR | CCPR | CCPR                      | CERD | CED                      | CEDAW                    | CEDAW                    | CAT                      | CAT                      | CRC                      | CRC                         | CRC                         | CRC                      | MWC                       | CRPD                        | CRPD                        |
| Francia | CESCR | CESCR-OP                 | CCPR | CCPR-OP1 | CCPR-OP2-DP               | CERD | CED                      | CEDAW                    | CEDAW-OP                 | CAT                      | CAT-OP                   | CRC                      | CRC-OP-AC                   | CRC-OP-SC                   | CRC-OP-CP                | MWC                       | CRPD                        | CRPD-OP                     |
| Pertenencia | Francia ha reconocido la competencia de recibir y procesar comunicaciones individuales por parte de los órganos competentes. | Sin información.         | Francia ha reconocido la competencia de recibir y procesar comunicaciones individuales por parte de los órganos competentes. | Francia ha reconocido la competencia de recibir y procesar comunicaciones individuales por parte de los órganos competentes. | Ni firmado ni ratificado. | Francia ha reconocido la competencia de recibir y procesar comunicaciones individuales por parte de los órganos competentes. | Sin información.         | Firmado y ratificado.    | Firmado y ratificado.    | Firmado y ratificado.    | Sin información.         | Firmado y ratificado.    | Firmado pero no ratificado. | Firmado pero no ratificado. | Sin información.         | Ni firmado ni ratificado. | Firmado pero no ratificado. | Firmado pero no ratificado. |
| Firmado y ratificado, firmado, pero no ratificado, ni firmado ni ratificado, sin información, ha accedido a firmar y ratificar el órgano en cuestión, pero también reconoce la competencia de recibir y procesar comunicaciones individuales por parte de los órganos competentes. | |                          | | |                           | |                          |                          |                          |                          |                          |                          |                             |                             |                          |                           |                             |                             |

## Organización territorial
Francia se divide administrativamente en regiones, departamentos, distritos, cantones, y municipios (o comunas). Adicionalmente cuenta con colectividades, territorios y dependencias. El departamento más extenso es la Guayana francesa (83846 km2), que es también el de menor densidad demográfica y el de mayor crecimiento poblacional (con más de 300 mil habitantes).
Las 18 regiones y sus correspondientes 101 departamentos son de la metrópoli o de ultramar.
División territorial metropolitana
- 13 regiones (en francés régions): Francia está dividida en 18 regiones, de las que 13 se encuentran en la metrópolis. Aunque es la división principal, Francia es un país unitario y las regiones no poseen autonomía legislativa ni ejecutiva, sino que reciben del Estado una parte consecuente de los impuestos nacionales que pueden disponer y repartir según sus necesidades.
- 96 departamentos (en francés départements): son regidos por un Consejo General elegido por seis años por sufragio directo. Fueron creados en 1790 con el fin de que toda persona pudiera dirigirse en una jornada de caballo como máximo a sus representantes. Cada uno tiene un prefecto.
- 329 distritos (en francés arrondissements): cada departamento está dividido en varios distritos, que tienen cada uno su subprefecto. Su función es ayudar al prefecto del departamento.
- 3879 cantones: es una división más pequeña, sobre todo a efectos electorales.
- 36 571 comunas: equivalente al municipio. En la ciudad de París, reciben el nombre de arrondissements.
- Intercomunidades de Francia (en francés intercommunautés): equivalente a una mancomunidad, agrupan dentro de un mismo departamento a varias comunas.

Territorios de ultramar y colectividades
Además de las 18 regiones y 101 departamentos, la República Francesa cuenta con cinco colectividades de ultramar (Polinesia Francesa, San Bartolomé, San Martín, San Pedro y Miquelón, y Wallis y Futuna), una colectividad sui generis (Nueva Caledonia), y dos territorios de ultramar (Tierras Australes y Antárticas Francesas) y la Isla de la Pasión (también conocida como Isla Clipperton). En cambio, los denominados dominios franceses de Santa Elena, son tres propiedades que no constituyen una dependencia de Francia, sino que son propiedades privadas francesas dentro de la isla británica.
Las colectividades y territorios de ultramar forman parte de la República Francesa, pero no forman parte de la Unión Europea ni de su espacio fiscal (a excepción de San Bartolomé, que se separó de Guadalupe en 2007). Las Colectividades del Pacífico (COM) de la Polinesia Francesa, Wallis y Futuna y Nueva Caledonia siguen utilizando el franco CFP, cuyo valor está estrictamente vinculado al del euro. En cambio, las cinco regiones de ultramar utilizaban el franco francés y ahora utilizan el euro.

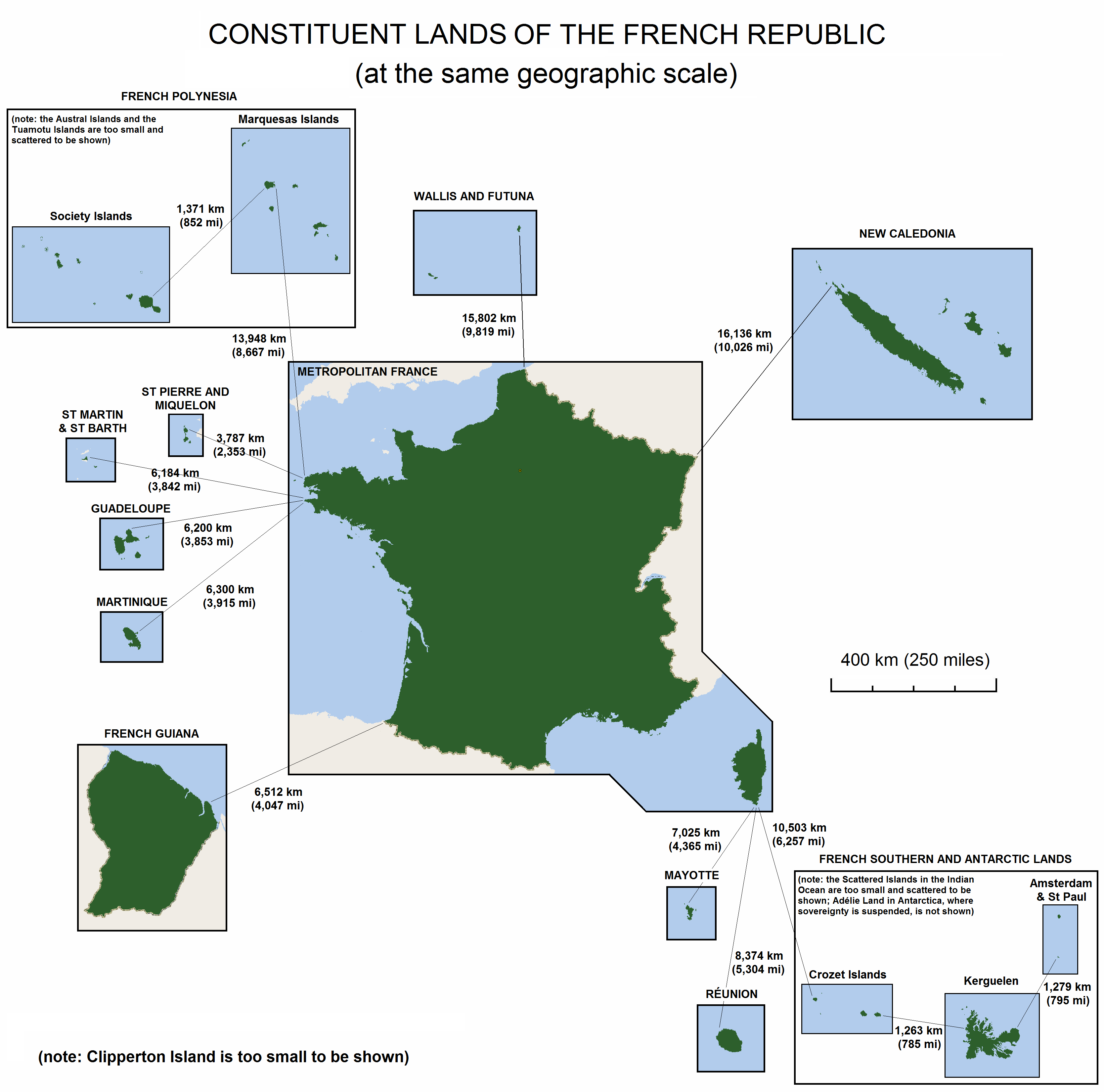
Los territorios que componen la República Francesa, representados a la misma escala geográfica.

| Nombre                                   | Estatus constitucional                                                                                                   | Capital           |
| ---------------------------------------- | --- | ----------------- |
| Isla de la Pasión (Clipperton)           | Propiedad soberana del Estado bajo la autoridad directa del gobierno francés.                                            | Deshabitada       |
| Dominios franceses de Santa Elena        | Propiedad privada del Estado bajo la administración del Ministerio de Relaciones Exteriores.                             | Deshabitada       |
| Polinesia Francesa                       | Designado como país de ultramar (pays d'outre-mer o POM), el estatus es el mismo que el de una colectividad de ultramar. | Papeete           |
| Tierras Australes y Antárticas Francesas | Territorio de ultramar (territoire d'outre-mer o TOM).                                                                   | Port-aux-Français |
| Nueva Caledonia                          | Colectividad sui generis.                                                                                                | Numea             |
| San Bartolomé                            | Colectividad de ultramar (collectivité d'outre-mer o COM)                                                                | Gustavia          |
| San Martín                               | Colectividad de ultramar (collectivité d'outre-mer o COM)                                                                | Marigot           |
| San Pedro y Miquelón                     | Colectividad de ultramar (collectivité d'outre-mer o COM). Todavía se denomina collectivité territoriale.                | Saint-Pierre      |
| Wallis y Futuna                          | Colectividad de ultramar (collectivité d'outre-mer o COM). Todavía se denomina territoire.                               | Mata-Utu          |

## Geografía

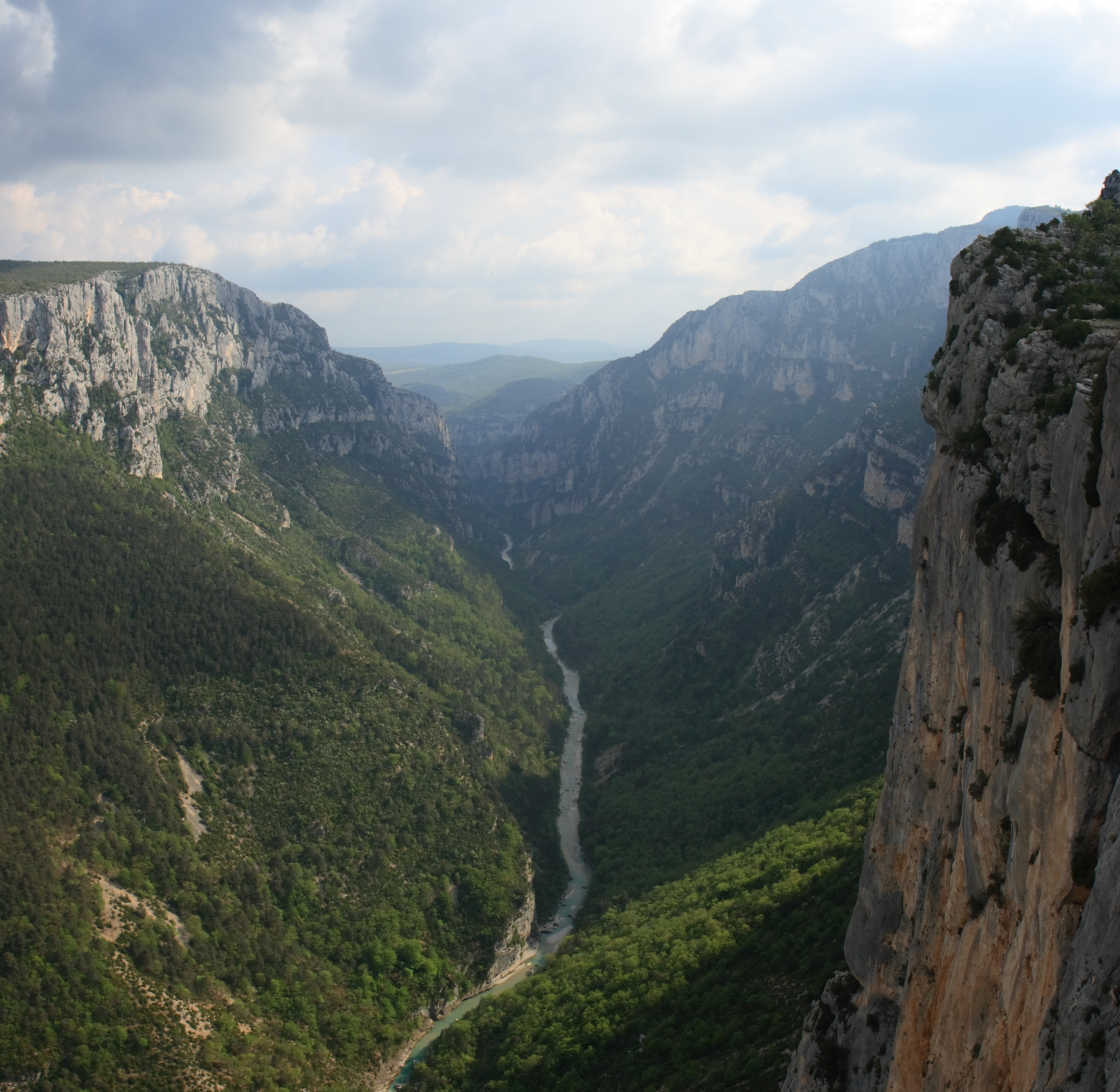
Garganta del Verdon en la Provenza

El territorio francés tiene una extensión de 675 417 km2, lo que representa el 0.50 % de las tierras emergidas del planeta (Puesto 43.º en el mundo). La Francia metropolitana, es decir, europea, cuenta con 551 500 km2, en tanto que la Francia de ultramar tiene otros 123 722 km2 (sin considerar la Tierra Adelia por el Tratado Antártico en 1959 que suspendió el reconocimiento de todas las soberanías en dicha región). Es el país más extenso de Europa Occidental y de la Unión Europea (con cerca de 1/5 de la superficie de la UE). Sus islas de mayor tamaño son Nueva Caledonia, Córcega, Kerguelen, Reunión, Guadalupe, Martinica, Tahití y Mayotte.

Topografía de la Francia metropolitana.

La demarcación política de la Francia continental europea se apoya en sus «fronteras naturales» siendo estas (en sentido antihorario): el mar del Norte, el canal de la Mancha, el océano Atlántico (golfo de Vizcaya); los Pirineos; el mar Mediterráneo (golfo de León, Costa Azul); los Alpes; los montes Jura; el río Rin. El Rin es frontera solo en una parte de su curso, punto desde el cual y hasta el mar del Norte, no existen accidentes geográficos que delimiten «naturalmente» la frontera con Bélgica, Luxemburgo y Alemania. La isla francesa más importante en Europa es Córcega, ubicada en el mar Mediterráneo. En la Francia metropolitana las fronteras se extienden a lo largo de 2889 km y la línea costera por otros 3427 km. En África, Asia, Oceanía, América del Norte y el Caribe, el territorio francés es insular. La Guayana Francesa (en América del Sur) es el único territorio continental fuera de Europa, limita al norte con el océano Atlántico (378 km); al oeste con Surinam (510 km), al este con Brasil (673 km). La mayor parte de la isla de San Martín (en el mar Caribe) es francesa teniendo una frontera meridional con las Antillas Neerlandesas (10.2 km).
El territorio de Francia, y su parte metropolitana o continental, limita, al sur, con el mar Mediterráneo y Mónaco (4.4 km); al suroeste, con España (623 km), Andorra (56.6 km) y el mar Cantábrico; al oeste, con el océano Atlántico; al norte, con el canal de la Mancha, Reino Unido (22.6 m, en medio del túnel submarino que los une), el mar del Norte y Bélgica (620 km), y al este, con Luxemburgo (73 km), Alemania (451 km), Suiza (573 km) e Italia (488 km). Su territorio insular europeo comprende la isla de Córcega, en el Mediterráneo occidental, y diversos archipiélagos costeros en el océano Atlántico. En América, es territorio de Francia la Guayana Francesa, que limita con Brasil (673 km) y Surinam (510 km), también la mayor parte de la isla San Martín que limita con la parte neerlandesa de Sint Marteen (10.2 km), y las islas y archipiélagos de Martinica, Guadalupe, San Bartolomé, y San Pedro y Miquelón. En el océano Índico posee las islas de Mayotte y de Reunión, así como los archipiélagos de la Polinesia francesa, Wallis y Futuna y Nueva Caledonia en el océano Pacífico. Son territorios deshabitados de Francia el atolón de Isla Clipperton, en el Pacífico oriental, y las Tierras Australes francesas (Kerguelen y varias otras en el Índico sur) y las denominadas Tierras Antárticas francesas (Tierra Adelia y Base Dumont D'Urville en la Antártida). A nivel mundial es el 2.º país con mayor extensión de mar territorial (once millones de kilómetros cuadrados).
Francia posee parte de los Pirineos (frontera con España y Andorra) y de los Alpes (frontera con Italia), ambos al sur. Otros macizos montañosos son el Jura (en la frontera con Suiza), las Ardenas, el macizo Central y la cordillera de los Vosgos. El Mont Blanc en los Alpes con 4810.06 de altura es la cumbre más alta de Europa occidental y de la Unión Europea. El punto más bajo del país está en el delta del río Ródano, con 2 m b. n. m. El territorio cuenta también con llanuras costeras hacia el norte y oeste del país.

### Biodiversidad y suelo

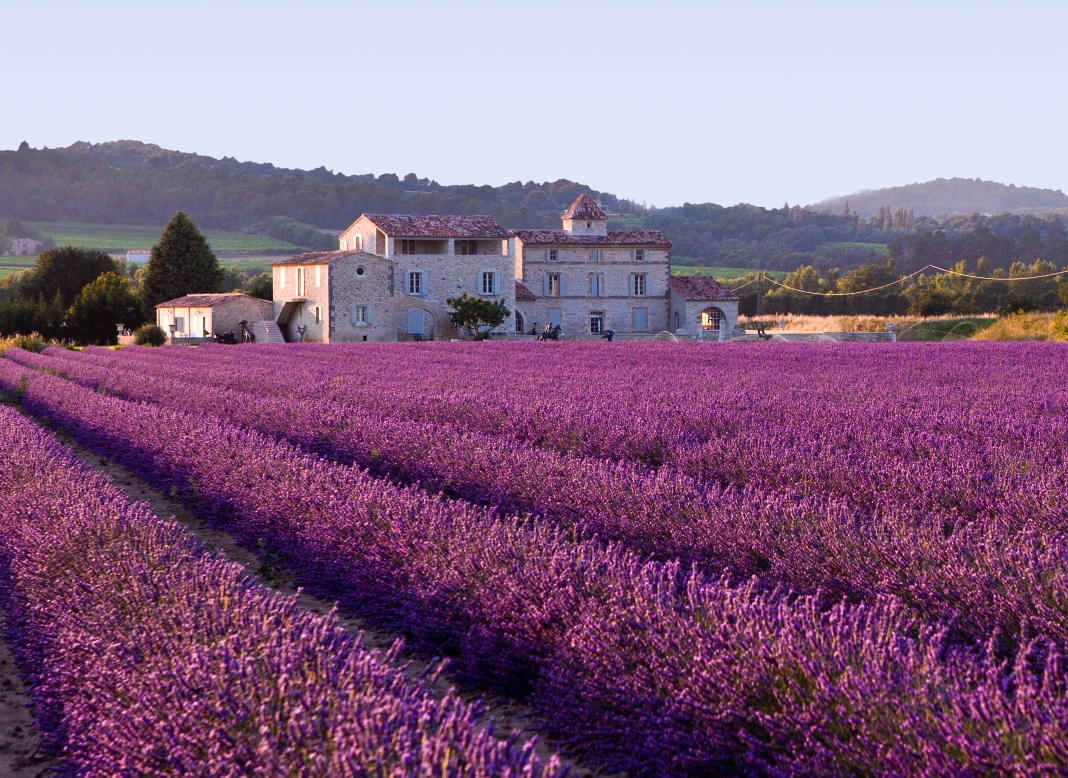
Campo de lavanda en la Provenza

Francia tiene paisajes muy diversos, con costas, cordilleras, llanuras, bosques. La mayor parte del territorio metropolitano de Francia corresponde al bioma de bosque templado de frondosas, aunque también están presentes el bosque templado de coníferas en los Alpes y el bosque mediterráneo en el sureste. La cantidad de venados y ciervos en estado salvaje se está incrementando gracias a políticas orientadas con este objetivo, además se garantiza la protección de las especies autóctonas no domésticas, con la creación de parques y reservas naturales, así como por la reintroducción de especies que fueron exterminadas en el país (oso pardo, lince y bisonte europeo, entre otros).
En la Francia metropolitana hay 136 especies de árboles, algo excepcional tratándose de un país europeo. Las especies vegetales cultivadas para consumo humano directo y para la producción agroindustrial ocupan grandes espacios de la superficie francesa, destacándose la vid y el trigo entre muchas otras. Se practica una intensiva crianza y explotación de reses, cerdos, ovejas, cabras y caballos. También abundan especies menores como conejos y aves de corral.
La producción agropecuaria representa un 56 % (del cual las tierras de labrantío son un 33 %, las cosechas permanentes un 3 %, y los pastos permanentes un 20 %), la masa forestal el 28 %, y «otros» el 16 %. Los bosques se extienden sobre la superficie de la Francia metropolitana hasta cubrir más de 140 000 kilómetros. Las zonas especialmente protegidas conforman el 8 % del territorio nacional. El subsuelo proporciona materiales de construcción en abundancia (grava, arena, cal) y materias primas (caolín, talco, azufre, potasa), pero es pobre en productos energéticos y minerales. La Guayana francesa, por su parte, forma parte del Macizo Guayano-venezolano, teniendo el 90 % de su territorio cubierto por la selva tropical.

### Hidrología y costas

Principales cuencas hidrográficas de la Francia metropolitana

Las aguas interiores cubren el 0.26 % de la superficie continental francesa. Los ríos más importantes de Francia son, en la vertiente atlántica: Loira, Garona, Dordoña (en el océano Atlántico), y Sena (en el canal de la Mancha). En la vertiente mediterránea el Ródano (en el golfo de León), con su afluente el Saona. También posee una buena parte de las cuencas de los ríos Rin, Mosa, Mosela y Escalda (que desembocan en el mar del Norte). El río interior más extenso es el Loira, con más de 1000 km. El lago más extenso es el Lemán (582 km2).
Francia tiene 3427 km de costas en su zona metropolitana (4853 km incluyendo los territorios de ultramar) y ocupa el segundo lugar en producción pesquera en la UE En total las costas francesas son bañadas por los océanos Atlántico, Índico, y Pacífico. La zona marítima de Francia es de doce millas contadas desde la costa, y su zona económica exclusiva se extiende hasta las doscientas millas desde la costa (once millones de kilómetros cuadrados).

### Clima
En general, la Francia metropolitana goza de un clima templado. El tiempo suele ser suave, pero hay grandes diferencias entre las estaciones y las regiones.
El clima de Francia es templado, pero está dividido en cuatro zonas climáticas distintas. El clima oceánico del poniente francés aporta una pluviosidad media repartida en muchos días y modestas variaciones de temperatura anuales (Bretaña, Normandía, Loira Atlántico, Valle del Loira). El clima continental del centro y el este de Francia alberga inviernos fríos y veranos calurosos (región de Gran Este). El clima mediterráneo del sureste de Francia es responsable de veranos cálidos y secos, con lluvias de octubre a abril (cuando el tiempo es húmedo pero suave) y mucho sol durante todo el año (Provenza, Costa Azul y Córcega). Por encima de los 600-800 m s. n. m. (metros sobre el nivel del mar), el clima de montaña provoca fuertes precipitaciones y nieve de tres a seis meses al año.
Las precipitaciones anuales en Francia oscilan entre los 635 mm y los 1016 mm y se producen de manera uniforme a lo largo del año. La costa atlántica recibe las mayores precipitaciones, mientras que las montañas del este acumulan grandes depósitos de nieve. La insolación anual en Francia oscila entre 1600 y más de 2800 horas, con los días más largos en junio y los más cortos en diciembre.

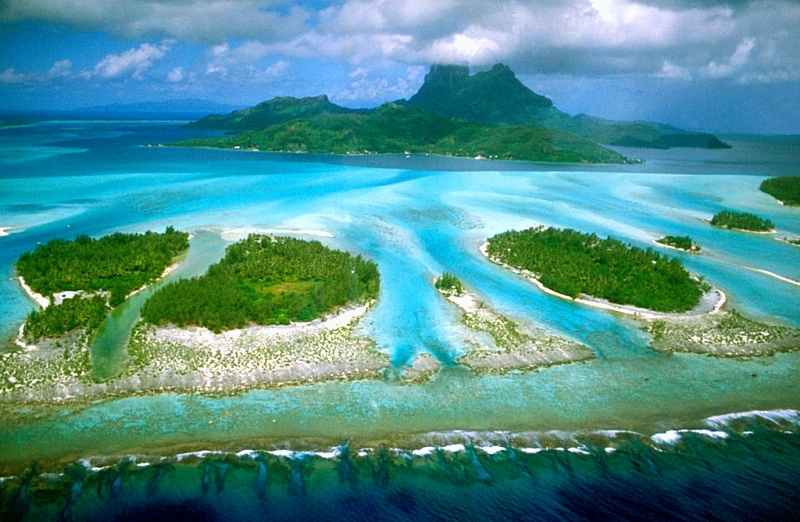
Clima tropical en Bora Bora (Polinesia francesa).
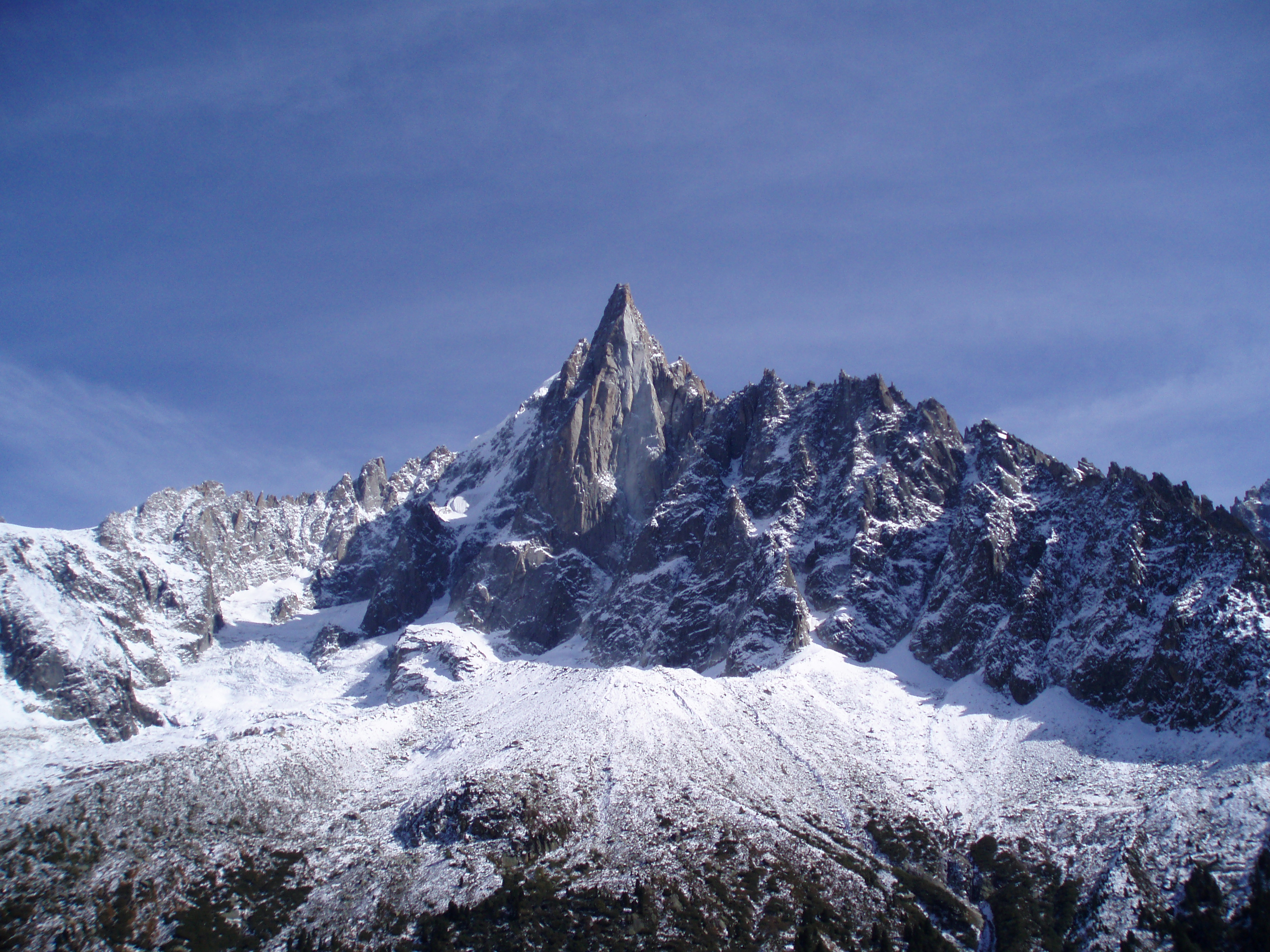
Clima alpino en los Alpes franceses.
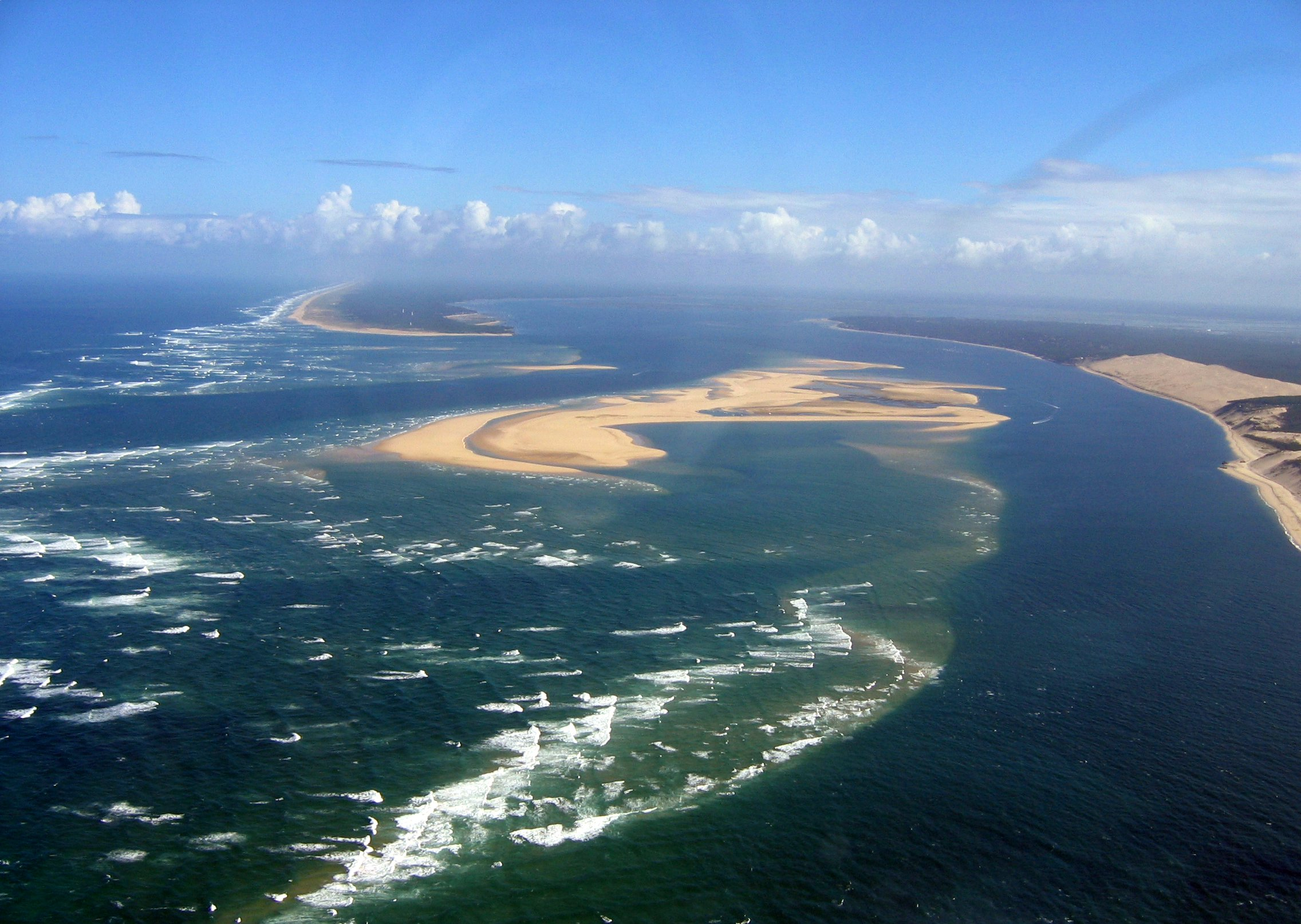
Clima oceánico y playas arenosas en la bahía de Arcachón.
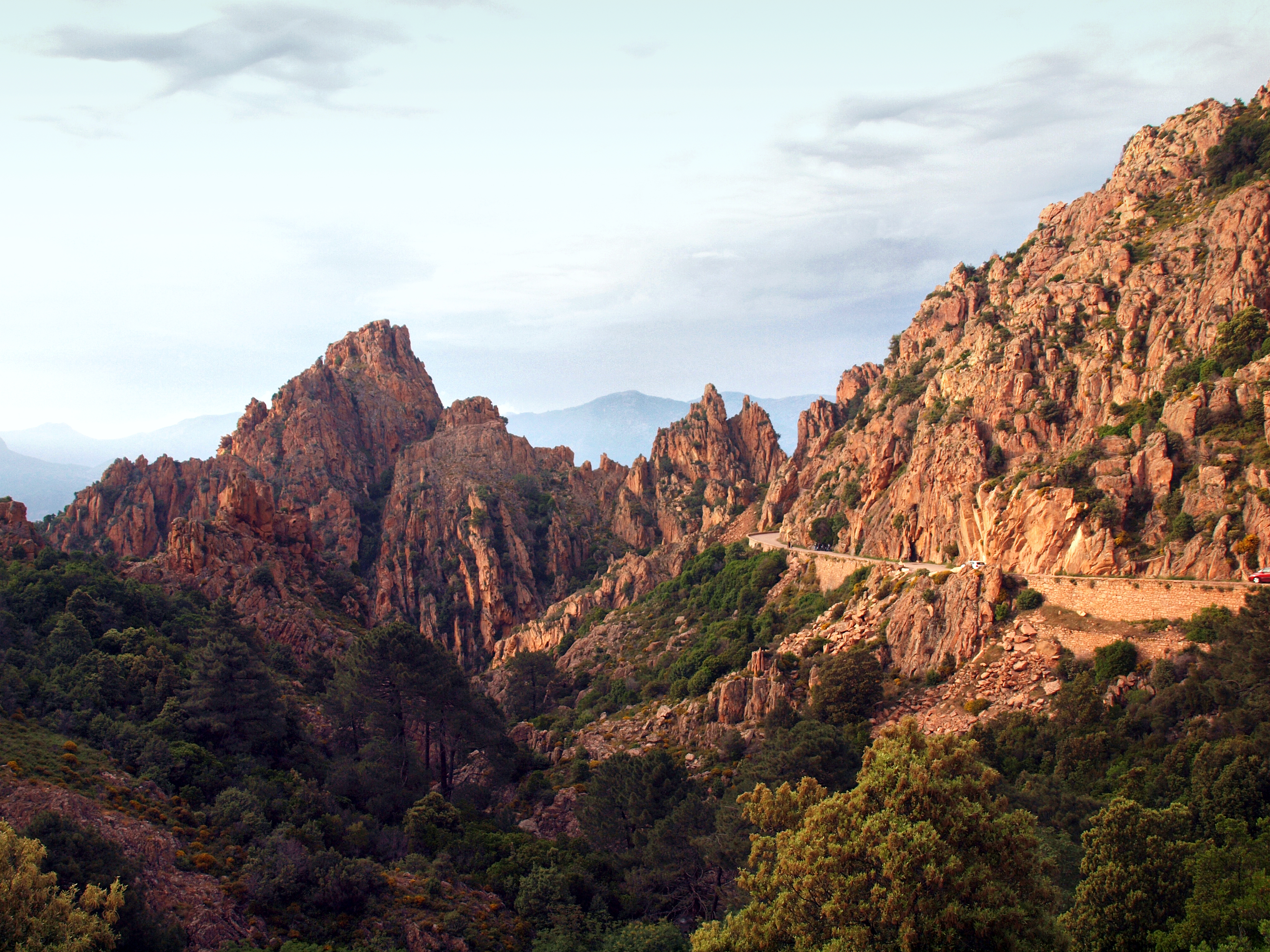
Clima mediterráneo en la isla de Córcega.

Gracias a su situación geográfica y a su alto nivel de desarrollo económico, Francia se ve en cierto modo menos afectada por el cambio climático que muchas otras partes del mundo. Sin embargo, Francia tiene una serie de regiones y poblaciones que corren el riesgo de sufrir de forma desproporcionada el cambio climático. Muchas partes de los territorios franceses están preparadas para experimentar olas de calor, inundaciones, incendios forestales y sequías vez más frecuentes, combinadas con el aumento global del nivel del mar y la acidificación de los océanos.

## Economía
Francia tiene una economía mixta desarrollada y de altos ingresos, caracterizada por una importante participación del Estado, una diversidad económica, una mano de obra cualificada y un alto grado de innovación. Desde hace aproximadamente dos siglos, la economía francesa se encuentra constantemente entre las diez mayores del mundo; actualmente es la novena del mundo en paridad de poder adquisitivo, la séptima en PIB nominal y la segunda de la Unión Europea en ambas mediciones. Francia está considerada como una potencia económica, ya que forma parte del Grupo de los Siete principales países industrializados, de la Organización para la Cooperación y el Desarrollo Económico (OCDE) y del Grupo de las Veinte mayores economías.
La economía francesa está muy diversificada; los servicios representan dos tercios de la población activa y del PIB, mientras que el sector industrial representa una quinta parte del PIB y una proporción similar del empleo. Francia es el tercer país manufacturero de Europa, por detrás de Alemania e Italia, y ocupa el octavo lugar en el mundo por su participación en la producción manufacturera mundial, con un 1.9 %. Menos del 2 % PIB es generado por el sector primario, es decir, la agricultura; sin embargo, el sector agrícola de Francia se encuentra entre los más grandes en valor y lidera la UE en términos de producción global.

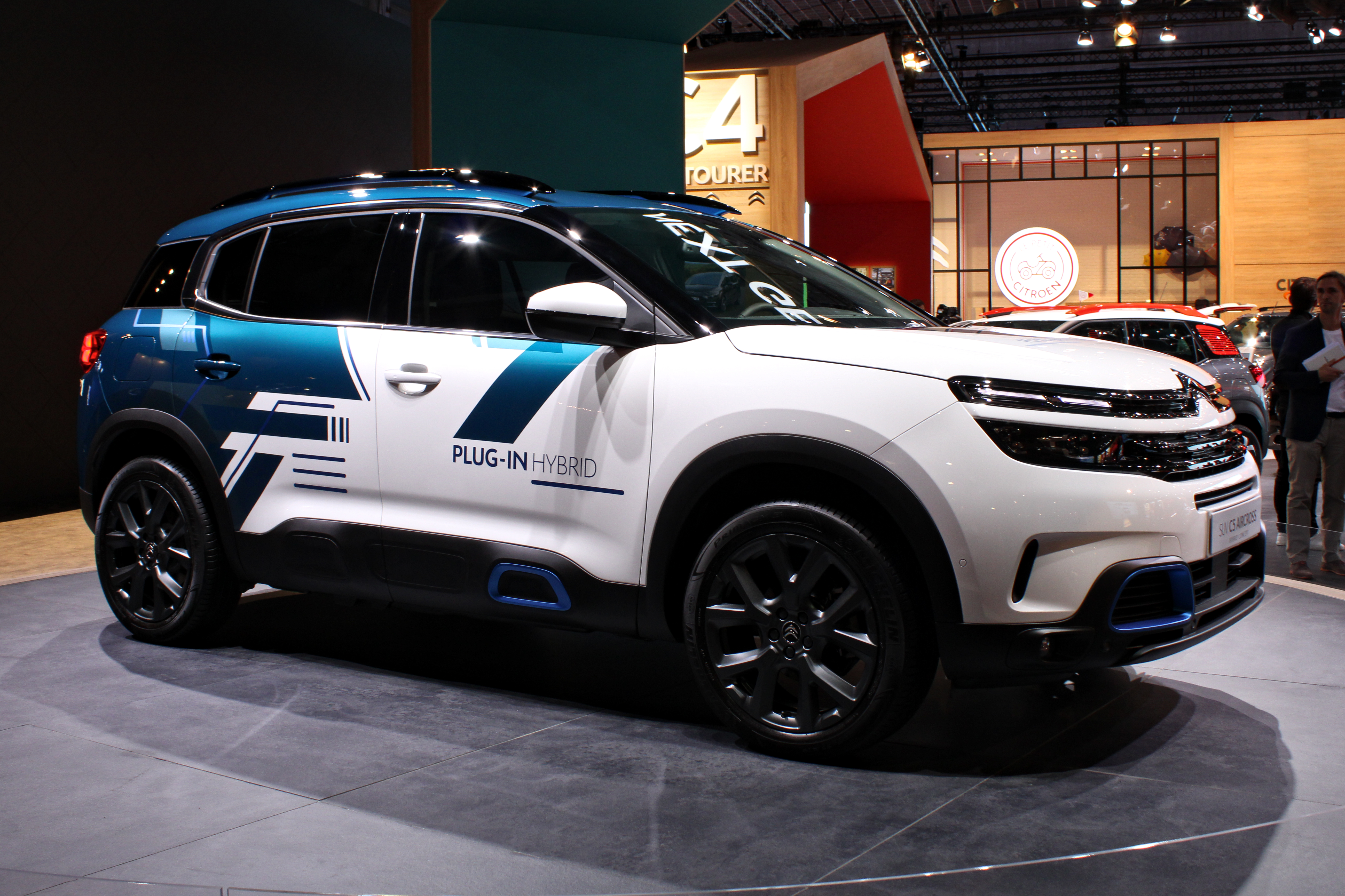
Citroën, una de las empresas automotrices más grandes del mundo, con sede en París.

En 2018, Francia fue la quinta nación comercial del mundo y la segunda de Europa, y el valor de las exportaciones representó más de una quinta parte del PIB. Su pertenencia a la eurozona y al más amplio mercado único europeo facilita el acceso a capitales, bienes, servicios y mano de obra cualificada. A pesar de las políticas proteccionistas sobre ciertas industrias, especialmente en la agricultura, Francia ha desempeñado en general un papel de liderazgo en el fomento del libre comercio y la integración comercial en Europa para mejorar su economía. En 2019, ocupó el primer puesto de Europa y el 13.º del mundo en inversión extranjera directa, siendo los países europeos y Estados Unidos las principales fuentes. Según el Banco de Francia, los principales receptores de IED fueron las manufacturas, el sector inmobiliario, las finanzas y los seguros. La región de París tiene la mayor concentración de empresas multinacionales de Europa.
A fecha de enero de 2024, el salario mínimo interprofesional (SMIC) en Francia es de  1766.92 € brutos al mes. Por hora trabajada sería 11.65 €. La jornada laboral es de 35 horas a la semana.
Francia anunció la creación de su 25.º unicornio a principios de 2022, superando el objetivo del gobierno francés de tener 25 unicornios para 2025. Las fintech son parte integrante de Europa, y el ecosistema francés de 20 000 startups francesas registra algunas de las mayores rondas de recaudación de fondos.
El sector del comercio electrónico (productos y servicios) superó los 129 000 millones de euros en 2021. Muchos minoristas aumentaron su digitalización durante 2020 para ofrecer a los consumidores la posibilidad de seguir comprando. Los consumidores están ahora a favor de este enfoque de los minoristas, incluidas sus tiendas locales. Parece que los consumidores franceses que se abrieron paso en Internet durante los cierres seguirán comprando en línea. En Francia, el 52 % de los comercios que venden en línea están creciendo, frente al 39 % de los comercios que solo operan fuera de línea.
Bajo la doctrina del Dirigisme, el gobierno ha desempeñado históricamente un papel importante en la economía; a políticas como la planificación indicativa y la nacionalización se les atribuye haber contribuido a tres décadas de crecimiento económico sin precedentes en la posguerra, conocidas como Trente Glorieuses. En su punto álgido, en 1982, el sector público representaba una quinta parte del empleo industrial y más de cuatro quintas partes del mercado de crédito. A partir de finales del siglo XX, Francia flexibilizó las regulaciones y la participación del Estado en la economía, y la mayoría de las principales empresas son ahora de propiedad privada; la propiedad estatal solo domina el transporte, la defensa y la radiodifusión. Las políticas destinadas a promover el dinamismo económico y la privatización han mejorado la posición económica de Francia a nivel mundial: se encuentra entre los 10 países más innovadores del mundo en el Índice de Innovación de Bloomberg de 2020, y el 15.º más competitivo, según el Informe de Competitividad Global de 2019 (subiendo dos puestos desde 2018).
Según el FMI, Francia ocupa el 30.º puesto en PIB per cápita, con unos 45 000 dólares por habitante. Ocupa el puesto 23 en el Índice de desarrollo humano, lo que indica un desarrollo humano muy alto. La corrupción pública es una de las más bajas del mundo, ya que Francia se encuentra sistemáticamente entre los 30 países menos corruptos desde que comenzó a elaborarse el Índice de Percepción de la Corrupción en 2012; en 2021 se situó en el puesto 22, subiendo un puesto respecto al año anterior. Francia es el segundo país europeo que más gasta en investigación y desarrollo, con más del 2 % del PIB; a nivel mundial, ocupa el puesto 12.
Los servicios financieros, la banca y los seguros son una parte importante de la economía. AXA es la segunda compañía de seguros del mundo por activos totales no bancarios en 2020. En 2011, las tres mayores instituciones financieras de propiedad cooperativa de sus clientes eran francesas: Crédit Agricole, Groupe Caisse D'Epargne y Groupe Caisse d'Épargne. Según un informe de 2020 de S&P Global Market Intelligenc, los principales bancos franceses, BNP Paribas y Crédit Agricole, se encuentran entre los diez mayores bancos del mundo por activos, y Société Générale y Groupe BPCE ocupan los puestos 17 y 19, respectivamente.
La Bolsa de París es una de las más antiguas del mundo, creada por Luis XV en 1724. En 2000 se fusionó con sus homólogas de Ámsterdam y Bruselas para formar Euronext, que en 2007 se fusionó con la bolsa de Nueva York para formar NYSE Euronext, la mayor bolsa del mundo. Euronext París, la rama francesa de NYSE Euronext, es el segundo mercado bursátil de Europa, por detrás de la Bolsa de Londres.

### Mercado laboral
Francia ha sufrido durante mucho tiempo una tasa de desempleo relativamente alta, incluso durante los años en que sus resultados macroeconómicos se comparaban favorablemente con los de otras economías avanzadas. La tasa de empleo francesa para la población en edad de trabajar es una de las más bajas de los países de la OCDE: en 2020, solo el 64.4 % de la población francesa en edad de trabajar estaba empleada, frente al 77 % de Japón, el 76.1 % de Alemania y el 75.4 % del Reino Unido, pero la tasa de empleo francesa era superior a la de Estados Unidos, que se situaba en el 62.5 %.
Desde su elección en 2017, Emmanuel Macron ha introducido varias reformas del mercado laboral que resultaron exitosas para disminuir la tasa de desempleo antes de que se produjera la recesión mundial por la pandemia de COVID-19. A finales de 2019, la tasa de desempleo francesa, aunque sigue siendo alta en comparación con otras economías desarrolladas, era la más baja en una década.
Durante las décadas de 2000 y 2010, los economistas liberales clásicos y keynesianos buscaron diferentes soluciones al problema del desempleo en Francia. Las teorías de los economistas keynesianos llevaron a la introducción de la ley de la semana laboral de 35 horas en 1999. Entre 2004 y 2008, el gobierno intentó combatir el desempleo con reformas del lado de la oferta, pero se encontró con una fuerte resistencia; el contrat nouvelle embauche y el contrat première embauche (que permitía contratos más flexibles) fueron especialmente preocupantes, y ambos fueron finalmente derogados. El gobierno de Sarkozy utilizó el revenu de solidarité active (prestaciones de inserción) para compensar el efecto negativo del revenu minimum d'insertion (prestaciones de desempleo que no dependen de las cotizaciones previas, a diferencia de las prestaciones de desempleo normales en Francia) sobre el incentivo de aceptar incluso trabajos insuficientes para ganarse la vida. Los economistas neoliberales atribuyen la baja tasa de empleo, especialmente evidente entre los jóvenes, a los elevados salarios mínimos que impedirían a los trabajadores de baja productividad entrar fácilmente en el mercado laboral.
Un artículo del New York Times de diciembre de 2012 informaba sobre una «generación flotante» en Francia que formaba parte de los catorce millones de jóvenes europeos desempleados documentados por la agencia de investigación Eurofound. Esta generación flotante se atribuía a un sistema disfuncional: «una tradición educativa elitista que no integra a los graduados en la fuerza de trabajo, un mercado laboral rígido y de difícil acceso para los recién llegados, y un sistema fiscal que hace que a las empresas les resulte caro contratar empleados a tiempo completo y a la vez difícil y caro despedirlos».
A principios de abril de 2014, las federaciones de empresarios y los sindicatos negociaron un acuerdo con los empresarios del sector tecnológico y de la consultoría, ya que los empleados habían estado experimentando una extensión de su tiempo de trabajo a través de la comunicación por teléfono inteligente fuera de las horas de trabajo oficiales. En virtud de un nuevo acuerdo laboral jurídicamente vinculante, unos 250 000 empleados evitarán gestionar asuntos relacionados con el trabajo durante su tiempo de ocio y sus empleadores, a su vez, se abstendrán de relacionarse con el personal durante este tiempo.
Cada día, unos 80 000 ciudadanos franceses se desplazan a trabajar al vecino Luxemburgo, lo que les convierte en el mayor grupo de trabajadores transfronterizos de toda la Unión Europea. Les atraen los salarios mucho más altos para los distintos grupos de trabajo que en su propio país y la falta de mano de obra cualificada en la pujante economía luxemburguesa.

### Comercio exterior

Una representación proporcional de las exportaciones de Francia en 2019.

En 2018, Francia era la quinta nación comercial del mundo, así como la segunda de Europa (después de Alemania). Su balanza comercial exterior de bienes había sido superavitaria desde 1992 hasta 2001, alcanzando los 25 400 millones de dólares en 1998; sin embargo, la balanza comercial francesa se vio afectada por la recesión económica y entró en números rojos en 2000, alcanzando un déficit de quince mil millones de dólares en 2003. El comercio total de 1998 ascendió a 730 000 millones de dólares, es decir, el 50 % del PIB -importaciones más exportaciones de bienes y servicios-. El comercio con los países de la Unión Europea representa el 54 % del comercio francés.
En 1998, el comercio entre EE. UU. y Francia ascendió a unos 47 000 millones de dólares, solo de bienes. Según Trading Economics, las exportaciones de EE. UU. representaron el 4.9 % - unos 27 910 millones de dólares. Del total de las importaciones de Francia. Los productos químicos industriales, las aeronaves y los motores, los componentes electrónicos, las telecomunicaciones, los programas informáticos, los ordenadores y los periféricos, los instrumentos analíticos y científicos, los instrumentos y suministros médicos, los equipos de radiodifusión y la programación y las franquicias de Estados Unidos son especialmente atractivos para los importadores franceses. China también es importante para las importaciones de Francia, ascendiendo a 41 150 millones de dólares.
Las principales exportaciones francesas son maquinaria, vehículos, maquinaria eléctrica, productos farmacéuticos, plásticos, bebidas, perfumería y combustibles minerales.
| Puesto | País               | Exportación (2016) |
| ------ | ------------------ | ------------------ |
| 1.     | Alemania           | 70.1               |
| 2.     | Estados Unidos     | 40.4               |
| 3.     | Bélgica Luxemburgo | 36.7               |
| 4.     | Italia             | 35.3               |
| 5.     | Reino Unido        | 35.3               |
| 6.     | España             | 34.6               |
| 7.     | China              | 18.6               |
| 8.     | Países Bajos       | 16.8               |
| 9.     | Suiza              | 16.2               |
| 10.    | Japón              | 8.9                |
| 11.    | Polonia            | 7.9                |
| 12.    | Singapur           | 7.8                |
| 13.    | Turquía            | 7.5                |
| 14.    | Hong Kong          | 6.4                |
| 15.    | Irlanda            | 6.3                |
| 16.    | Rusia              | 6.1                |
| 17.    | Suecia             | 5.7                |
| 18.    | Corea del Sur      | 5.7                |
| 19.    | Argelia            | 5.3                |
| 20.    | Portugal           | 5.3                |

| Puesto | País               | Importación (2016) |
| ------ | ------------------ | ------------------ |
| 1.     | Alemania           | 99.8               |
| 2.     | China              | 47.9               |
| 3.     | Italia             | 43.7               |
| 4.     | Bélgica Luxemburgo | 41.6               |
| 5.     | Estados Unidos     | 37.9               |
| 6.     | España             | 37.1               |
| 7.     | Países Bajos       | 26.4               |
| 8.     | Reino Unido        | 22.4               |
| 9.     | Suiza              | 15.8               |
| 10.    | Polonia            | 10.4               |
| 11.    | Japón              | 10.1               |
| 12.    | Irlanda            | 7.6                |
| 13.    | República Checa    | 7.6                |
| 14.    | Turquía            | 7.5                |
| 15.    | Noruega            | 6.4                |
| 16.    | Portugal           | 6.3                |
| 17.    | Suecia             | 6.0                |
| 18.    | Austria            | 5.6                |
| 19.    | India              | 5.1                |
| 20.    | Vietnam            | 5.0                |

### Agricultura

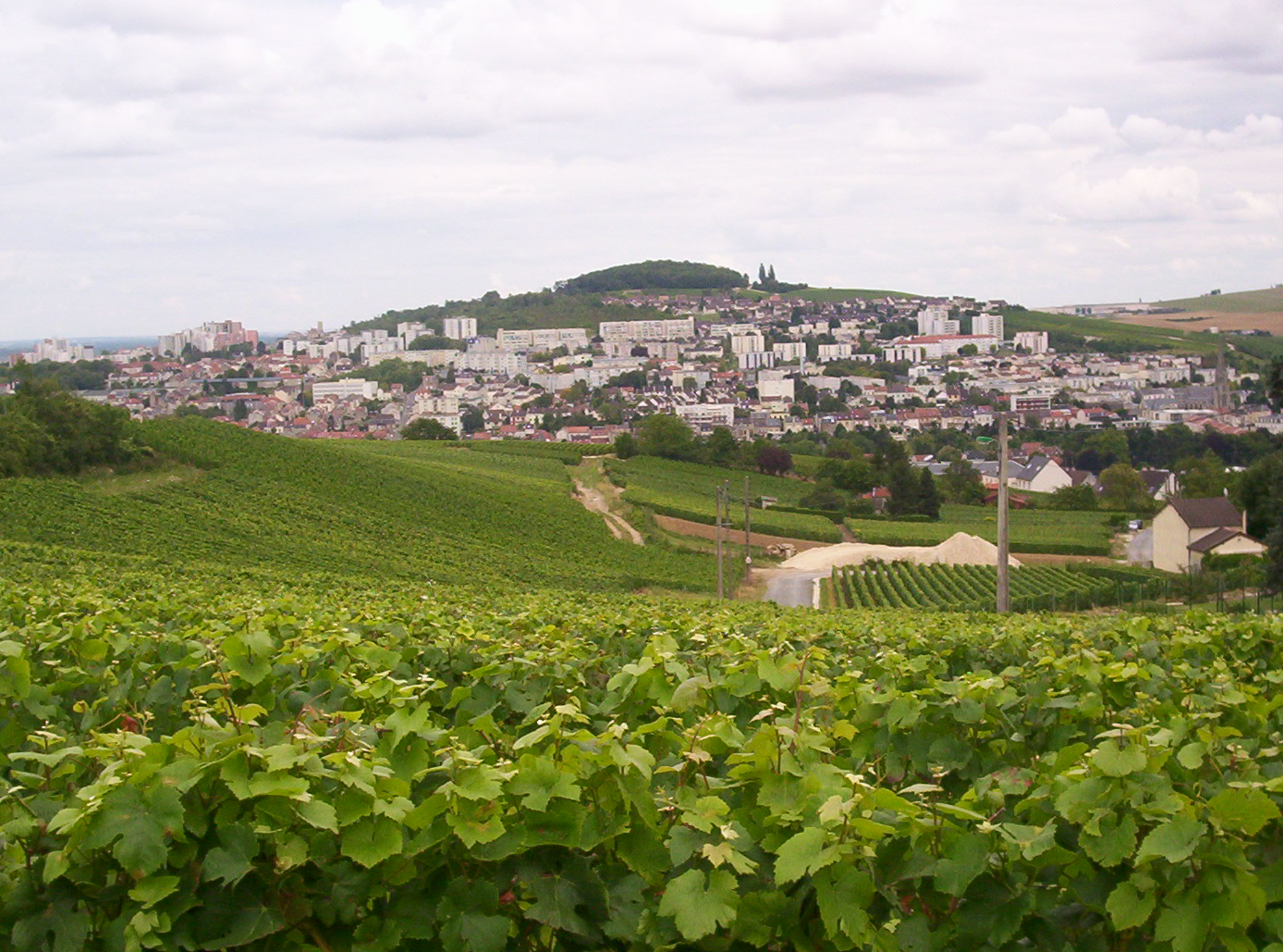
Viñedo en la región de Champaña-Ardenas.

Francia ha sido históricamente uno de los principales centros agrícolas del mundo y sigue siendo una «potencia agrícola mundial». Apodado «el granero del viejo continente», más de la mitad de su superficie total es tierra de cultivo, de la cual el 45 % se dedica a cultivos permanentes como los cereales. La diversidad de su clima, sus extensas tierras de cultivo, su moderna tecnología agrícola y las subvenciones de la UE han convertido al país en el principal productor y exportador agrícola de Europa; representa una quinta parte de la producción agrícola de la UE, incluyendo y más de un tercio de sus semillas oleaginosas, cereales y vino. En 2017, Francia era el primer país de Europa en carne de vacuno y cereales; el segundo en productos lácteos y acuicultura; y el tercero en aves de corral, frutas, verduras y productos manufacturados de chocolate. Francia tiene la mayor cabaña ganadera de la UE, con 18-19 millones de cabezas.
Francia es el sexto exportador mundial de productos agrícolas, con un superávit comercial de más de 7400 millones de euros. Sus principales exportaciones agrícolas son el trigo, las aves de corral, los productos lácteos, la carne de vacuno y de cerdo, y las marcas reconocidas internacionalmente, sobre todo las bebidas. Francia es el quinto país productor de trigo, después de China, India, Rusia y Estados Unidos, todos ellos con un tamaño considerable. Es el primer exportador mundial de agua de manantial natural, lino, malta y patatas. En 2020, Francia exportó más de 61 000 millones de euros en productos agrícolas.
Francia fue uno de los primeros centros de viticultura, que se remonta al menos al siglo VI antes de Cristo. Es el segundo productor mundial de vino, con muchas variedades que gozan de fama mundial, como el Champán y el Burdeos; el consumo interno también es elevado, sobre todo Rosé. Francia produce ron principalmente de los territorios de ultramar, como Martinica, Guadalupe y La Reunión.
En comparación con otros países desarrollados, la agricultura es un sector importante de la economía francesa: el 3.8 % de la población activa está empleada en la agricultura, mientras que el total de la industria agroalimentaria representó el 4.2 % del PIB francés en 2005. Francia sigue siendo el mayor beneficiario de las subvenciones agrícolas de la UE, recibiendo una media anual de ocho mil millones de euros de 2007 a 2019.

### Turismo
Con ochenta y nueve millones de llegadas de turistas internacionales en 2019, Francia es el primer destino turístico del mundo; sin embargo, ocupa el cuarto lugar en cuanto a estancias hoteleras con 137 millones de noches, por detrás de España (299), Italia (221) y Reino Unido (192), y tercero (por detrás de Estados Unidos). Unidos y España) en términos de ingresos por turismo internacional. Además, el turismo le supone a Francia sesenta y tres mil ochocientos millones de dólares en ingresos. Los lugares turísticos más populares son (visitantes anuales) Disneyland París (13.6  millones), Louvre (9.6 millones), Torre Eiffel (6.2 millones), Castillo de Versalles (2.8 millones), Museo Nacional de Historia Natural (dos millones), Puente del Gard (1.5 millones), Arco del Triunfo (1.2 millones), Mont Saint-Michel (un millón), Sainte-Chapelle (683 000), Château du Haut-Kœnigsbourg (549 000), Puy de Dôme (500 000), Musée Picasso (441 000) y Carcasona (362 000).
Región de París

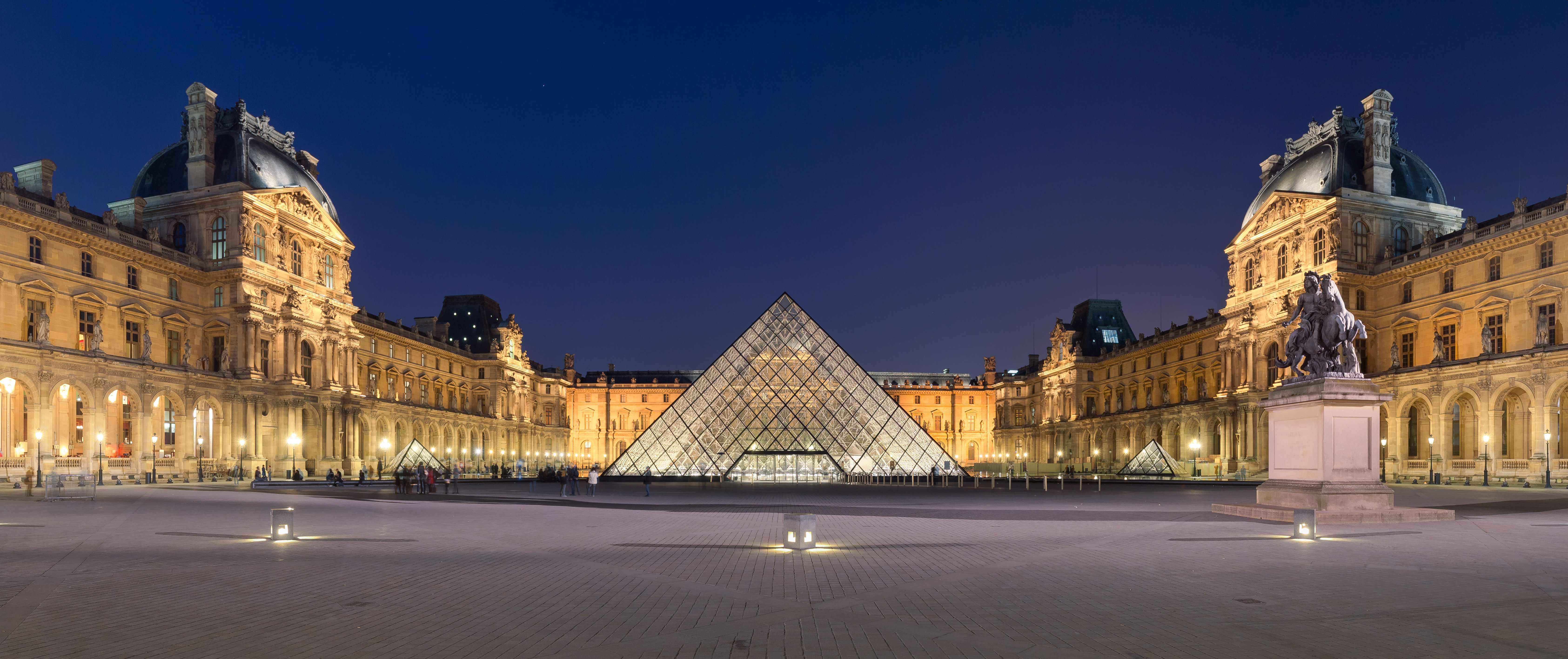
Museo del Louvre. considerado el más visitado del mundo. Además, París es la ciudad con más museos, con 297 en 2018.

Francia, y en especial París, cuenta con algunos de los museos más grandes y renombrados del mundo, como el Louvre, que es el museo de arte más visitado del mundo (5.7 millones), el Museo de Orsay (2.1 millones), dedicado sobre todo al impresionismo, el Museo de la Orangerie (1.02 millones), que alberga ocho grandes murales de Nenúfares de Claude Monet, así como el Centro Georges Pompidou (1.2 millones), dedicado al arte contemporáneo. Disneyland París es el parque temático más popular de Europa, con quince millones de visitantes combinados en el parque Disneyland y el parque Walt Disney Studios en 2009.
Riviera francesa
Con más de diez millones de turistas al año, la Riviera Francesa (en francés: Côte d'Azur), en el sureste de Francia, es el segundo destino turístico del país, después de la región de París. Cuenta con trescientos días de sol al año, ciento quince kilómetros de costa y playas, dieciocho campos de golf, catorce estaciones de esquí y tres mil restaurantes. Cada año, la Costa Azul acoge el 50 % de la flota mundial de super yates.
Castillos
Con seis millones de turistas al año, los castillos del Valle del Loira (en francés: châteaux) y el propio Valle del Loira son el tercer destino turístico de Francia; este lugar, declarado Patrimonio de la Humanidad, destaca por su patrimonio arquitectónico, en sus ciudades históricas pero sobre todo en sus castillos, como los de Amboise, de Chambord, d'Ussé, de Villandry, Chenonceaux y Montsoreau. El palacio de Chantilly, el de Versalles y el de Vaux-le-Vicomte, los tres situados cerca de París, son también atracciones para los visitantes.
Otras zonas protegidas
Francia cuenta con 37 lugares inscritos en la Lista del Patrimonio Mundial de la UNESCO y cuenta con ciudades de gran interés cultural, playas y estaciones de mar, estaciones de esquí, así como regiones rurales que muchos disfrutan por su belleza y tranquilidad (turismo verde). Los pequeños y pintorescos pueblos franceses se promocionan a través de la asociación Les Plus Beaux Villages de France (literalmente «los pueblos más bonitos de Francia»). La etiqueta «jardines notables» es una lista de los más de doscientos jardines clasificados por el Ministerio de Cultura. Esta etiqueta pretende proteger y promover los jardines y parques notables. Francia atrae a muchos peregrinos religiosos en su camino a Santiago, o a Lourdes, una ciudad de los Altos Pirineos que recibe varios millones de visitantes al año.

## Ciencia y tecnología

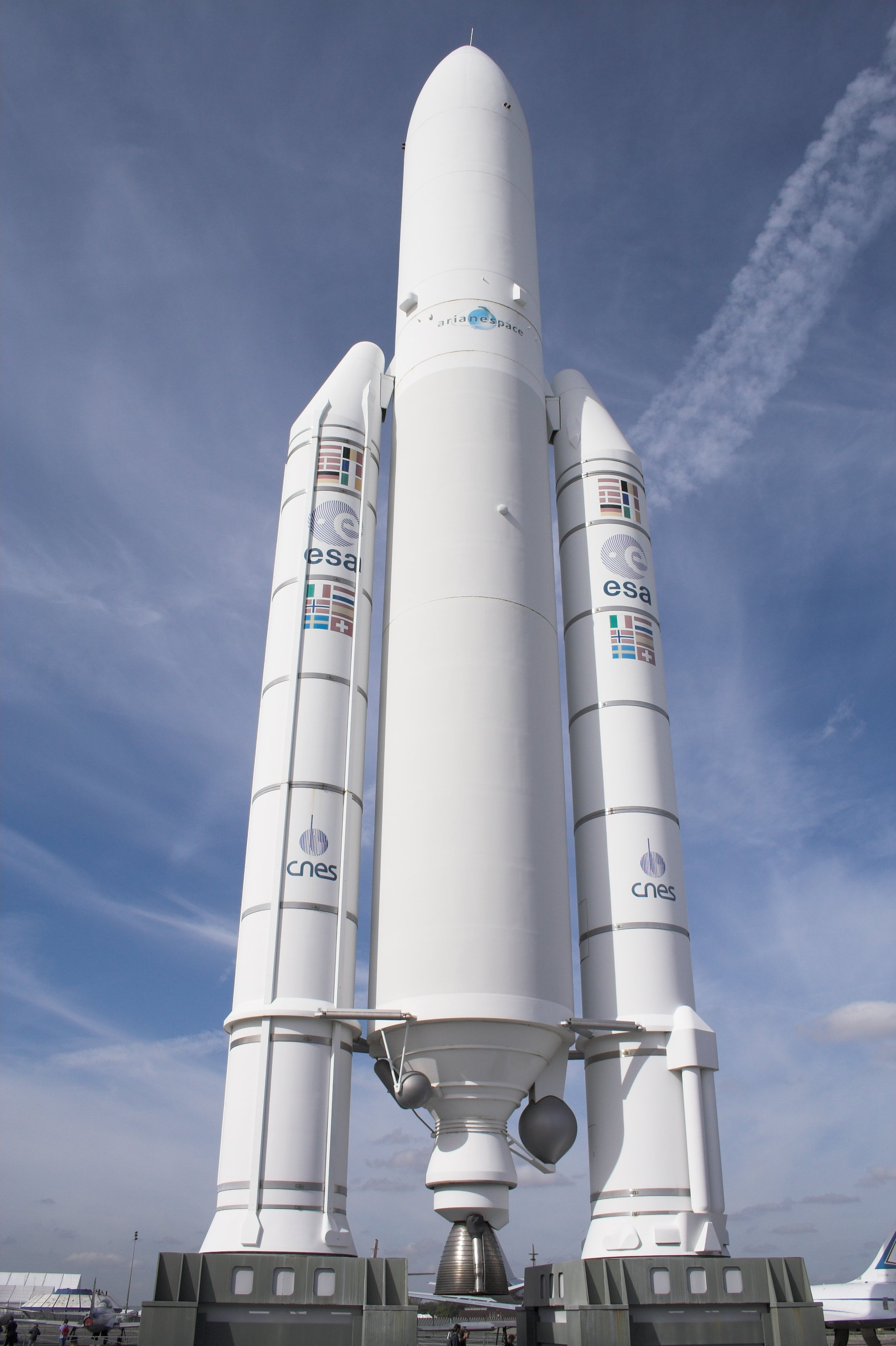
Francia es en 2020 el mayor contribuyente financiero nacional de la Agencia Espacial Europea, que concibió la familia de cohetes Ariane, lanzados desde la Guayana Francesa (Ariane 5 en la foto).

Desde la Edad Media, Francia ha contribuido en gran medida a los logros científicos y tecnológicos. A principios del siglo XI, el papa Silvestre II, de origen francés, reintrodujo el ábaco y la esfera armilar, e introdujo los números arábigos y los relojes en gran parte de Europa. La Universidad de París, fundada a mediados del siglo XII, sigue siendo una de las instituciones académicas más importantes del mundo occidental. En el siglo XVII, el matemático René Descartes fue pionero del racionalismo como método para adquirir conocimientos científicos, mientras que Blaise Pascal se hizo famoso por sus trabajos sobre la probabilidad y la mecánica de fluidos; ambos fueron figuras clave de la Revolución Científica, que floreció en Europa durante este periodo. La Academia Francesa de las Ciencias, fundada a mediados del siglo XVII por Luis XIV para fomentar y proteger la investigación científica francesa, fue una de las primeras instituciones científicas nacionales de la historia; estuvo a la vanguardia de los avances científicos en Europa durante los dos siglos siguientes.
El Siglo de las Luces estuvo marcado por los trabajos del biólogo Buffon, uno de los primeros naturalistas en reconocer la sucesión ecológica, y del químico Lavoisier, que descubrió el papel del oxígeno en la combustión. Diderot y D'Alembert publicaron la Encyclopédie, que pretendía dar acceso al público a «conocimientos útiles» que pudieran aplicarse a la vida cotidiana. La Revolución Industrial del siglo XIX fue testigo de espectaculares desarrollos científicos en Francia: Augustin Fresnel fundó la óptica moderna, Sadi Carnot sentó las bases de la termodinámica y Louis Pasteur fue el pionero de la microbiología. Otros eminentes científicos franceses de la época tienen sus nombres inscritos en la Torre Eiffel.
Entre los científicos franceses famosos del siglo XX figuran el matemático y físico Henri Poincaré; los físicos Henri Becquerel, Pierre y Marie Curie, que siguen siendo famosos por sus trabajos sobre la radiactividad; el físico Paul Langevin; y el virólogo Luc Montagnier, codescubridor del VIH-sida. El trasplante de manos fue desarrollado en Lyon en 1998 por un equipo internacional que incluía a Jean-Michel Dubernard, quien posteriormente realizó con éxito el primer trasplante doble de manos. La telecirugía fue realizada por primera vez por cirujanos franceses dirigidos por Jacques Marescaux el 7 de septiembre de 2001 a través del océano Atlántico. El Dr. Bernard Devauchelle realizó por primera vez un trasplante de cara el 27 de noviembre de 2005.

Francia fue el cuarto país en conseguir capacidad nuclear y tiene el tercer arsenal de armas nucleares del mundo; también es líder en tecnología nuclear de uso civil. Francia fue la tercera nación, después de la Unión Soviética y Estados Unidos, en lanzar su propio satélite espacial, y la primera en establecer un proveedor de servicios de lanzamiento comercial, Arianespace. El programa espacial nacional francés, CNES, es el tercero más antiguo del mundo y el más antiguo, grande y activo de Europa. Francia es miembro fundador de la Agencia Espacial Europea (ESA), a la que aporta más de una cuarta parte de su presupuesto, el mayor de todos los Estados miembros. La ESA tiene su sede en París, su principal puerto espacial en la Guayana Francesa (Kourou) y utiliza el Ariane 5, de fabricación francesa, como principal vehículo de lanzamiento. Airbus, empresa aeroespacial líder y el mayor fabricante de aviones del mundo, se formó en parte a partir de la empresa francesa Aérospatiale; su principal negocio de aviones comerciales se lleva a cabo a través de su división francesa, Airbus S.A.S.

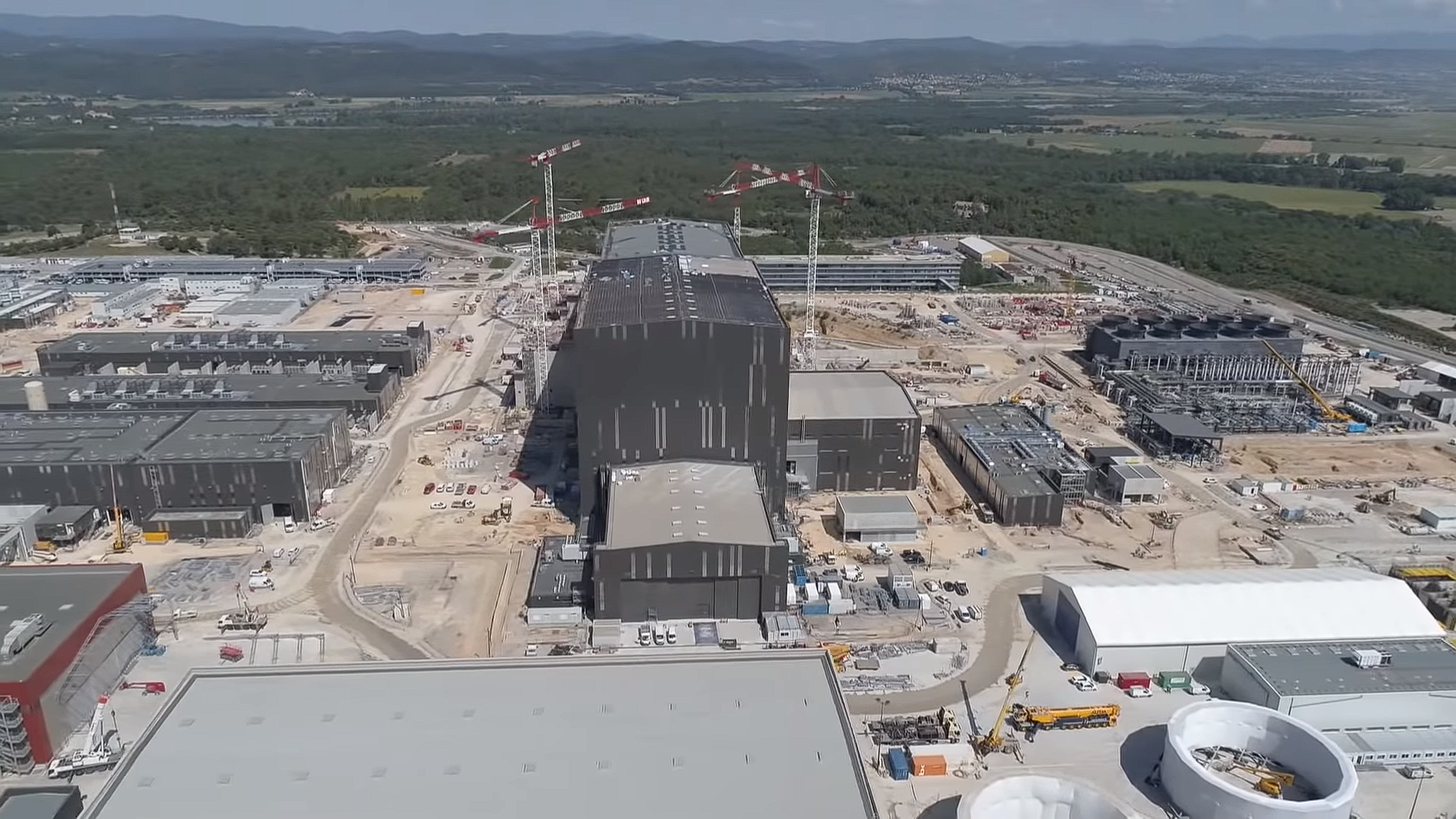
ITER, centro de investigación para la fusión nuclear considerado uno de los proyectos científicos más caros de la historia.

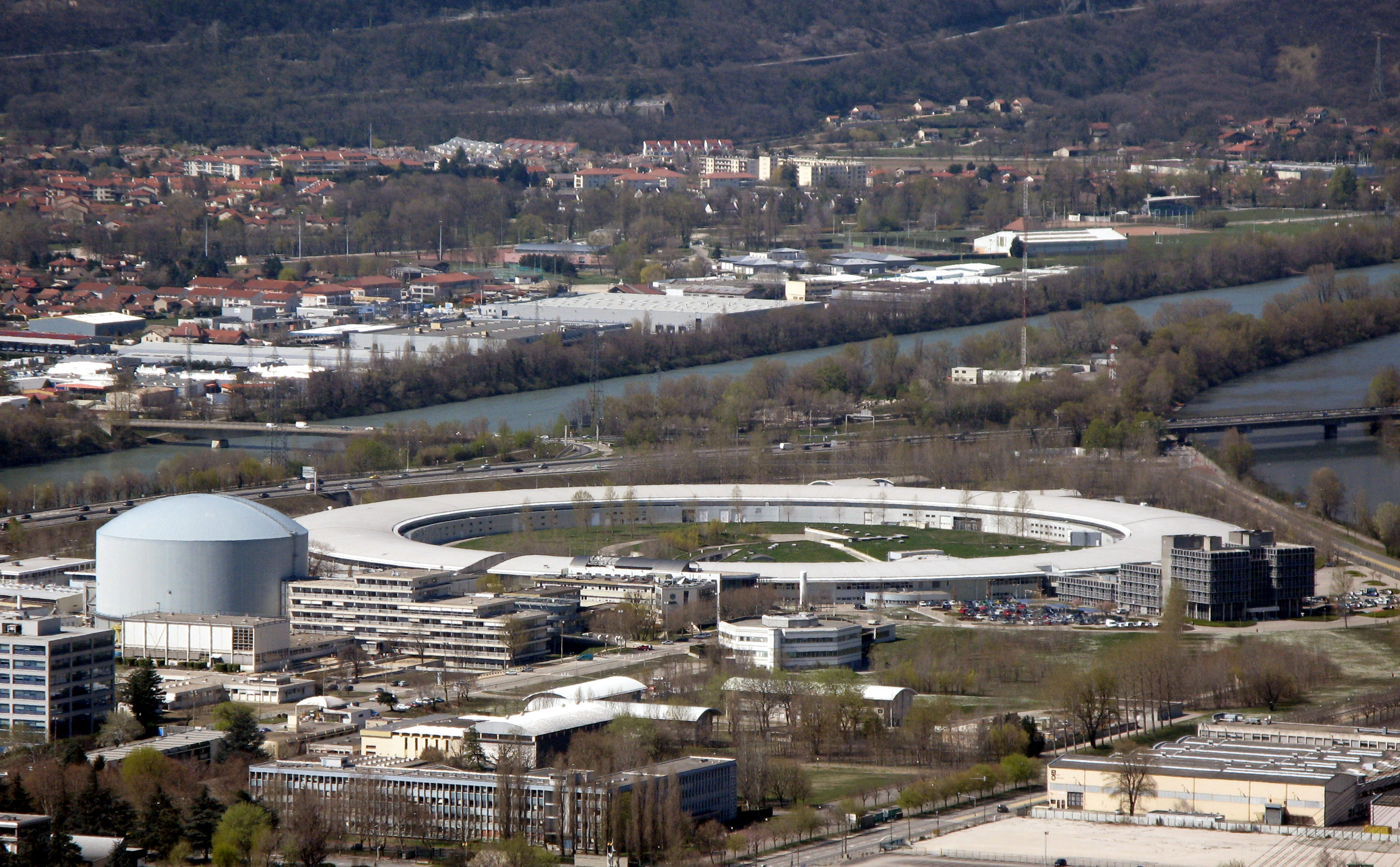
La Instalación Europea de Radiación Sincrotrón, en Grenoble

Francia también alberga importantes instalaciones de investigación internacionales, como la Instalación Europea de Radiación Sincrotrón, el Instituto Laue-Langevin y Minatec, el principal centro europeo de investigación en nanotecnología. También es uno de los principales miembros del CERN, que gestiona el mayor laboratorio de física de partículas del mundo y es su tercer mayor contribuyente. Francia fue pionera y acoge el ITER, un esfuerzo internacional para desarrollar la energía de fusión nuclear, que es el mayor megaproyecto del mundo.
El TGV, desarrollado por la compañía nacional de ferrocarriles de Francia, la SNCF, es un tren de alta velocidad que ostenta una serie de récords mundiales de velocidad; en 2007, se convirtió en el tren comercial con ruedas más rápido, alcanzando una velocidad de 574.8 km/h. En 2021, es el tercer tren más rápido del mundo, solo superado por los modelos de levitación magnética. En la actualidad, Europa Occidental cuenta con una red de líneas de TGV.
El Centre National de la Recherche Scientifique (CNRS), la agencia estatal de investigación, es el mayor instituto de investigación de Europa y uno de los más destacados a nivel internacional; según el Índice Nature 2020, ocupa el cuarto lugar en cuanto a la proporción de artículos publicados en revistas científicas en todo el mundo, siendo Francia en su conjunto la sexta.
A partir de 2022, Francia ocupa el cuarto lugar en número de premios Nobel, con setenta franceses galardonados con al menos un premio Nobel. Doce matemáticos franceses han recibido la Medalla Fields de la Unión Matemática Internacional, considerada el premio más prestigioso en este campo, lo que supone una quinta parte del total de galardonados, y el segundo lugar después de Estados Unidos.
Francia ocupa el lugar duodécimo en el Índice mundial de innovación de 2024. En años anteriores ha ocupado el décimo primer puesto en 2023, el décimo segundo en 2022, el décimo en 2021, el décimo segundo en el ranking de 2020, mientras que en 2019 ocupaba el puesto dieciséis.

## Infraestructura

### Transporte

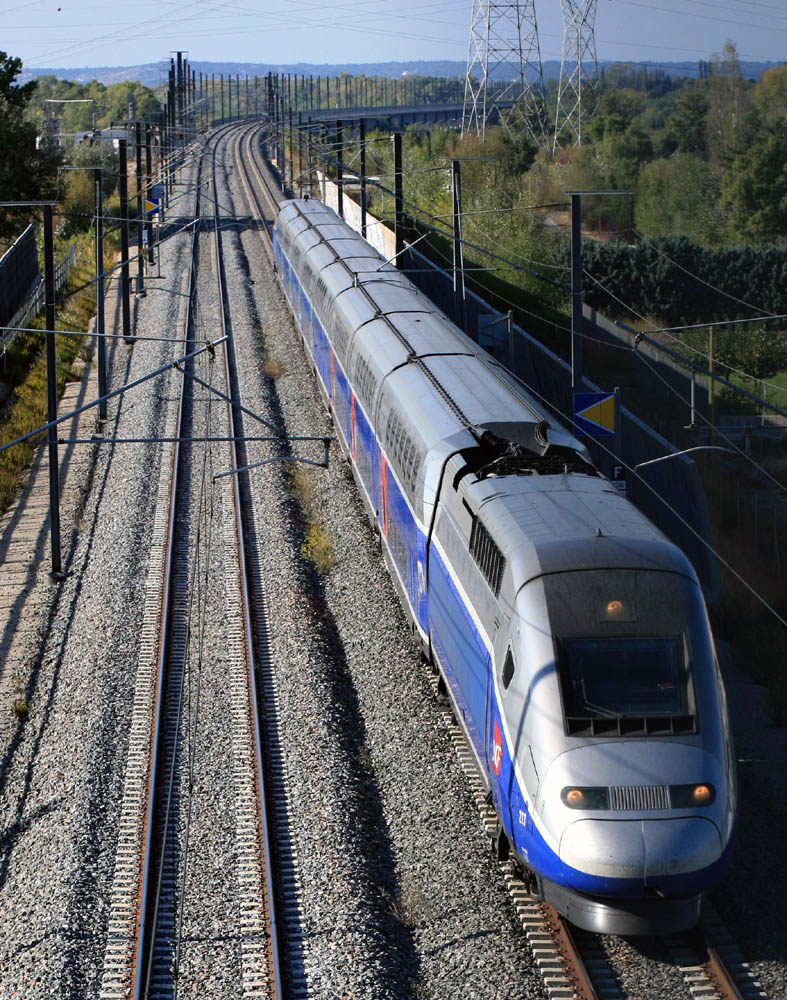
TGV, un tren de alta velocidad.

La red ferroviaria francesa, de 29 473 kilómetros en 2008, es la segunda más extensa de Europa Occidental después de la alemana. Está gestionada por la SNCF, y entre los trenes de alta velocidad se encuentran el Thalys, el Eurostar y el TGV, que viaja a 320 km/h. El Eurostar, junto con el Eurotunnel Shuttle, conecta con el Reino Unido a través del Túnel del Canal. Existen conexiones ferroviarias con todos los demás países vecinos de Europa, excepto Andorra. Las conexiones intraurbanas también están bien desarrolladas, ya que la mayoría de las grandes ciudades cuentan con servicios de metro o tranvía que complementan los servicios de autobús.
En Francia hay aproximadamente 1 027 183 kilómetros de carreteras utilizables, lo que la convierte en la red más extensa del continente europeo. La región de París cuenta con la red más densa de carreteras y autopistas, que la conectan con prácticamente todo el país. Las carreteras francesas también soportan un importante tráfico internacional, ya que conectan con ciudades de la vecina Bélgica, Luxemburgo, Alemania, Suiza, Italia, España, Andorra y Mónaco. No hay impuesto anual de matriculación ni impuesto de circulación; sin embargo, el uso de las autopistas, en su mayoría de propiedad privada, se realiza mediante peajes, excepto en las proximidades de los grandes municipios. El mercado de coches nuevos está dominado por marcas nacionales como Renault, Peugeot y Citroën. Francia posee el viaducto de Millau, el más alto del mundo, y ha construido muchos puentes importantes, como el Pont de Normandie. Los coches y camiones de gasóleo y gasolina provocan gran parte de la contaminación atmosférica y de las emisiones de gases de efecto invernadero del país.
Hay aproximadamente ciento setenta aeropuertos en Francia. El aeropuerto de París-Charles de Gaulle, situado en los alrededores de París, es el más grande y concurrido del país, ya que gestiona la gran mayoría del tráfico popular y comercial y conecta París con prácticamente todas las grandes ciudades del mundo. Air France es la compañía aérea nacional, aunque numerosas compañías aéreas privadas ofrecen servicios de viajes nacionales e internacionales. En Francia hay diez grandes puertos, el mayor de los cuales es el de Marsella, que además es el mayor de los que bordean el mar Mediterráneo. 12 261 kilómetros de vías navegables atraviesan Francia, incluido el canal del Mediodía, que conecta el mar Mediterráneo con el océano Atlántico a través del río Garona.

### Energía

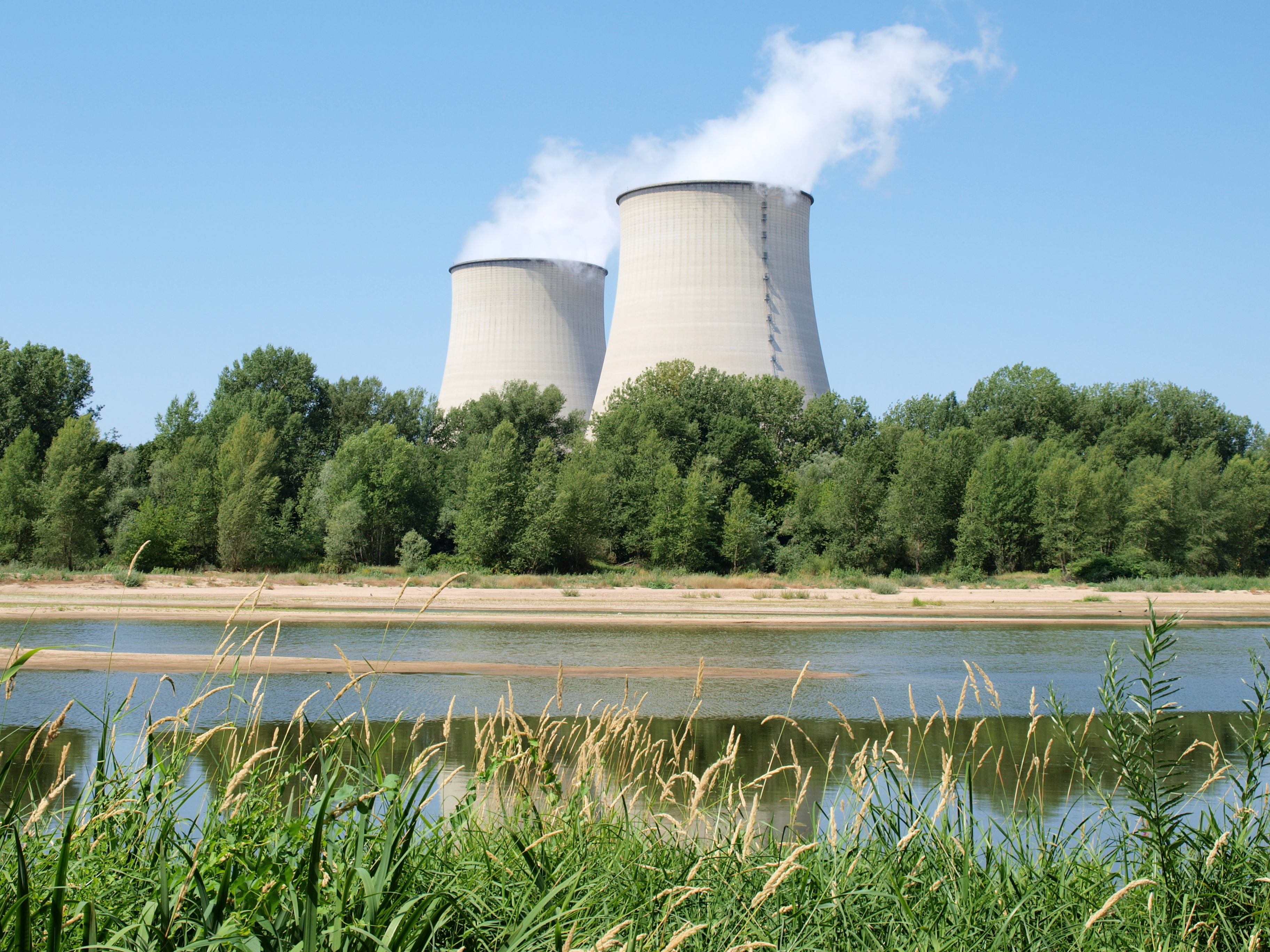
Central nuclear de Belleville. Francia es la tercera mayor potencia nuclear.

Francia es el décimo productor mundial de electricidad. Électricité de France (EDF), de propiedad mayoritaria del gobierno francés, es el principal productor y distribuidor de electricidad del país, y una de las mayores empresas de servicios eléctricos del mundo, ocupando el tercer lugar en ingresos a nivel global. En 2018, EDF produjo alrededor de una quinta parte de la electricidad de la Unión Europea, principalmente con energía nuclear. A partir de 2021, Francia era el mayor exportador de energía de Europa, principalmente al Reino Unido e Italia, y el mayor exportador neto de electricidad del mundo.
Desde la crisis del petróleo de 1973, Francia ha llevado a cabo una fuerte política de seguridad energética, sobre todo a través de fuertes inversiones en energía nuclear. La industria nuclear francesa es ahora un sector líder en su economía y uno de los pilares de su política energética. Francia es el tercer mayor productor de energía nuclear en el mundo solo por detrás de Estados Unidos y China. Con más de sesenta reactores nucleares en su territorio y otros quince en construcción, La proporción de la energía nuclear en la producción total de su electricidad corresponde cerca del 70 %, con lo que Francia es líder mundial en cuanto a este desarrollo.
Debido a su abrumadora dependencia de la energía nuclear, las energías renovables han experimentado un crecimiento relativamente escaso en comparación con otros países occidentales. Sin embargo, entre 2008 y 2019, la capacidad de producción de Francia a partir de las energías renovables aumentó constantemente y casi se duplicó. La energía hidroeléctrica es, con mucho, la principal fuente, ya que representa más de la mitad de las energías renovables del país y aporta el 11.1 % de su electricidad, la proporción más alta de Europa después de Noruega y Turquía. Al igual que la energía nuclear, la mayoría de las centrales hidroeléctricas, como Eguzon, Étang de Soulcem y Lac de Vouglans, están gestionadas por EDF.
Francia ha realizado inversiones mínimas pero apreciables en otras fuentes de energía renovables. Debido a su geografía y a sus extensas tierras de cultivo, tiene el segundo mayor potencial de energía eólica de Europa, y en 2017 ocupó el octavo lugar a nivel mundial en capacidad eólica instalada. En cuanto a la energía solar, Francia ocupaba en 2015 el séptimo puesto mundial en capacidad de instalación de energía solar fotovoltaica. En 2019, las fuentes de energía solar generaban más de 10 570 megavatios de electricidad, frente a poco más de un gigavatio en 2010.
Francia es también el menor emisor de dióxido de carbono del G7.

### Medios de comunicación
Los diarios nacionales más vendidos en Francia son Le Parisien Aujourd'hui en France (con cuatrocientos sesenta mil ejemplares vendidos diariamente), Le Monde y Le Figaro, con unos trescientos mil ejemplares vendidos diariamente, pero también L'Équipe, dedicado a la cobertura deportiva. En los últimos años, los diarios gratuitos han irrumpido con fuerza, con Metro, 20 Minutos y Direct Plus, con más de seiscientos cincuenta mil ejemplares respectivamente. Sin embargo, la mayor difusión la alcanza el diario regional Ouest-France, con más de setecientos cincuenta mil ejemplares vendidos, y los otros cincuenta periódicos regionales tienen también altas ventas. El sector de las revistas semanales es más fuerte y diversificado, con más de cuatrocientas revistas semanales especializadas publicadas en el país.
Los semanarios más influyentes son el izquierdista Le Nouvel Observateur, el centrista L'Express y el derechista Le Point (más de cuatrocientos mil ejemplares), pero la mayor difusión de los semanarios la alcanzan las revistas de televisión y las femeninas, entre ellas Marie Claire y ELLE, que tienen versiones extranjeras. Entre los semanarios más influyentes figuran también los periódicos de investigación y satíricos Le Canard Enchaîné y Charlie Hebdo, así como Paris Match. Como en la mayoría de los países industrializados, la prensa escrita se ha visto afectada por una grave crisis en la última década. En 2008, el gobierno puso en marcha una importante iniciativa para ayudar al sector a reformarse y ser financieramente independiente, pero en 2009 tuvo que dar seiscientos millones de euros para ayudar a la prensa escrita a hacer frente a la crisis económica, además de las subvenciones existentes.
En 1974, tras años de monopolio centralizado de la radio y la televisión, la agencia gubernamental ORTF se dividió en varias instituciones nacionales, pero los tres canales de televisión ya existentes y las cuatro emisoras de radio nacionales siguieron bajo control estatal. Hasta 1981 el gobierno no permitió la libre emisión en el territorio, poniendo fin al monopolio estatal de la radio. La televisión francesa se liberalizó parcialmente en las dos décadas siguientes con la creación de varios canales comerciales, principalmente gracias a la televisión por cable y por satélite. En 2005, el servicio nacional Télévision Numérique Terrestre introdujo la televisión digital en todo el territorio, permitiendo la creación de otros canales.

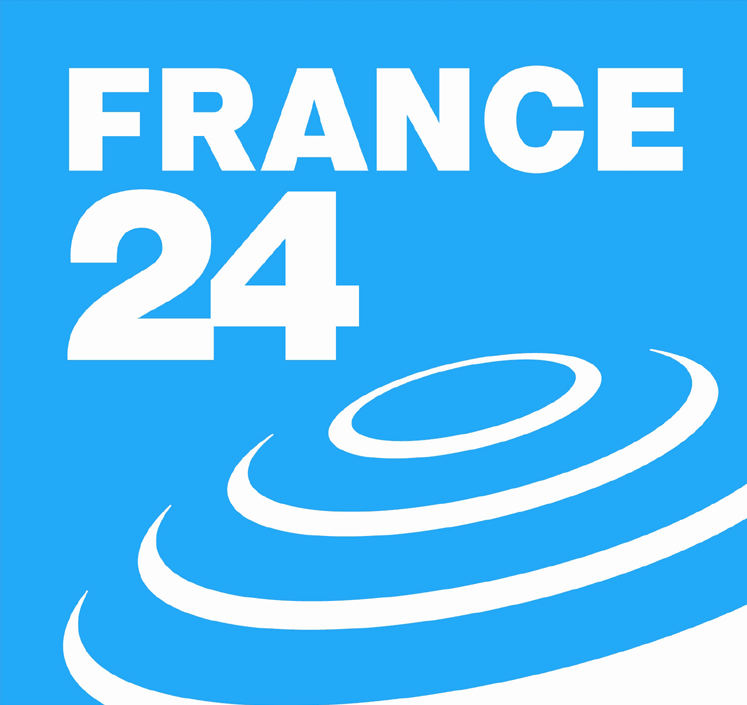
France 24, creado en 2005, es el mayor canal de televisión estatal de Francia.

Las cuatro cadenas nacionales existentes son propiedad del consorcio estatal France Télévisions y se financian con los ingresos publicitarios y el canon de televisión. El grupo de radiodifusión pública Radio France gestiona cinco emisoras nacionales. Entre estos medios públicos están Radio France Internationale, que emite programas en francés en todo el mundo, así como el canal franco-alemán TV5 Monde. En 2006, el gobierno creó el canal de noticias global France 24. Las cadenas de televisión más antiguas, TF1 (privatizada en 1987), France 2 y France 3, tienen las mayores cuotas de audiencia.
Francia cuenta actualmente con 4 redes de telefonía móvil: Orange, SFR, Bouygues Telecom y Free Mobile, todas ellas con licencia para UMTS. Todas, excepto Free, tienen también licencia para GSM. En el tercer trimestre de 2016, Orange contaba con 28 966 millones de clientes de telefonía móvil, SFR con 14 577 millones, Bouygues con 12 660 millones, Free Mobile con 12 385 millones y los OMV con 7281 millones.
Antes del lanzamiento de Free Mobile en enero de 2012, el número de operadores físicos de telefonía móvil era muy limitado. Por ejemplo, Suecia cuenta actualmente con 4 operadores con licencia y redes propias, a pesar de tener una población más pequeña y escasa que la de Francia, lo que hace que la mejora de la cobertura sea menos rentable. Sin embargo, Francia cuenta con varios OMV, lo que aumenta la competencia.
El sistema de telefonía emplea un amplio sistema de elementos de red modernos, como centrales telefónicas digitales, centros de conmutación móvil, pasarelas de medios y pasarelas de señalización en el núcleo, interconectados por una gran variedad de sistemas de transmisión que utilizan fibra óptica o redes de radioenlace de microondas. La red de acceso, que conecta al abonado con el núcleo, está muy diversificada con diferentes tecnologías de par de cobre, fibra óptica e inalámbricas.
El internet en Francia está disponible para el público en general desde 1994, pero su uso generalizado no despegó hasta mediados de la década de 2000. En 2019 un 83.34 % de franceses eran usuarios de internet. Además, la velocidad promedio de descarga es de 56.24 Mbps en redes móviles y de 94.24 Mbps en banda ancha fija.

## Demografía
Con una población estimada en mayo de 2021 de 67.41 millones de personas, Francia es el vigésimo país más poblado del mundo, el tercero de Europa (después de Rusia y Alemania) y el segundo de la Unión Europea (después de Alemania).
A pesar de su diversidad poblacional, el gobierno no recopila datos estadísticos oficiales sobre etnias o religiones, dado que la ley francesa prohíbe su censo desde 1978.

### Evolución demográfica

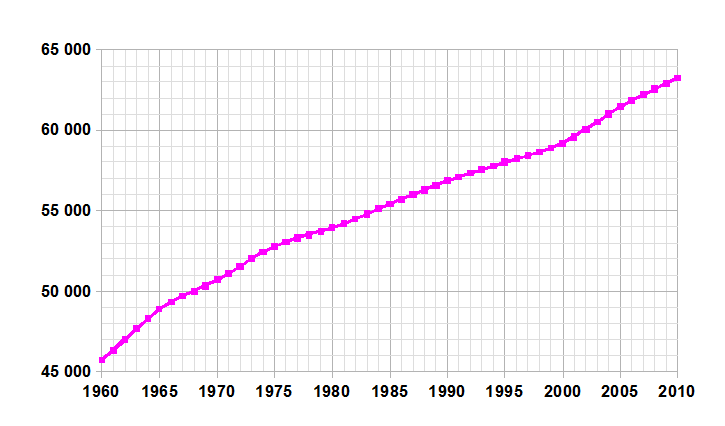
Evolución de la población del país entre 1960 y 2010.

Francia es un país atípico entre los países desarrollados, sobre todo en Europa, por su tasa de crecimiento natural de la población relativamente alta: Solo por las tasas de natalidad, fue responsable de casi todo el crecimiento natural de la población en la Unión Europea en 2006. Entre 2006 y 2016, Francia experimentó el segundo mayor aumento global de la población en la UE y fue uno de los cuatro países de la UE donde los nacimientos naturales representaron la mayor parte del crecimiento de la población. Se trata de la tasa más alta desde el final del baby boom en 1973 y coincide con el aumento de la tasa global de fecundidad, que pasó de un mínimo de 1.7 en 1994 a 2.0 en 2010.
En enero de 2021, la tasa de fecundidad disminuyó ligeramente hasta 1.84 hijos por mujer, por debajo de la tasa de sustitución de 2.1, y considerablemente por debajo del máximo de 4.41 en 1800. No obstante, la tasa de fertilidad y la tasa bruta de natalidad de Francia siguen siendo de las más altas de la UE. Sin embargo, al igual que muchas naciones desarrolladas, la población francesa está envejeciendo; la Edad Media es de 41.7 años, mientras que aproximadamente una quinta parte de los franceses tiene sesenta y cinco años o más. La esperanza de vida media al nacer es de 82.7 años, la 12.ª más alta del mundo.

De 2006 a 2011, el crecimiento de la población fue de una media del 0.6 % anual; desde 2011, el crecimiento anual ha sido de entre el 0.4 % y el 0.5 % anual. Los inmigrantes contribuyen en gran medida a esta tendencia; en 2010, el 27 % de los recién nacidos en la Francia metropolitana tenía al menos un progenitor nacido en el extranjero y otro 24 % tenía al menos un progenitor nacido fuera de Europa (excluyendo los territorios franceses de ultramar).

### Idioma

Mapa del mundo francófono
idioma nativo
idioma administrativo
segundo idioma no oficial
minorías francófonas

Según el artículo 2 de la Constitución, la lengua oficial de Francia es la francesa, una lengua romance derivada del latín. Desde 1635, la Academia Francesa es la autoridad oficial de Francia en materia de esta lengua, aunque sus recomendaciones no tienen peso legal. En Francia también se hablan idiomas regionales, como el occitano, el bretón, el catalán, el flamenco (dialecto neerlandés), el alsaciano (dialecto alemán), el vasco y el corso (dialecto italiano). El italiano fue la lengua oficial de Córcega hasta el 9 de mayo de 1859.
El Gobierno de Francia no regula la elección del idioma en las publicaciones de los particulares, pero el uso del francés es obligatorio por ley en las comunicaciones comerciales y laborales. Además de imponer el uso del francés en el territorio de la República, el gobierno francés intenta promover este idioma en la Unión Europea y en el mundo a través de instituciones como la Organización Internacional de la Francofonía. La percepción de la amenaza de los anglicismos ha impulsado los esfuerzos para salvaguardar la posición de la lengua francesa en Francia. Además del francés, existen setenta y siete idiomas minoritarios vernáculos de Francia, ocho hablados en el territorio metropolitano francés y sesenta y nueve en los territorios franceses de ultramar.
Desde el siglo XVII hasta mediados del siglo XX, el francés fue la lengua internacional por excelencia de la diplomacia y los asuntos internacionales, así como una lengua franca entre las clases cultas de Europa. La posición dominante del francés en los asuntos internacionales fue superada por el inglés, desde la aparición de Estados Unidos como gran potencia.
Durante la mayor parte del tiempo en que el francés sirvió de lingua franca internacional, no era la lengua materna de la mayoría de los franceses: un informe de 1794 realizado por Henri Grégoire reveló que, de los veinticinco millones de habitantes del país, solamente tres millones hablaban francés de forma materna; el resto hablaba alguna de las numerosas lenguas regionales del país, como el alsaciano, el bretón o el occitano. Gracias a la expansión de la educación pública, en la que la francesa era la única lengua de enseñanza, y a otros factores como el aumento de la urbanización y el auge de la comunicación de masas, el francés fue siendo adoptado por casi toda la población, proceso que no se completó hasta el siglo XX.
Como resultado de las amplias ambiciones coloniales de Francia entre el siglo XVII y xx, el francés se introdujo en las Américas, África, la Polinesia, el Sudeste Asiático y el Caribe. El francés es el segundo idioma extranjero más estudiado del mundo después del inglés, y es una lingua franca en algunas regiones, sobre todo en África. El legado del francés como lengua viva fuera de Europa es mixto: está casi extinguido en algunas antiguas colonias francesas (Levante, sur y sureste de Asia), mientras que en los departamentos franceses de las Antillas y el Pacífico Sur (Polinesia Francesa) han surgido criollos y pidgins basados en el francés. Por otra parte, muchas antiguas colonias francesas han adoptado el francés como idioma oficial, y el número total de francófonos está aumentando, especialmente en África.
Se calcula que entre trescientos y quinientos millones de personas en todo el mundo pueden hablar francés, ya sea como lengua materna o como segunda lengua.
Según la encuesta sobre educación de adultos de 2007, que forma parte de un proyecto de la Unión Europea y que fue realizada en Francia por el INSEE y basada en una muestra de 15 350 personas, el francés era la lengua materna del 87.2 % de la población total, es decir, unos 55.8 millones de personas, seguida del árabe (3.6 %, 2.3 millones), el portugués (1.5 %, novecientos sesenta mil), el español (1.2 %, setecientos setenta mil) y el italiano (1.0 %, seiscientos cuarenta mil). Los hablantes nativos de otras lenguas constituyen el 5.2 % restante de la población.

### Inmigración

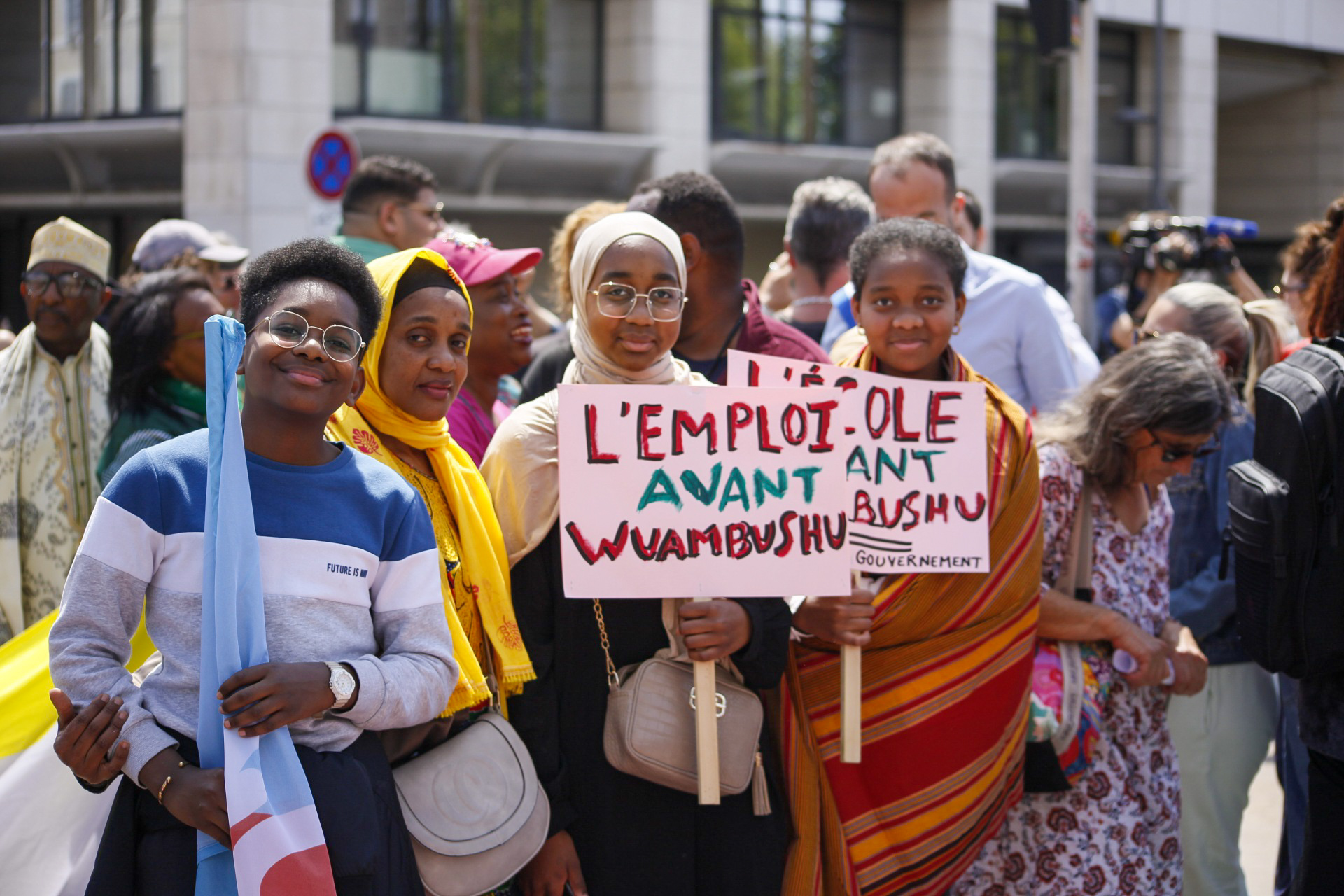
Francia es uno de los mayores receptores de inmigrantes del mundo.

Actualmente se calcula que el 40 % de la población francesa desciende, al menos parcialmente, de las diferentes oleadas de inmigración desde principios del siglo XX; solo entre 1921 y 1935 llegaron a Francia unos 1.1 millones de inmigrantes netos. La siguiente oleada más importante se produjo en la década de 1960, cuando unos 1.6 millones de pieds-noirs regresaron a Francia tras la independencia de sus posesiones del noroeste de África, Argelia y Marruecos.
Francia sigue siendo un destino importante para los inmigrantes, aceptando unos doscientos mil inmigrantes legales al año. En 2005, fue el principal receptor de Europa Occidental de solicitantes de asilo, con unas cincuenta mil solicitudes (aunque un 15 % menos que en 2004). En 2010, Francia recibió unas 48 100 solicitudes de asilo, lo que la situó entre los cinco principales receptores de asilo del mundo, y en los años siguientes vio aumentar el número de solicitudes, que finalmente se duplicó hasta alcanzar las 100 412 en 2017.
Según el INED (Instituto Nacional de Estudios Demográficos), en 2018, había 6.5 millones de inmigrantes viviendo en Francia, el 9.7 % de la población total (de 67 millones). 4.1 millones eran extranjeros y 2.4 millones, siendo el octavo mayor destino para la inmigración. La composición de la población inmigrante en Francia está cambiando. La proporción de inmigrantes nacidos en España o Italia que llegaron a Francia hace mucho tiempo y ahora son de edad avanzada está disminuyendo continuamente, mientras que los inmigrantes nacidos en el norte de África, que son más jóvenes y llegaron más recientemente, ahora constituyen una parte considerable de la población. En 2018, el 13 % de los inmigrantes en Francia nacieron en Argelia; el 11.9 % en Marruecos; el 9.2 % en Portugal; el 4.4 % en Túnez; el 4.3 % en Italia; el 3.8 % en Turquía; y el 3.7 % en España. La mitad de los inmigrantes de Francia (50.3 %) proceden de estos siete países. En 2018, el 52 % de los inmigrantes en Francia eran mujeres (cifras provisionales de las estimaciones avanzadas de población).

### Religión
La República Francesa oficialmente se declara como un estado laico, secular y que tiene la libertad religiosa como un derecho constitucional. Algunas organizaciones como la Cienciología, la Iglesia de la Unificación o la Familia o Familia Internacional (ex Niños de Dios) tienen el estatuto de asociaciones sin ánimo de lucro ya que no son reconocidas como religiones, y son consideradas «sectas» en numerosos estudios parlamentarios. La oficina central de culto, dependiente del Ministerio del Interior, asegura las relaciones entre el Estado y las asociaciones religiosas establecidas.

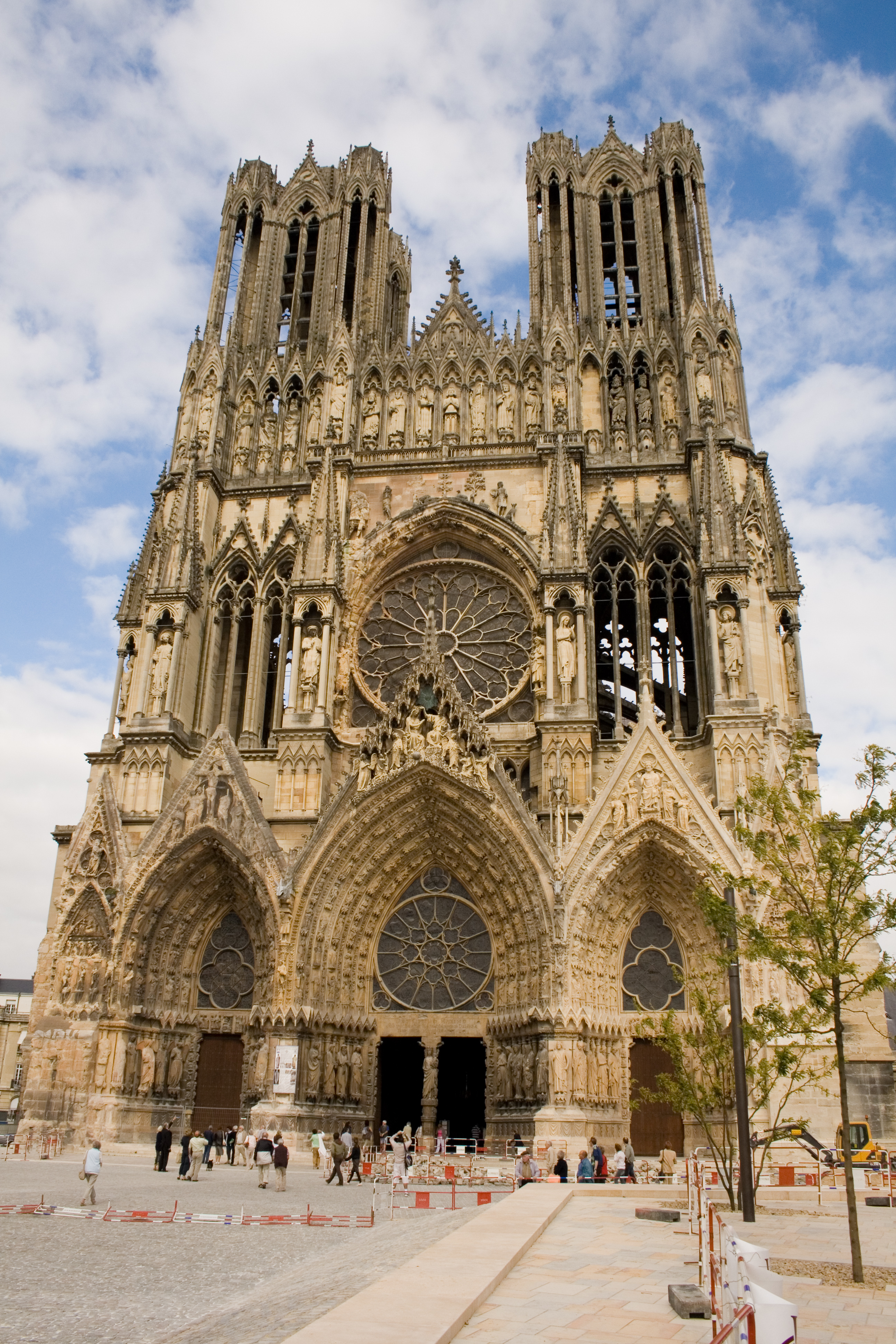
Catedral de Reims, lugar de coronación de los reyes de Francia hasta 1825.

La religión mayoritaria es la católica. Hay más de 45 000 iglesias católicas en Francia. La Ley francesa de separación de la Iglesia y el Estado de 1905 se ve excepcionada en algunos puntos debido a la reanudación de la relación concordataria con la Iglesia católica en 2008 con la firma del Acuerdo sobre reconocimientos de grados y diplomas de enseñanza superior de 18 de diciembre de 2008, con entrada en vigor el 1 de enero de 2009, y que ha supuesto el reconocimiento oficial de la enseñanza religiosa. Hay que tener en cuenta que estos acuerdos, con valor de tratado internacional, desplazan en lo que sea incompatible la legislación interna, en virtud de la primacía del derecho internacional. No supone, por tanto, una derogación de la ley, pero sí que no será de aplicación a la Iglesia católica en lo que respecta a los aspectos del acuerdo.
Según una encuesta de enero de 2007 hecha por las Noticias Católicas Mundiales, en su población están representadas las principales confesiones religiosas, pero el catolicismo está en receso: católicos 52 % (frente al 80 % de 15 años antes), ateos 30 % (frente al 23 % en la misma encuesta hecha quince años antes), musulmana 6 %, protestante 6 %, judía 1.5 %, budista 1 %, ortodoxa 2 %, otras 1 %. En otra encuesta realizada por IFOP y publicada en la revista católica La Vie, los católicos representan el 64 %, la proporción de ateos es igual al 27 %, el 3 % se identifica como musulmán, el 2.1 % se identifica como protestante y el 0.6 % se identifica como judío.
Según el más reciente eurobarómetro de 2005, el 43 % de los ciudadanos franceses respondió que «creen que hay un dios», mientras que el 27 % contestó que «creen que hay algún tipo de espíritu o de fuerza» y el 30 % que «no creen que haya ningún tipo de espíritu, dios, o fuerza». Otro estudio da el 32 % de personas que se declara atea, y otro 32 % que se declara «escéptico sobre la existencia de Dios, pero no ateo».
La población judía se estimaba entre quinientas treinta mil a quinientas cincuenta mil personas según el Consejo Representativo de Instituciones Judías de Francia, y es el grupo más grande de esta religión en Europa. Las estimaciones del número de musulmanes varían mucho. Según el censo de 1999 había solo 3.7 millones de personas (el 6.3 % de la población total). En 2003, el Ministerio de los Asuntos Interiores estimó el número total entre cinco y seis millones (ocho millones según el Frente Nacional).

### Educación

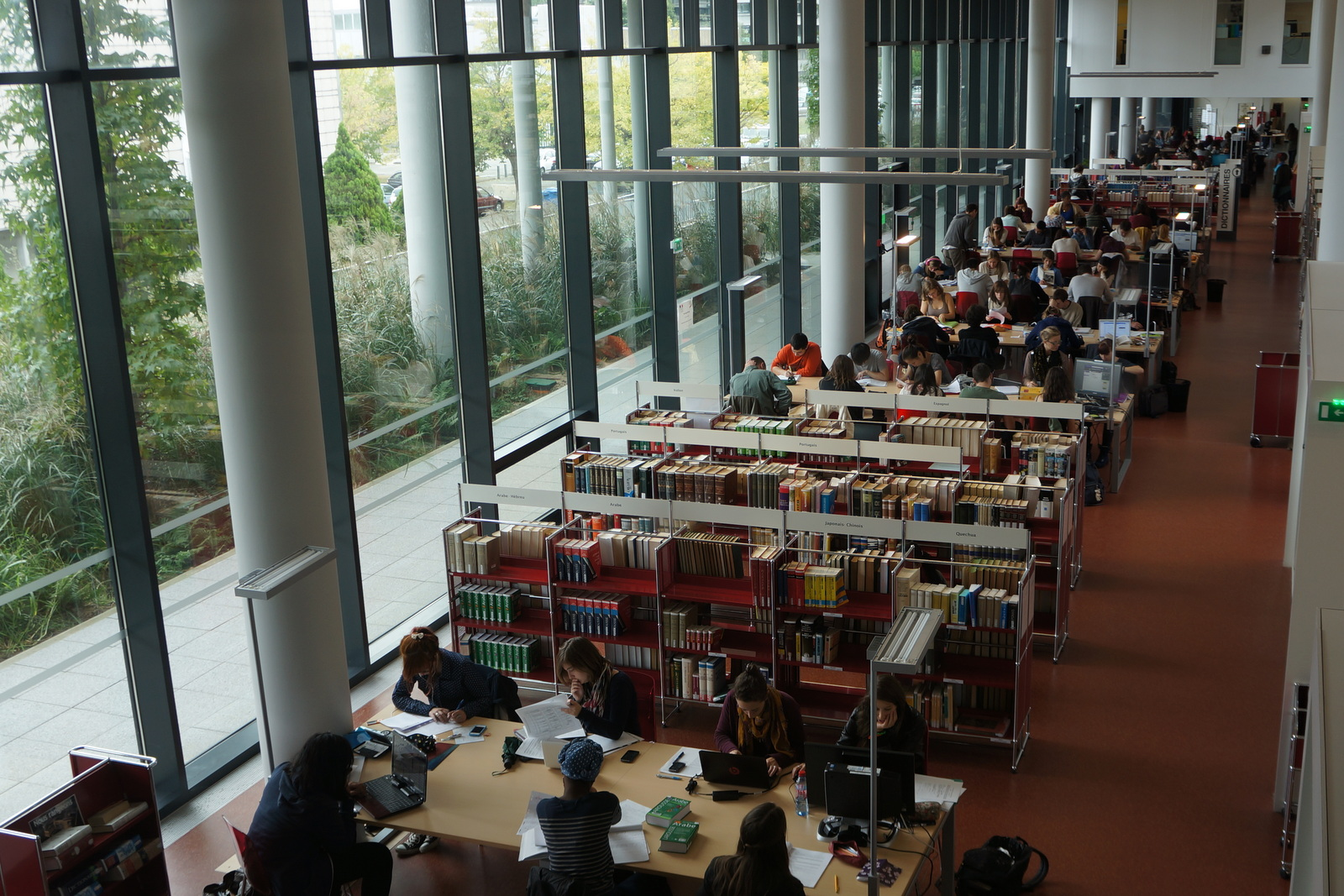
Estudiantes de la Universidad de Toulouse Jean Jaurés

En 1802, Napoleón creó el liceo, la segunda y última etapa de la enseñanza secundaria que prepara a los alumnos para los estudios superiores o para una profesión. Sin embargo, Jules Ferry es considerado el padre de la escuela moderna francesa, al liderar las reformas de finales del siglo XIX que establecieron la gratuidad, laicidad y obligatoriedad de la enseñanza (actualmente obligatoria hasta los dieciséis años).
La educación francesa está centralizada y dividida en tres etapas: Primaria, secundaria y superior. El Programa para la Evaluación Internacional de los Alumnos, coordinado por la OCDE, clasificó la educación de Francia como cercana a la media de la OCDE en 2018. Francia fue uno de los países participantes en PISA donde los escolares percibieron algunos de los niveles más bajos de apoyo y retroalimentación por parte de sus profesores. Los escolares de Francia informaron de una mayor preocupación por el clima disciplinario y el comportamiento en las aulas en comparación con otros países de la OCDE.
La educación primaria y secundaria son predominantemente públicas, gestionadas por el Ministerio de Educación Nacional. Mientras que la formación y la remuneración de los profesores y el plan de estudios son responsabilidad del Estado a nivel central, la gestión de los centros de primaria y secundaria es supervisada por las autoridades locales. La educación primaria comprende dos fases, la escuela maternal (école maternelle) y la escuela elemental (école élémentaire). El objetivo de la escuela infantil es estimular la mente de los niños más pequeños y promover su socialización y el desarrollo de un conocimiento básico del lenguaje y los números. Hacia los seis años, los niños pasan a la escuela elemental, cuyos objetivos principales son el aprendizaje de la escritura, la aritmética y la ciudadanía. La educación secundaria también consta de dos fases. La primera se imparte en los colegios (collège) y conduce al certificado nacional (Diplôme national du brevet). La segunda se imparte en los institutos (lycée) y finaliza con los exámenes nacionales que conducen al bachillerato (baccalauréat, disponible en las modalidades profesional, técnica o general) o al certificado de aptitud profesional (certificat d'aptitude professionelle).
La enseñanza superior se divide entre las universidades públicas y las prestigiosas y selectivas Grandes Écoles. Entre estas últimas deben destacarse ejemplos como: Instituto de Estudios Políticos de París para estudios políticos, HEC París para economía, la École des hautes études en sciences sociales para estudios sociales, la Escuela Nacional Superior de Minas de París y la École polytechnique para ingenierías de alto nivel, la Escuela Nacional de Administración para carreras en los Grandes Cuerpos del Estado y ESCP Business School siendo la escuela de negocios más antigua en el mundo. Las Grandes Escuelas han sido criticadas por su supuesto elitismo, ya que de ellas salen muchos, si no la mayoría, de los altos funcionarios, directores generales y políticos de Francia.

### Sanidad

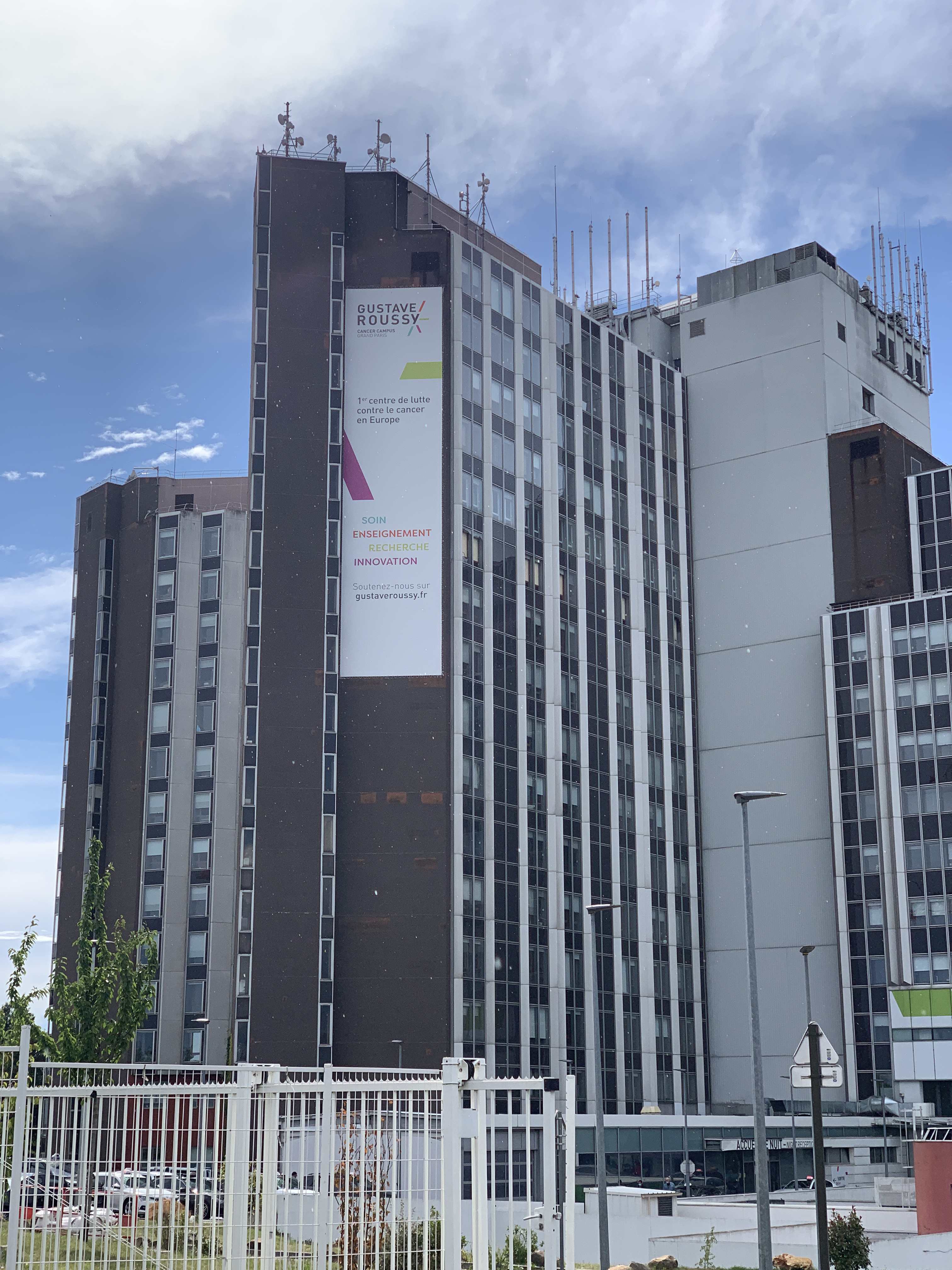
Instituto Gustave Roussy, institución privada sin fines de lucro especializado en cáncer. El sistema sanitario francés es considerado uno de los mejores del mundo.

El sistema sanitario francés es un sistema de asistencia sanitaria universal financiado en gran parte por el seguro médico nacional del gobierno. En su evaluación de los sistemas sanitarios mundiales del año 2000, la Organización Mundial de la Salud consideró que Francia proporcionaba la «casi mejor atención sanitaria global» del mundo. En 2011, Francia gastó el 11.6 % del PIB en atención sanitaria, es decir, 4086 dólares per cápita, una cifra muy superior a la media que gastan los países de Europa, pero inferior a la de Estados Unidos. Aproximadamente el 77 % del gasto sanitario está cubierto por organismos financiados por el gobierno.
La atención es generalmente gratuita para las personas afectadas por enfermedades crónicas (affections de longues durées) como el cáncer, el sida o la fibrosis quística. La esperanza de vida media al nacer es de 78 años para los hombres y 85 años para las mujeres, una de las más altas de la Unión Europea y del mundo. En Francia hay 3.22 médicos por cada mil habitantes, y el gasto sanitario medio per cápita fue de 4719 dólares en 2008.
Aunque los franceses tienen fama de ser uno de los pueblos más delgados de los países desarrollados, Francia -como otros países ricos- se enfrenta a una creciente y reciente epidemia de obesidad, debida sobre todo a la sustitución en los hábitos alimentarios franceses de la tradicional y saludable cocina francesa por la comida basura. La tasa de obesidad francesa sigue siendo muy inferior a la de Estados Unidos (47 % en adultos) y sigue siendo la más baja de Europa. Los índices de obesidad infantil se están reduciendo en Francia, mientras que siguen creciendo en otros países.

### Centros urbanos
Francia es un país altamente urbanizado, siendo sus mayores ciudades (en términos de población del área metropolitana en 2016): París (12 568 755 hab.), Lyon (2 310 850), Marsella (1 756 296), Toulouse (1 345 343), Burdeos (1 232 550), Lille (1 187 824), Niza (1 006 402), Nantes (961 521), Estrasburgo (785 839) y Rennes (727 357). (Nota: hay diferencias significativas entre las cifras de población metropolitana que acabamos de citar y las del cuadro siguiente, que indica la población de los municipios). La huida del campo fue una cuestión política permanente durante la mayor parte del siglo XX.

## Cultura

### Literatura

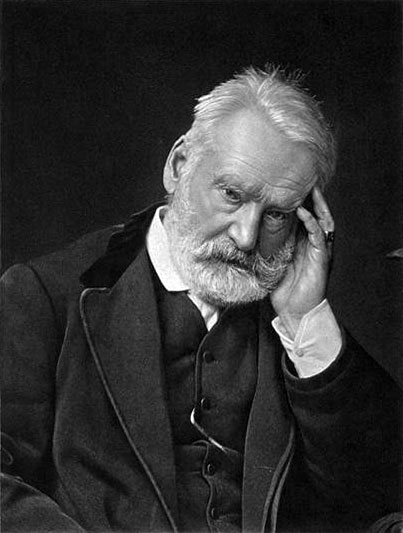
Victor Hugo es el más destacado de los escritores románticos en francés.

La primera literatura francesa se remonta a la Edad Media, cuando lo que hoy es la Francia moderna no tenía una lengua única y uniforme. Había varias lenguas y dialectos, y los escritores utilizaban su propia ortografía y gramática. Algunos autores de textos medievales franceses son desconocidos, como Tristan and Iseult y Lancelot-Grail. Otros autores son conocidos, por ejemplo Chrétien de Troyes y el duque Guillermo IX de Aquitania, que escribieron en occitano.
Gran parte de la poesía y la literatura francesas medievales se inspiraron en las leyendas de la materia de Francia, como el Cantar de Roldán y las diversas chansons de geste. El Roman de Renart, escrito en 1175 por Perrout de Saint Cloude, cuenta la historia del personaje medieval Reynard («el Zorro») y es otro ejemplo de la escritura francesa temprana. Un escritor importante del siglo XVI fue François Rabelais, cuya novela Gargantúa y Pantagruel ha seguido siendo famosa y apreciada hasta ahora. Michel de Montaigne fue otra figura importante de la literatura francesa de ese siglo. Su obra más famosa, Essais, creó el género literario del ensayo. La poesía francesa de ese siglo la encarnaron Pierre de Ronsard y Joachim du Bellay. Ambos escritores fundaron el movimiento literario de la Pléyade.
Entre los grandes escritores franceses de la Edad Moderna y Contemporánea se pueden mencionar al dramaturgo Molière, los filósofos Descartes, Montesquieu, Rousseau y Voltaire, el fabulista La Fontaine, el cuentista Charles Perrault, el romántico Victor Hugo, los novelistas Gustave Flaubert, Alejandro Dumas y Guy de Maupassant, y los ganadores del Premio Nobel Sully Prudhomme, Jean-Paul Sartre, Patrick Modiano y Maurice Druon, autor de la serie Los reyes malditos. Otros autores importantes son Alexandre Dumas (Los tres mosqueteros y El conde de Montecristo), Julio Verne (Veinte mil leguas de viaje submarino), Émile Zola (Les Rougon-Macquart), Honoré de Balzac (La comedia humana), Théophile Gautier y Stendhal (El rojo y el negro, La cartuja de Parma), cuyas obras figuran entre las más conocidas en Francia y en el mundo. Tanto los ciudadanos franceses, como los francógrafos de otros países (como el belga Maurice Maeterlinck o el senegalés Léopold Sédar Senghor) componen lo que se denomina como literatura francófona, que ha influenciado la obra de importantes autores extranjeros, y la literatura de muchos países. Tal es el caso del cubano Alejo Carpentier o del denominado boom latinoamericano.
Los autores franceses son los que más Premios Nobel de Literatura han recibido. El primer Premio Nobel de Literatura fue un autor francés (Sully Prudhomme), mientras que el último Premio Nobel de Literatura de Francia es Patrick Modiano, quien lo recibió en 2014. Jean-Paul Sartre fue también el primer candidato en la historia del comité que rechazó el premio en 1964.

### Arte

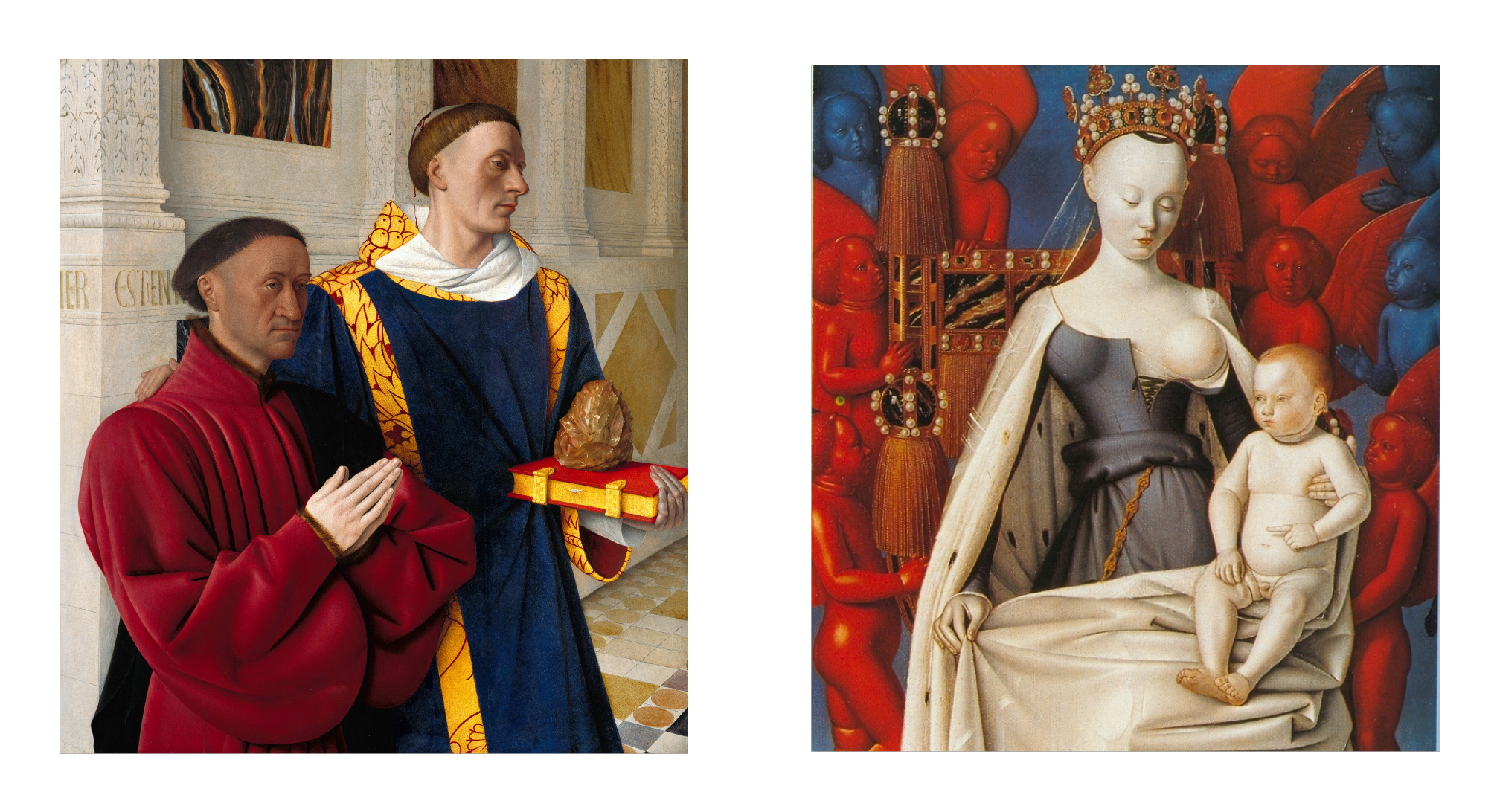
Díptico de Melun, de Jean Fouquet, considerada una de las obras más importantes de la Edad Media.

Los orígenes del arte francés estuvieron muy influenciados por el arte flamenco y por el arte italiano de la época del Renacimiento. Se dice que Jean Fouquet, el pintor francés más famoso de la Edad Media, fue el primero en viajar a Italia y conocer de primera mano el Renacimiento temprano. La escuela de pintura renacentista de Fontainebleau se inspiró directamente en pintores italianos como Primaticcio y Rosso Fiorentino, que trabajaron en Francia. Dos de los artistas franceses más famosos de la época del Barroco, Nicolas Poussin y Claude Lorrain, vivieron en Italia. El siglo xvii fue el periodo en el que la pintura francesa cobró protagonismo y se individualizó a través del clasicismo. El primer ministro Jean-Baptiste Colbert fundó en 1648 la Real Academia de Pintura y Escultura bajo el mandato de Luis XIV para proteger a estos artistas; en 1666 también creó la todavía activa Academia Francesa de Roma para tener relaciones directas con los artistas italianos.
Los artistas franceses desarrollaron el estilo rococó en el siglo xviii, como una imitación más íntima del antiguo estilo barroco, siendo las obras de los artistas avalados por la corte Antoine Watteau, François Boucher y Jean-Honoré Fragonard las más representativas del país. La Revolución Francesa trajo consigo grandes cambios, ya que Napoleón favoreció a artistas de estilo neoclásico como Jacques-Louis David y la muy influyente Académie des Beaux-Arts definió el estilo conocido como Academicismo. En esta época, Francia se había convertido en un centro de creación artística. La primera mitad del siglo xix estuvo dominada por dos movimientos sucesivos, primero el Romanticismo con Théodore Géricault y Eugène Delacroix, y luego el Realismo con Camille Corot, Gustave Courbet y Jean-François Millet, estilo que acabó evolucionando hacia el Naturalismo.

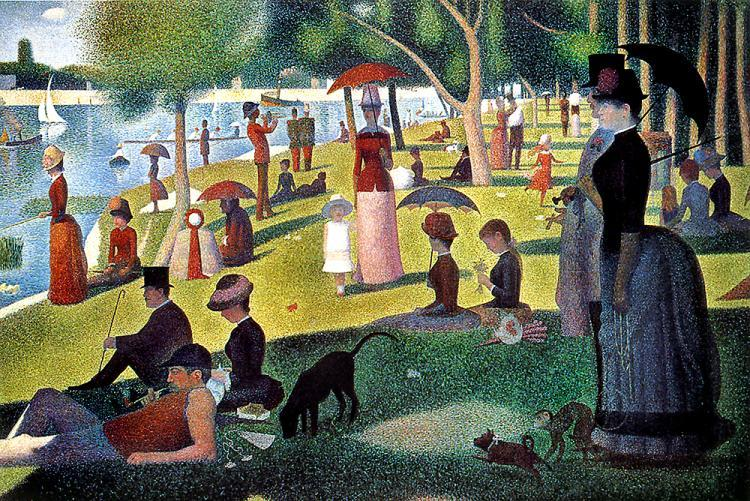
Tarde de domingo en la isla de la Grande Jatte, pintura impresionista de Georges Seurat.

En la segunda parte del siglo xix, la influencia de Francia sobre la pintura se hizo aún más importante, con el desarrollo de nuevos estilos pictóricos como el Impresionismo y el Simbolismo. Los pintores impresionistas más famosos de la época fueron Camille Pissarro, Édouard Manet, Edgar Degas, Claude Monet y Auguste Renoir. La segunda generación de pintores de estilo impresionista, Paul Cézanne, Paul Gauguin, Toulouse-Lautrec y Georges Seurat, también estuvieron en la vanguardia de las evoluciones artísticas, así como los artistas fauvistas Henri Matisse, André Derain y Maurice de Vlaminck.

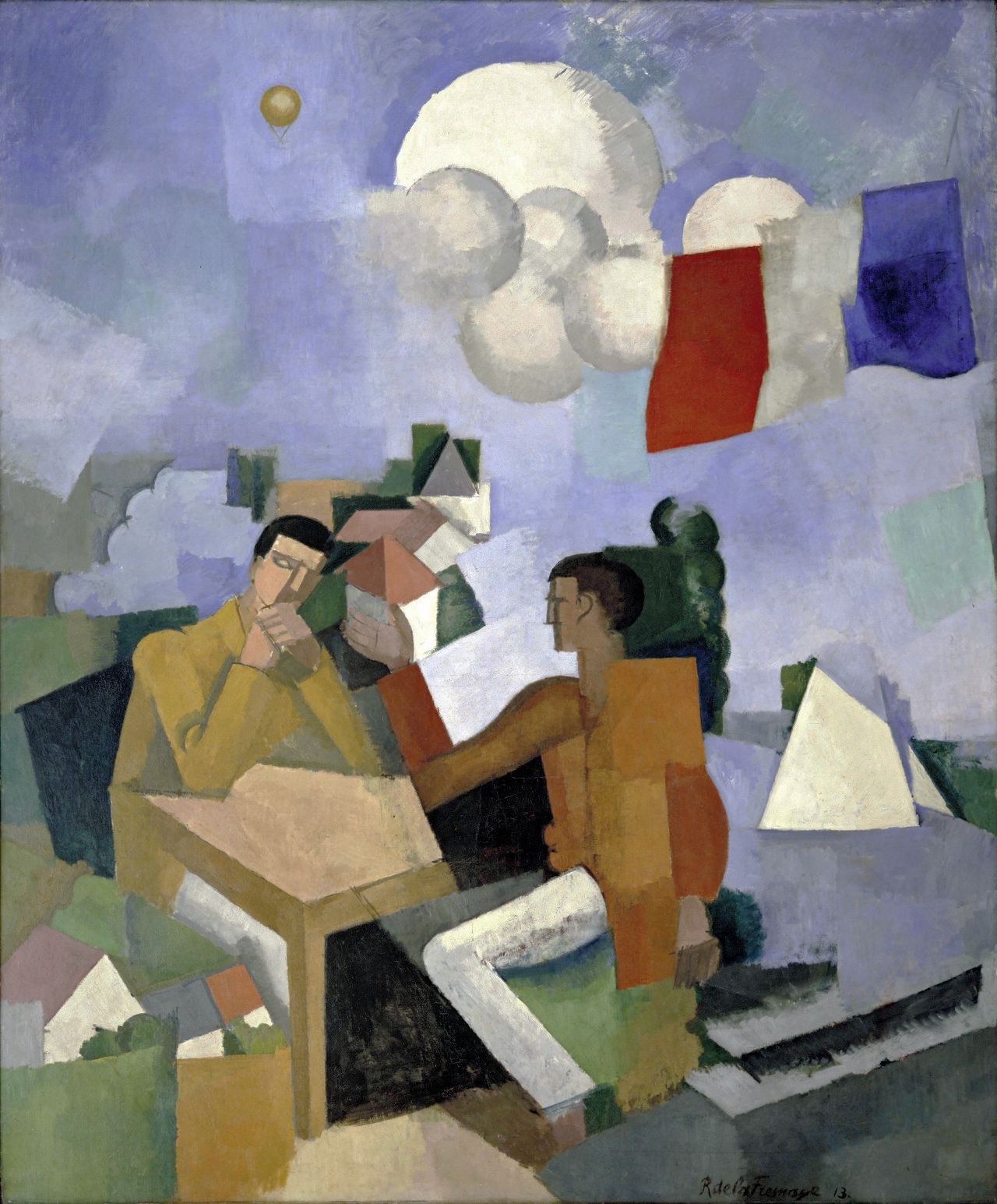
Roger de La Fresnaye: Conquista del aire, 1913, óleo sobre lienzo, Museo de Arte Moderno, Nueva York.

A principios del siglo xx, el cubismo fue desarrollado por Georges Braque y el pintor español Pablo Picasso, residentes en París. Otros artistas extranjeros también se instalaron y trabajaron en París o en sus alrededores, como Vincent van Gogh, Marc Chagall, Amedeo Modigliani y Wassily Kandinsky. Muchos museos de Francia están dedicados total o parcialmente a obras de escultura y pintura. En el Museo del Louvre, de propiedad estatal, se expone una enorme colección de antiguas obras maestras creadas antes o durante el siglo xvii, como la Mona Lisa, también conocida como «La Joconde» o La libertad guiando al pueblo. Mientras que el Palacio del Louvre ha sido durante mucho tiempo un museo, el Museo de Orsay se inauguró en 1986 en la antigua estación de ferrocarril Gare d'Orsay, en una importante reorganización de las colecciones de arte nacionales, para reunir la pintura francesa de la segunda parte del siglo xix (principalmente los movimientos del impresionismo y el fauvismo). El Museo del Louvre fue catalogado por Forbes en 2017 como el museo más prestigioso del mundo.
Las obras modernas se presentan en el Museo Nacional de Arte Moderno, que se trasladó en 1976 al Centro Georges Pompidou. Estos tres museos estatales acogen a cerca de diecisiete millones de personas al año. Otros museos nacionales que acogen pinturas son el Grand Palais (1.3 millones de visitantes en 2008), pero también hay muchos museos propiedad de las ciudades, siendo el más visitado el Musée d'Art Moderne de la Ville de Paris (0.8 millones de entradas en 2008), que acoge obras contemporáneas. Fuera de París, todas las grandes ciudades tienen un Museo de Bellas Artes con una sección dedicada a la pintura europea y francesa. Algunas de las mejores colecciones se encuentran en Lyon, Lille, Ruan, Dijon, Rennes y Grenoble.

### Arquitectura

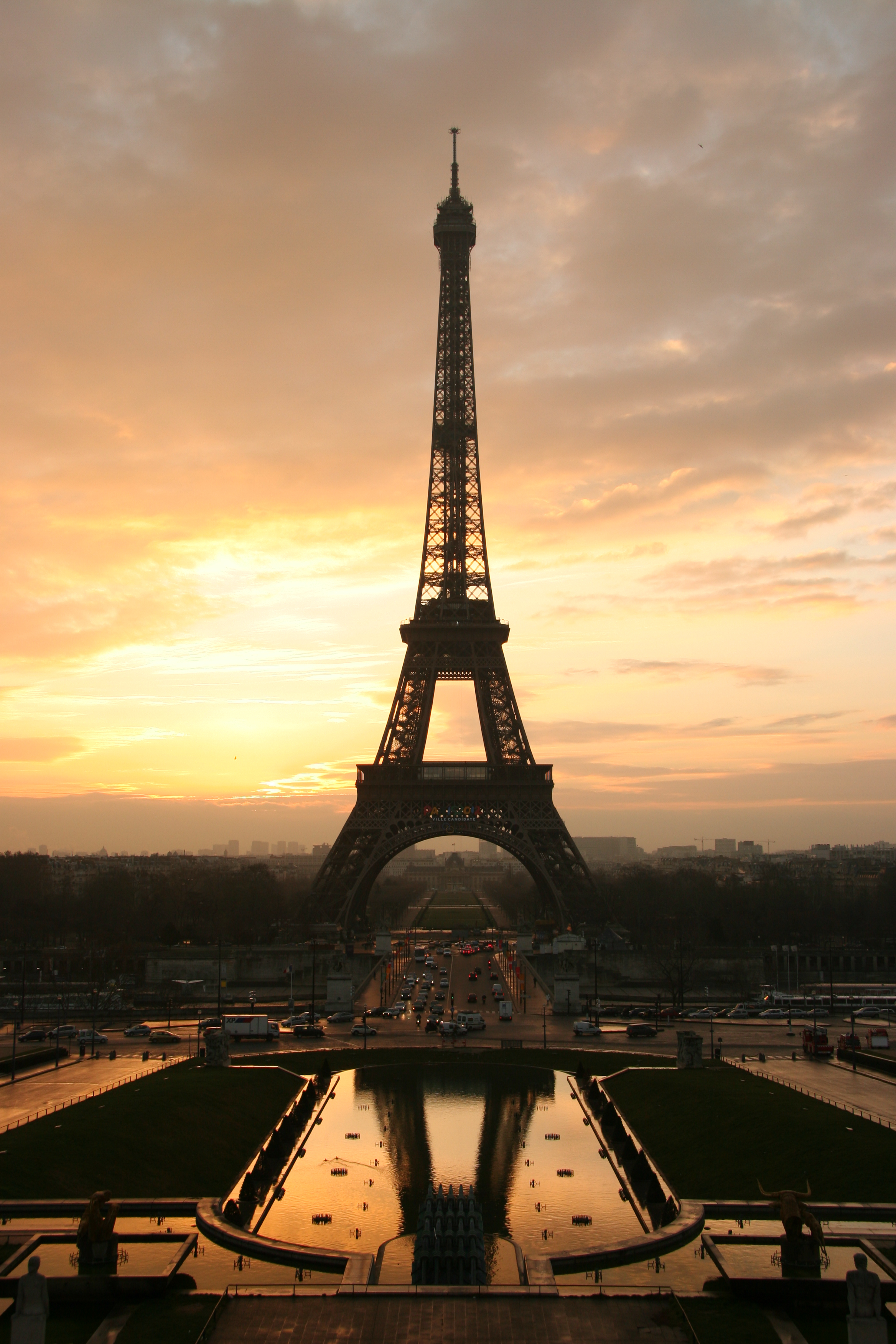
Torre Eiffel, icono de la arquitectura francesa y símbolo del país a nivel internacional.

En lo que se refiere a la arquitectura, los celtas dejaron su huella también en la erección de grandes monolitos o megalitos, y la presencia griega desde el siglo VI a. C. se recuerda hoy en la herencia clásica de Massalia (Marsella). El estilo romano tiene ejemplos en la Maison Carrée, templo romano edificado entre 138-161 a. C., o en el Pont du Gard construido entre los años 40 y 60 d. C., en Nimes y declarado patrimonio universal en 1985. En Francia se inventó el estilo gótico, plasmado en catedrales como las de Reims, Chartres, Amiens, Notre Dame o Estrasburgo. El renacimiento surgido en Italia, tiene su estilo arquitectónico representado magistralmente en el Castillo de Chambord, el Castillo de Montsoreau o en el Palacio de Fontainebleau entre otros.
El arte barroco (también de origen italiano), y el rococó (invención francesa) tienen obras extraordinarias en Francia. Tal es el caso del Palacio del Louvre y el Panteón de París entre tantos otros. El modernismo o arte moderno en arquitectura abarca todo el siglo XIX y la primera mitad del siglo XX, y en él Alexandre Gustave Eiffel revolucionó la teoría y práctica arquitectónica de su tiempo en la construcción de gigantescos puentes y en el empleo de materiales como el acero. Su obra más famosa es la llamada Torre Eiffel, construida para la Exposición Universal de París de 1889. Otro grande de la arquitectura universal es Le Corbusier, un innovador y funcionalista celebrado especialmente por sus aportes urbanísticos en las edificaciones de viviendas y conjuntos habitacionales.

### Música

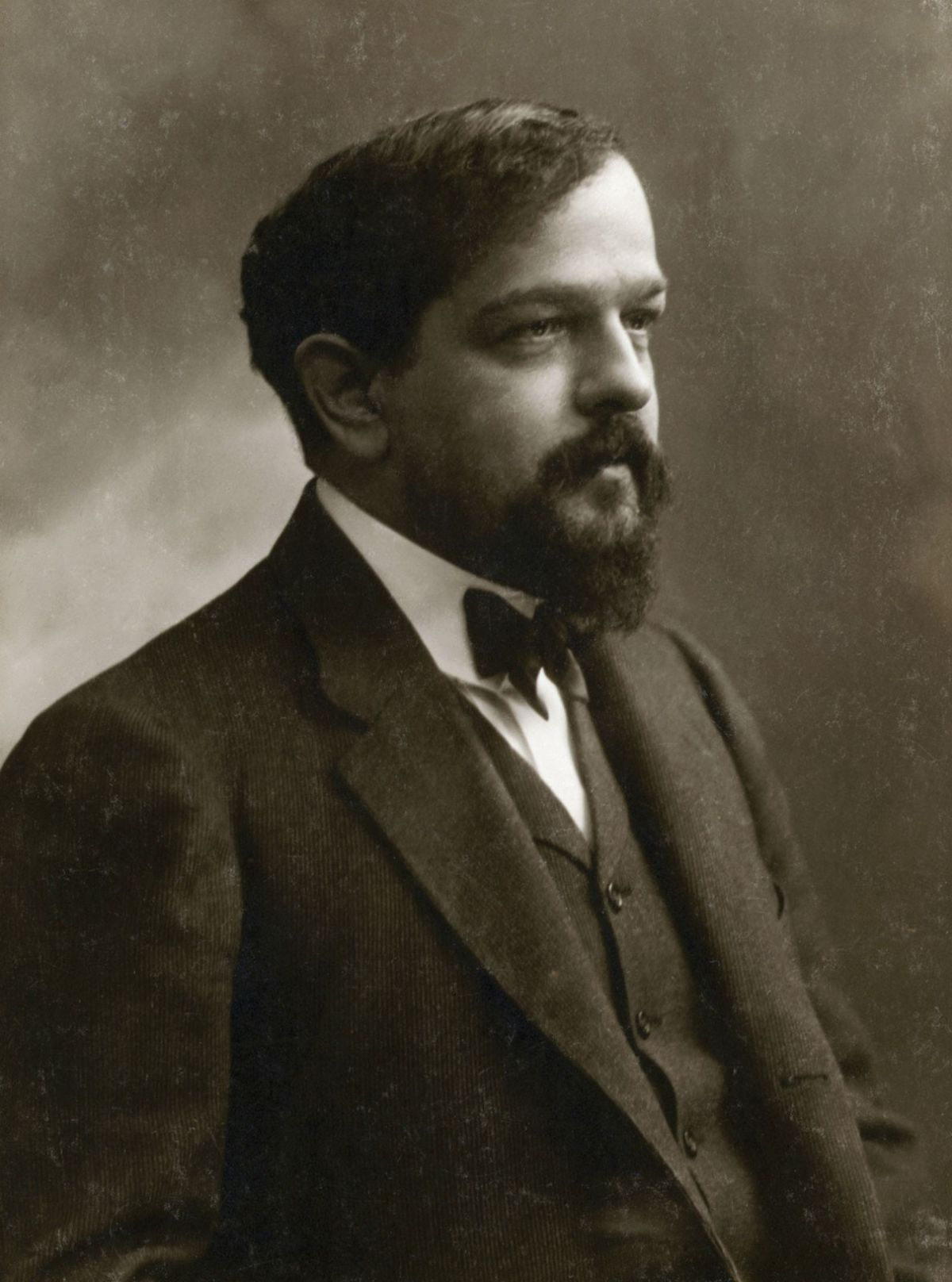
Claude Debussy, considerado el primer compositor impresionista.

En la música francesa desde antes del año 1000 se destaca el canto gregoriano empleado en las liturgias. En Francia se creó la polifonía. En la denominada Ars Antiqua, se le atribuye a Carlomagno el Scholae Cantorum (783). Los Juramentos de Estrasburgo es la obra lírica francesa más importante de la Edad Media, periodo en el que se desarrollan los Cantares de Gesta como el Cantar de Roldán. Francia fue la cuna de los trovadores en el siglo XII, así como del Ars Nova dos siglos más tarde. Durante el Romanticismo París se convierte en el centro musical del mundo y en la actualidad Francia mantiene un lugar privilegiado en la creación musical gracias a nuevas generaciones de compositores.
La música francesa siguió luego la rápida aparición de la música pop y el rock a mediados del siglo XX. Aunque las creaciones anglófonas alcanzaron popularidad en el país, la música pop francesa, conocida como chanson française, también ha seguido siendo muy popular. Entre los artistas franceses más importantes del siglo están Édith Piaf, Georges Brassens, Léo Ferré, Charles Aznavour y Serge Gainsbourg. Aunque en Francia hay muy pocos grupos de rock en comparación con los países anglófonos, grupos como Noir Désir, Mano Negra, Niagara, Les Rita Mitsouko y, más recientemente, Superbus, Phoenix y Gojira, o Shaka Ponk, han alcanzado popularidad mundial.

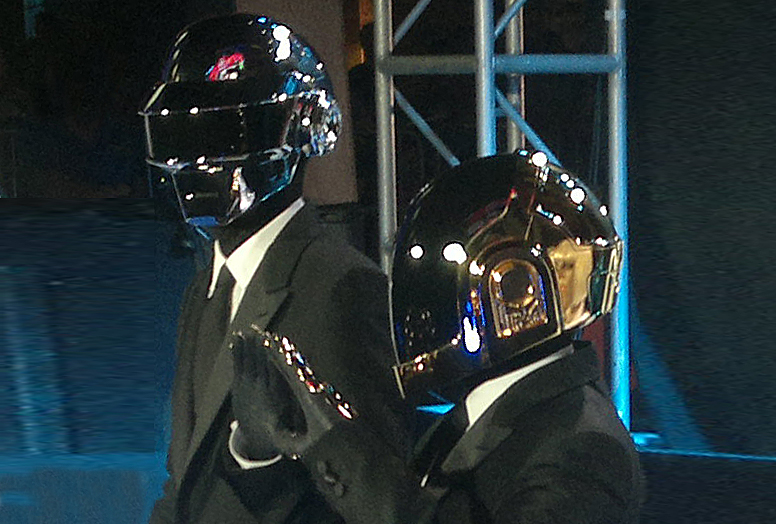
Daft Punk, pioneros del movimiento french house.

Otros artistas franceses con carreras internacionales han sido populares en varios países, sobre todo las cantantes Dalida, Mireille Mathieu, Mylène Farmer, Alizée y Nolwenn Leroy, los pioneros de la música electrónica Jean-Michel Jarre, Laurent Garnier y Bob Sinclar, y más tarde Martin Solveig y David Guetta. En los años 90 y 2000 (década), los dúos electrónicos Daft Punk, Justice y Air también alcanzaron popularidad mundial y contribuyeron a la reputación de la música electrónica moderna en el mundo.
Entre las manifestaciones e instituciones musicales actuales en Francia, muchas se dedican a la música clásica y a la ópera. Las instituciones más prestigiosas son la Ópera Nacional de París (con sus dos sedes, el Palais Garnier y la Ópera de la Bastilla), la Ópera Nacional de Lyon, el Teatro del Châtelet de París, el Teatro del Capitole de Toulouse y el Gran Teatro de Burdeos. En cuanto a los festivales de música, se organizan varios eventos, siendo los más populares las Eurockéennes (juego de palabras que suena en francés como «europeo»), los Solidays y el Rock en Seine. La Fête de la Musique, imitada por muchas ciudades extranjeras, fue lanzada por primera vez por el Gobierno francés en 1982. Entre las principales salas de música de Francia se encuentran los recintos de Le Zénith presentes en muchas ciudades y otros lugares de París (Paris Olympia, Théâtre Mogador, Élysée Montmartre).

### Cine

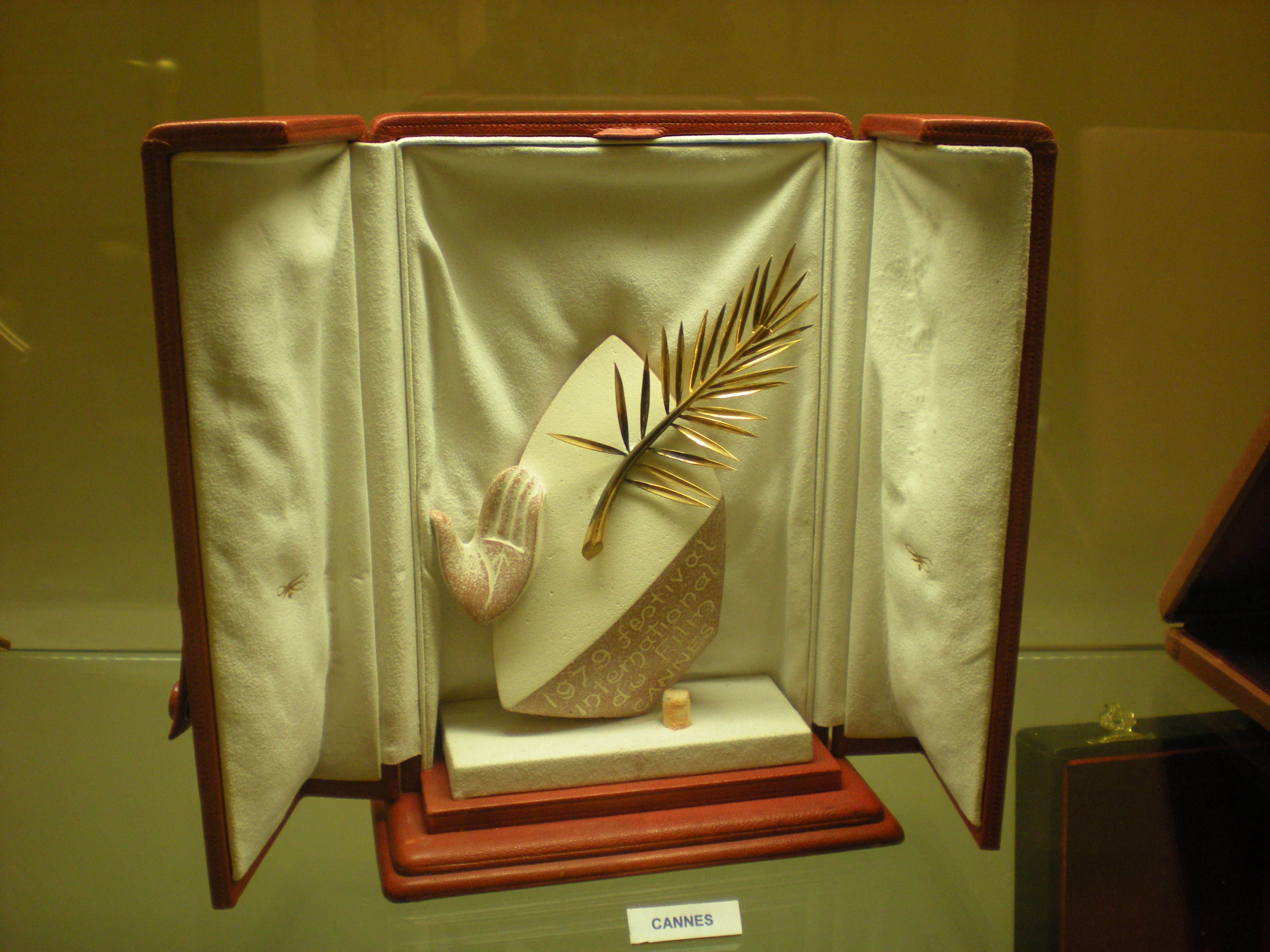
La Palma de Oro del Festival de Cannes, uno de los tres grandes festivales de cine junto con el Festival de Venecia y el Festival Internacional de Cine de Berlín.

Francia tiene un fuerte vínculo histórico con el cine, ya que dos franceses, Auguste y Louis Lumière (conocidos como los hermanos Lumière) fueron los creadores del cine en 1895. La primera mujer cineasta del mundo, Alice Guy-Blaché, también era francesa. Varios movimientos cinematográficos importantes, como la Nouvelle vague de finales de los años 50 y 60, comenzaron en el país. Destaca por tener una fuerte industria cinematográfica, debido en parte a las protecciones otorgadas por el Gobierno de Francia. Francia sigue siendo un país líder en la producción cinematográfica, ya que en 2015 produjo más películas que cualquier otro país europeo. El país también acoge el Festival de Cannes, uno de los más importantes y famosos del mundo.
Además de su sólida e innovadora tradición cinematográfica, Francia ha sido un punto de encuentro para artistas de toda Europa y del mundo. Por esta razón, el cine francés se entrelaza a veces con el cine de naciones extranjeras. Directores de países como Polonia (Roman Polanski, Krzysztof Kieślowski, Andrzej Żuławski), Argentina (Gaspar Noé, Edgardo Cozarinsky), Rusia (Alexandre Alexeieff, Anatole Litvak), Austria (Michael Haneke) y Georgia (Géla Babluani, Otar Iosseliani) destacan en las filas del cine francés. En cambio, los directores franceses han tenido carreras prolíficas e influyentes en otros países, como Luc Besson, Jacques Tourneur o Francis Veber en Estados Unidos.
Aunque el mercado cinematográfico francés está dominado por Hollywood, Francia es el único país del mundo en el que las películas estadounidenses representan la menor parte de los ingresos totales del cine, con un 50 %, frente al 77 % de Alemania y el 69 % de Japón. Las películas francesas representan el 35 % de los ingresos cinematográficos totales de Francia, lo que supone el mayor porcentaje de ingresos cinematográficos nacionales del mundo desarrollado fuera de Estados Unidos, frente al 14 % de España y el 8 % del Reino Unido. Francia fue en 2013 el segundo exportador de películas del mundo después de Estados Unidos.
Francia fue históricamente el centro cultural del mundo, aunque su posición dominante ha sido superada por Estados Unidos. Hoy en día, Francia adopta medidas para proteger y promover su cultura, convirtiéndose en uno de los principales defensores de la excepción cultural. La nación logró convencer a todos los miembros de la UE de que se negaran a incluir la cultura y el audiovisual en la lista de sectores liberalizados de la OMC en 1993. Además, esta decisión se confirmó en una votación en la Unesco en 2005: el principio de excepción cultural obtuvo una victoria abrumadora con el voto de 198 países a favor y solo 2 países, Estados Unidos e Israel, en contra.

### Sociedad

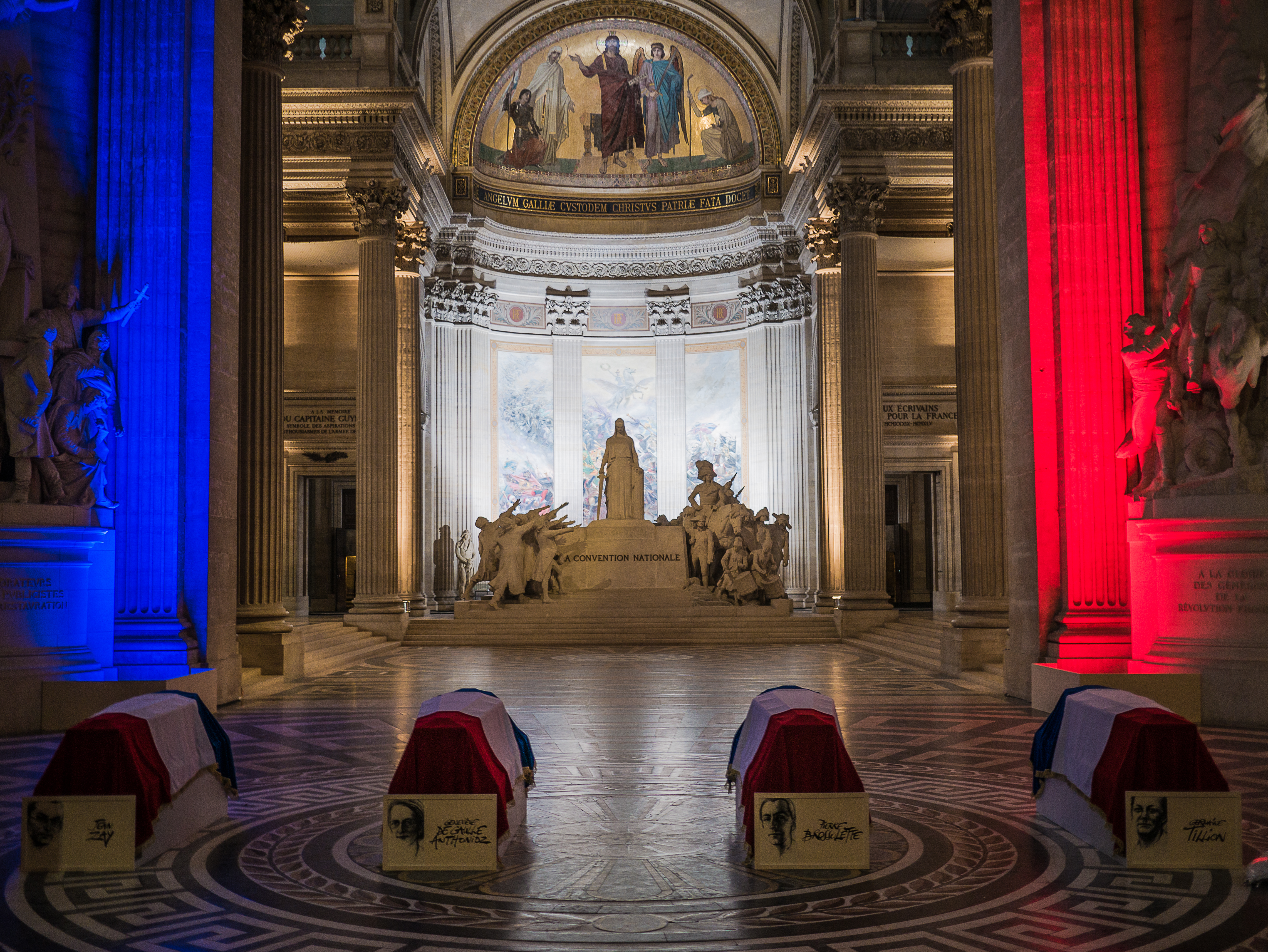
El Panteón de París alberga los féretros de 75 hombres y 6 mujeres que han destacado especialmente en la historia de Francia.

Según una encuesta de la BBC en 2010, basada en 29 977 respuestas en 28 países, Francia es considerada globalmente como una influencia positiva en los asuntos del mundo: el 49 % tiene una opinión positiva de la influencia del país, mientras que el 19 % tiene una opinión negativa. El Nation Brand Index de 2008 sugiere que Francia tiene la segunda mejor reputación internacional, solo por detrás de Alemania. Un sondeo de opinión global para la BBC situó a Francia como la cuarta nación más positivamente vista del mundo (por detrás de Alemania, Canadá y el Reino Unido) en 2014.
Según una encuesta realizada en 2011, los franceses son el país con el mayor nivel de tolerancia religiosa y el que tiene la mayor proporción de población que define su identidad principalmente en términos de nacionalidad y no de religión. En 2011, el 75 % de los franceses tenía una opinión favorable de Estados Unidos, lo que convierte a Francia en uno de los países más proamericanos del mundo. En 2017, la opinión favorable sobre Estados Unidos había descendido al 46 %. En enero de 2010, la revista International Living clasificó a Francia como «mejor país para vivir», por delante de otros 193 países, por quinto año consecutivo.
El Índice para una Vida Mejor de la OCDE afirma que «Francia obtiene buenos resultados en muchas medidas de bienestar en relación con la mayoría de los demás países del Índice para una Vida Mejor».

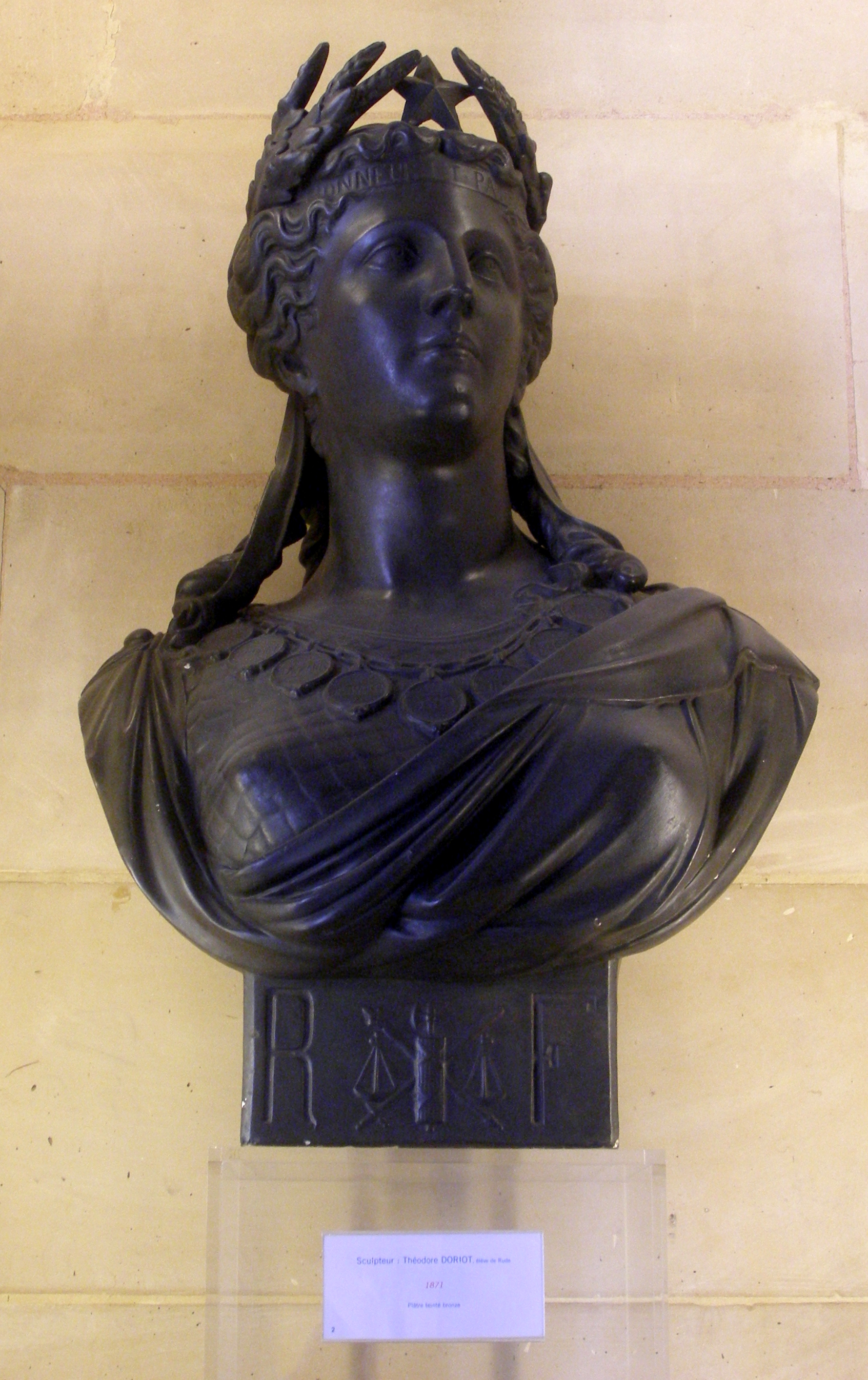
Escultura de Marianne, personificación nacional común de la República Francesa.

La Revolución francesa sigue impregnando la memoria colectiva del país. La bandera tricolor de Francia, La Marsellesa y el lema Liberté, Égalité, Fraternité, definidos en el Título 1 de la Constitución como símbolos nacionales, surgieron durante la efervescencia cultural de la primera revolución, junto con Marianne, una personificación nacional común. Además, el Día de la Bastilla, la fiesta nacional, conmemora el asalto a la Bastilla el 14 de julio de 1789.
Un símbolo común y tradicional del pueblo francés es el gallo galo. Sus orígenes se remontan a la Antigüedad, ya que la palabra latina Gallus significaba tanto «gallo» como «habitante de la Galia». Después, esta figura se convirtió gradualmente en la representación más compartida de los franceses, utilizada por los monarcas franceses, luego por la Revolución y bajo los sucesivos regímenes republicanos como representación de la identidad nacional, utilizada para algunos sellos y monedas.
Francia es uno de los líderes mundiales de la igualdad de género en el trabajo: a partir de 2017, tiene el 36.8 % de los puestos de los consejos de administración de las empresas ocupados por mujeres, lo que le convierte en el líder del G20 para esa métrica. El Banco Mundial la situó en 2019 como uno de los seis únicos países del mundo donde las mujeres tienen los mismos derechos laborales que los hombres.
Francia es uno de los países más liberales del mundo en materia de derechos LGBT: una encuesta del Pew Research Center de 2020 reveló que el 86 % de los franceses piensa que las relaciones entre personas del mismo sexo deberían ser aceptadas por la sociedad, una de las tasas de aceptación más altas del mundo (comparable a la de otras naciones de Europa Occidental). Francia legalizó el matrimonio y la adopción entre personas del mismo sexo en 2013. El gobierno ha utilizado su influencia diplomática para apoyar los derechos LGBT en todo el mundo, especialmente en las Naciones Unidas.
En 2020, Francia ocupó el quinto lugar en el Índice de Desempeño Medioambiental (por detrás del Reino Unido), de los 180 países clasificados por la Universidad de Yale en ese estudio. Al ser el país anfitrión de la Conferencia sobre el Cambio Climático de París de 2015, el Gobierno francés fue decisivo para conseguir el Acuerdo de París de 2015, un éxito que se ha atribuido a su «apertura y experiencia en diplomacia».

### Gastronomía

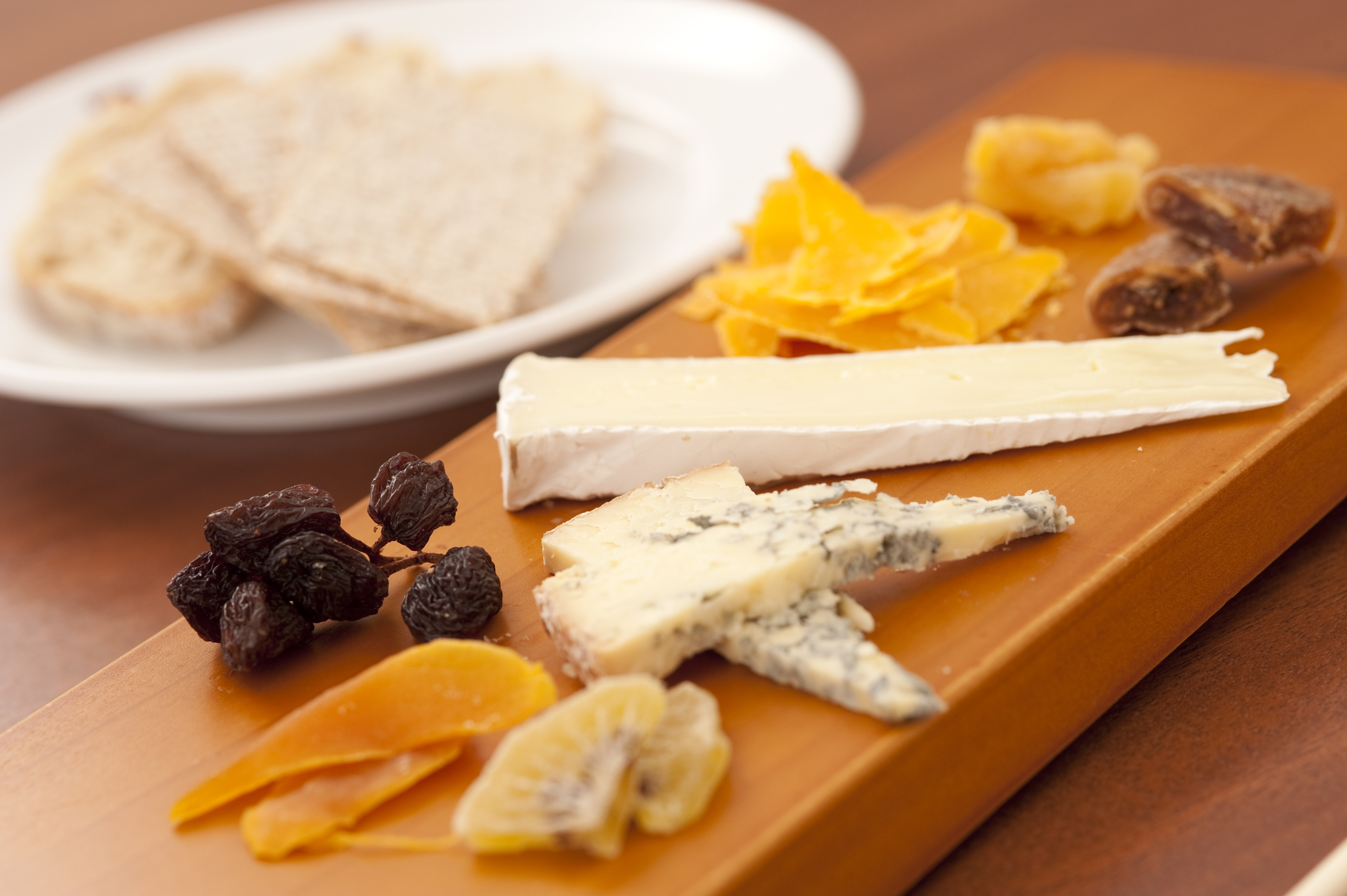
Algunos quesos franceses con frutas

La cocina francesa tiene fama de ser una de las mejores del mundo. Según las regiones, las recetas tradicionales son diferentes, el norte del país prefiere utilizar la mantequilla como grasa preferida para cocinar, mientras que el aceite de oliva es más utilizado en el sur. Además, cada región de Francia tiene especialidades tradicionales emblemáticas: Cassoulet en el suroeste, Choucroute en Alsacia, Quiche en la región de Lorena, Beef bourguignon en Borgoña, Tapenade provenzal, etc. Los productos más conocidos de Francia son los vinos, como el Champán, el Burdeos, el Bourgogne y el Beaujolais, así como una gran variedad de más de 400 quesos diferentes, como el Camembert, el Roquefort y el Brie. 

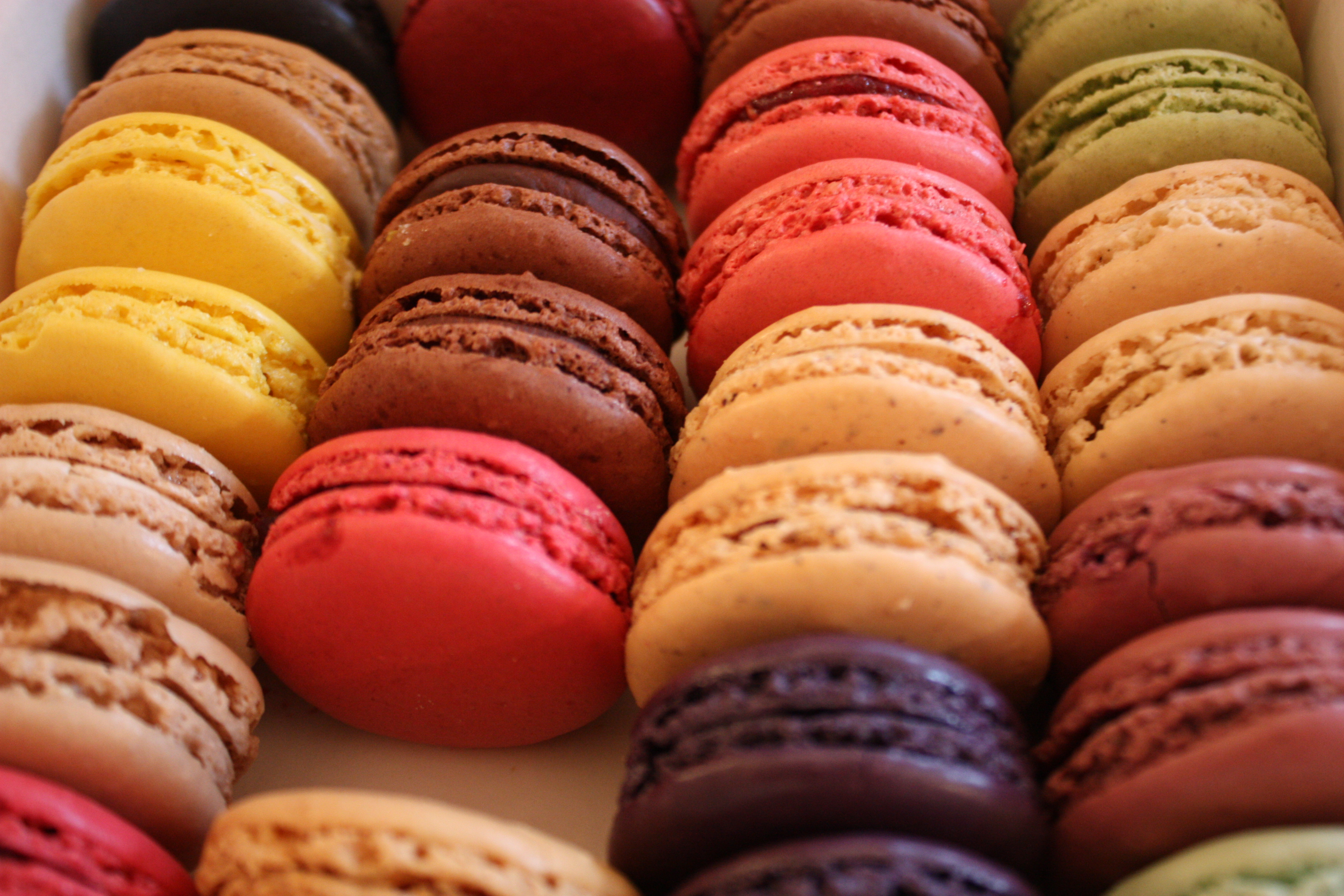
Macarons, un postre típico de París (macarrones) «arco iris» de la casa Ladurée.

Una comida suele constar de tres platos, entremeses o entrantes (plato introductorio, a veces sopa), plato principal, fromage (plato de queso) o postre, a veces con una ensalada ofrecida antes del queso o del postre. Los entremeses pueden ser una terrina de saumon au basilic, un bisque de langosta, un foie gras, una sopa de cebolla francesa o un croque monsieur. El plato principal podría incluir un pot au feu o un steak frites. El postre puede ser un milhojas, un macaron, un éclair, crème brûlée, mousse au chocolat, crêpes o café liégeois.
La cocina francesa también se considera un elemento clave de la calidad de vida y el atractivo de Francia. Una publicación francesa, la guía Michelin, concede estrellas Michelin por su excelencia a unos pocos establecimientos seleccionados. La adquisición o pérdida de una estrella puede tener efectos dramáticos en el éxito de un restaurante. En 2006, la Guía Michelin había concedido seiscientas veinte estrellas a restaurantes franceses, en ese momento más que ningún otro país, aunque la guía también inspecciona más restaurantes en Francia que en ningún otro país (en 2010, Japón recibió tantas estrellas Michelin como Francia, a pesar de tener la mitad de inspectores Michelin trabajando allí).
Además de su tradición vinícola, Francia es también un importante productor de cerveza y ron. Las tres principales regiones cerveceras francesas son Alsacia (60 % de la producción nacional), Norte-Paso de Calais y Lorena. Francia produce ron a través de destilerías situadas en islas como Martinica.

## Deporte

### Deportes olímpicos

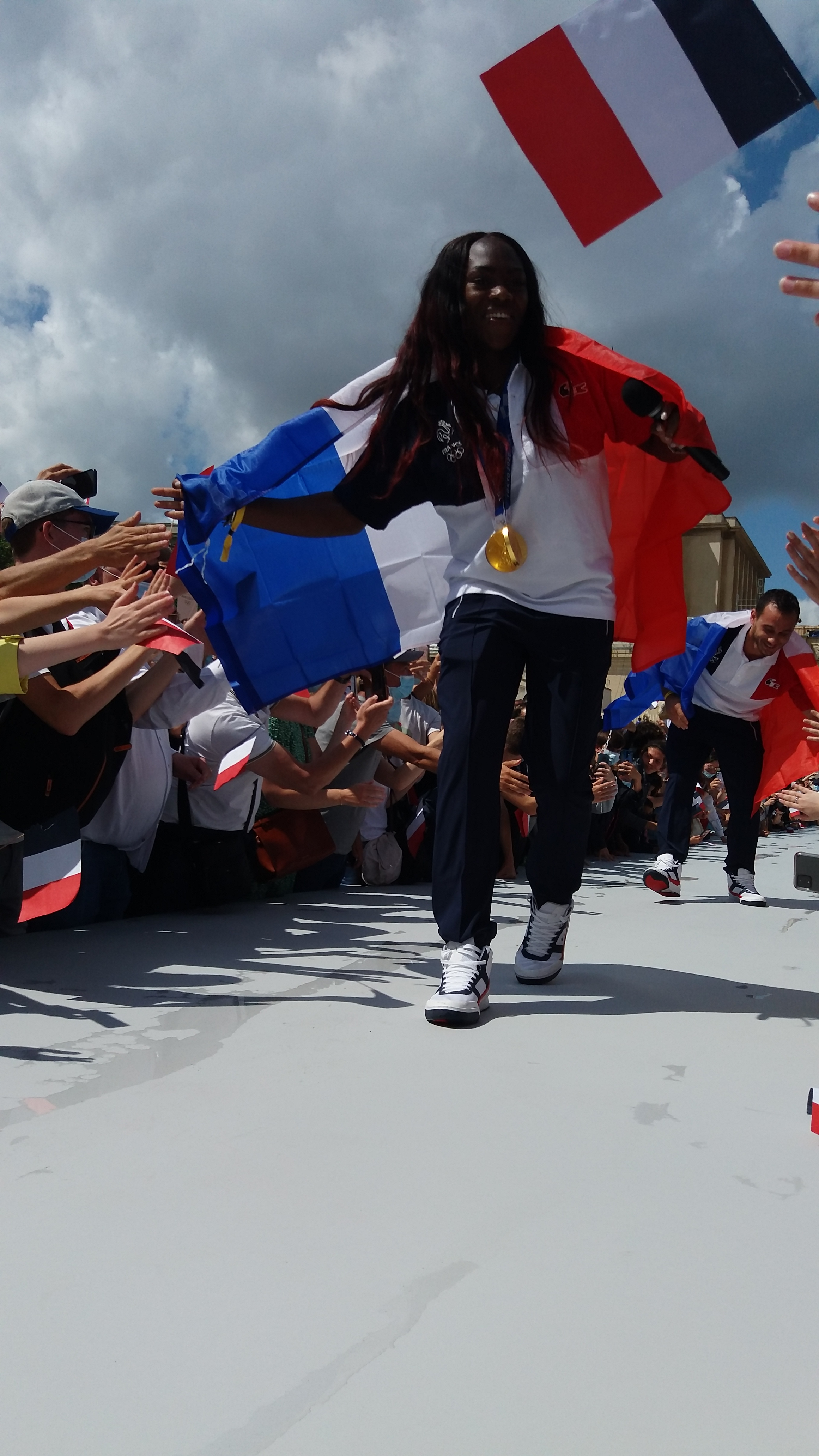
Clarisse Agbegnenou, yudoca francesa medallista de oro en Tokio 2020.

Los Juegos Olímpicos modernos fueron fundados por el historiador francés Pierre de Coubertin como una manera de revivir los antiguos Juegos Olímpicos griegos, y Francia ha competido en todas las ediciones (tanto de verano como de invierno), con la posible excepción de los Juegos Olímpicos de 1904 (ya que las fuentes no se ponen de acuerdo sobre si el atleta Albert Corey compitió por Estados Unidos o por Francia). Además, Francia ha acogido los Juegos Olímpicos en cinco ocasiones y tiene previsto acoger la sexta: los Juegos Olímpicos de Verano de 1900 en París, los de invierno de 1924 en Chamonix, los de verano de 1924 en París, los de invierno de 1968 en Grenoble, los de invierno de 1992 en Albertville y los de verano de 2024 en París.
Los atletas franceses han ganado 749 medallas en los Juegos Olímpicos de Verano en una amplia variedad de deportes, logrando un éxito particular en esgrima y ciclismo. Francia ha ganado otras 138 medallas en los Juegos Olímpicos de Invierno, sobre todo en esquí alpino.
Una de las claves del porqué Francia es una de las mayores potencias deportivas del mundo se deben al INSEP, centro de alto rendimiento de financiación estatal ubicado en las afueras de París que está considerado una referencia mundial del deporte base. Un ejemplo de esto es que muchos de los trescientos treinta atletas franceses que compitieron en los Juegos Olímpicos de Londres pasaron por dicho centro de alto rendimiento. En los últimos años el instituto ha invertido doscientos treinta millones de euros en la mejora de sus instalaciones deportivas y médicas.

### Ciclismo
Según los registros históricos, el origen del ciclismo tiene sus raíces en los jardines del Palais Royal de París. En 1791, el conde de Sivrac fue visto montando un artilugio rígido de dos ruedas llamado celerífero. Aunque era totalmente disfuncional e imposible de dirigir -para cambiar de dirección, el jinete tenía que redirigir físicamente la rueda delantera con un arrastre, una elevación o un salto-, la novedad de este nuevo invento despertó el interés del público. En 1793, los clubes deportivos de todo París comenzaron a organizar frecuentes carreras a lo largo de los famosos Campos Elíseos. En años posteriores nació el Tour de Francia, celebrado anualmente en el mes de julio desde 1903, siendo la competición ciclística más prestigiosa de las Grandes Vueltas y la competición en ciclismo más famosa del mundo.

### Fútbol

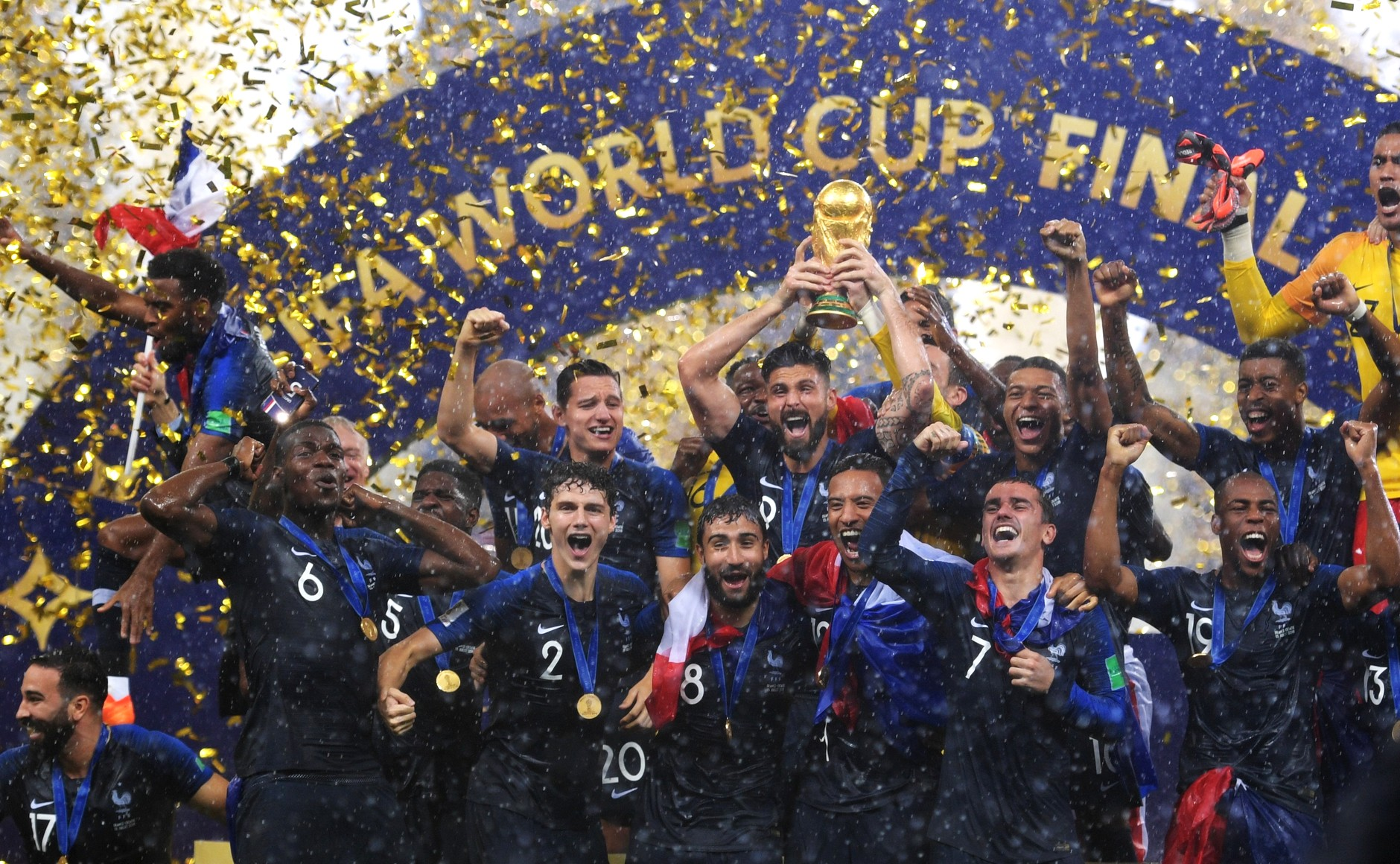
La selección de fútbol de Francia levantando su segunda Copa del Mundo en Rusia 2018.

El fútbol es el deporte más popular del país, y la selección de fútbol de Francia es uno de los combinados nacionales más importantes a nivel mundial. Ha ganado la Copa Mundial de Fútbol de Francia 1998 y Rusia 2018, la Eurocopa 2000 y la Eurocopa 1984, la Liga de Naciones de la UEFA 2020-21 y las Copas Confederaciones de 2001 y 2003.
La liga nacional, conocida como la Ligue 1 es una de las principales a nivel europeo. Destacan clubes como Olympique de Marsella, único club francés ganador de la prestigiosa Liga de Campeones de la UEFA, y Saint-Étienne, club más laureado del país. Así mismo, destacan Olympique Lyonnais (club ganador de siete títulos de liga de forma ininterrumpida en los inicios del siglo XXI), París Saint-Germain (ganador actualmente de nueve títulos, habiendo ganado la última temporada finalizada -2019-20-), AS Mónaco (club que pese a ser extranjero —del estado homónimo, donde es el único club deportivo—, participa en la liga francesa), Lille O.S.C, entre otros.

### Otros deportes
La Selección de baloncesto de Francia es uno de los mejores combinados nacionales más importantes a nivel mundial. Obtuvo el quinto puesto en el Campeonato mundial de baloncesto de 2006, además de la medalla de plata en masculino y el bronce en femenino en Tokio 2020.

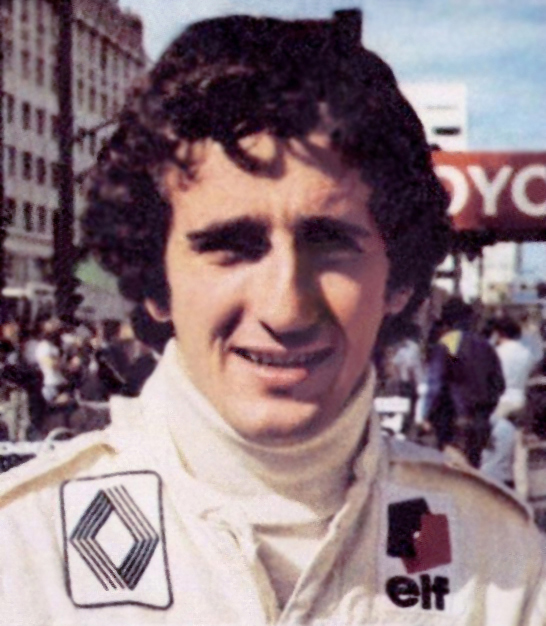
Alain Prost, considerado el mejor piloto francés de Fórmula 1.

Francia es una de las potencias del automovilismo a nivel mundial, ya que es sede de las 24 Horas de Le Mans, una de las carreras de automovilismo más importantes del mundo. El Gran Premio de Francia se disputó desde 1950 hasta 2008, y diez años más tarde (2018) esta competencia volvió a celebrarse en el Circuito Paul Ricard. Además, ha habido prestigiosos equipos franceses en la categoría reina entre los que destacan Equipe Ligier y el equipo Renault F1 que fueron campeones en 2005 y 2006.
El Torneo Roland Garros en París es uno de los torneos que conforman el Grand Slam, el evento tenístico más importante del mundo.
En lo referente a las artes marciales, Francia también destaca entre uno de los mejores de Europa. Pues la que más domina hasta el día de hoy es el karate, el judo y el savate (box francés), este último uno de los más difundidos en el mundo principalmente en los torneos del Knock Out. En judo destaca como uno de los más importantes en la historia del mundo, el francés David Douillet con diversas participaciones y premiaciones a lo largo de su trayectoria y Clarisse Agbegnenou, medallista olímpica en Río 2016 y en Tokio 2020, además de varios campeonatos mundiales.
La selección de rugby de Francia es una de las mejores del mundo, y el rugby goza de gran popularidad. Además la liga francesa de rugby es una de las más importantes del mundo.
El balonmano es uno de los deportes más seguidos, teniendo a la selección de balonmano de Francia como un gran protagonista a nivel internacional. Dentro de su palmarés se cuenta el título en la Copa de Europa 2010, seis oros en el campeonato del Mundo, y la medalla de oro de los Olímpicos de Pekín 2008, siendo la primera selección de balonmano en conseguir estos tres títulos, los más importantes del mundo en este deporte, de manera consecutiva.

## Ubicación geográfica de la Francia metropolitana
| Noroeste: Canal de la Mancha ( Reino Unido) | Norte: Bélgica · Mar del Norte | Nordeste: Luxemburgo · Alemania             |
| Oeste: Océano Atlántico                     |                                | Este: Alemania · Suiza                      |
| Suroeste: España · Andorra                  | Sur: España · Mar Mediterráneo | Sureste: Italia · Mónaco · Mar Mediterráneo |